# Операція «Нептун»
Опера́ція «Непту́н» (англ. Operation Neptune, фр. Opération Neptune) або ви́садка військ у Норма́ндії (англ. Normandy landings, фр. Débarquement de Normandie) — морська десантна операція, що була проведена 6 червня 1944 року в Нормандії під час Другої світової війни силами союзників — США, Великої Британії, Канади та інших проти нацистської Німеччини. Перша частина стратегічної операції «Оверлорд», що передбачала захоплення союзниками північно-західної Франції.
Вторгнення союзників до Європи розпочалося 6 червня 1944 року (День «Д») висадкою 156 000 солдатів на узбережжя Нормандії й проводилося у два основні етапи. Перший етап складався з повітрянодесантної операції з десантування 24 000 британських, американських, канадських та французьких парашутистів невдовзі після опівночі. Другий етап включав морську десантну операцію, яка розпочалася о 6:30 ранку. Водночас з висадкою морського десанту провадилася низка дезінформаційних операцій під кодовими назвами «Гліммер» та «Таксабл», метою яких було ввести німців в оману стосовно справжнього напрямку зосередження основних зусиль союзників під час вторгнення.
Висадка морського десанту здійснювалася на ділянці завширшки 80 км між гирлом річки Орн і комуною Озвіль, яка була поділена на 5 основних секторів вторгнення: «Юта», «Омаха», «Голд», «Джуно» та «Сорд».
Вторгнення підрозділів на французьке узбережжя відбувалося з різним ступенем успіху. Якщо на більшості плацдармів союзники мали значні досягнення, і в цілому десанту пощастило в ході висадки на ворожий берег з перших хвилин опанувати ініціативою та створити плацдарми, як це планувалося раніше, то на ділянці «Омаха» ситуація майже вийшла з-під контролю. Висадка американських 1-ї та 29-ї піхотних дивізії на цей плацдарм зони вторгнення перетворилася на справжнє пекло для десантників. Зіткнувшись з добре організованим опором німецьких військ, американці з перших хвилин операції зазнали серйозних втрат й майже втратили спроможність переломити ситуацію на свою користь. Командувач 1-ю американською армією генерал Омар Бредлі був вже на межі того, щоб скасувати подальшу висадку на цій ділянці та відкликати війська. Із самого початку успіх операції «Нептун» опинився під загрозою. Проте десантники спромоглися прорватися крізь берегові оборонні позиції німців та створити окремі осередки опору.
Загалом, реакція німців на висадку морського десанту противника по всьому нормандському узбережжю була млявою та погано організованою. Більш того, в умовах абсолютного панування в повітрі союзної авіації, через диверсійні акції макі та груп спеціального призначення, війська Вермахту ще на стадії висування резервів на визначені рубежі та в райони зазнавали серйозних втрат. У результаті, німці не спромоглися скористатися нагодою та відразу скинути десант у море.
До кінця «Дня Д» в англійському та американському секторах було висаджено 5 піхотних, 3 повітрянодесантні дивізії і танкова бригада. Їм удалося захопити берегову смугу завглибшки від 3 до 5 км, щоправда, не по всьому фронту. Плацдарми були повністю звільнені від противника лише 7 червня.
Висадка морського десанту в Нормандії була найбільшою у світовій історії морською десантною операцією з одночасного перекидання морем 156 000 військових, за підтримки 195 700 особового складу флоту та одночасним залученням майже 7 000 бойових і транспортних суден усіх типів та видів.

## Планування та підготовка операції
З прийняттям у Касабланці політичного рішення на проведення операції з вторгнення союзних військ до Західної Європи, військове керівництво Великої Британії та США розпочало розроблення плану й підготовки найбільшої у світовій історії десантної операції. На роль основного розробника плану вторгнення був призначений британський генерал-лейтенант Фредерік Морган.
Перша чернетка плану операції з висадки на європейське узбережжя базувалася на величезному матеріалі, накопиченому досвідом попередніх планів вторгнення через Ла-Манш у 1941—1942 роках, під час розробки операції «Раундап». Проте, найцінніший досвід був перейнятий з рейду на Дьєпп, що був проведений 19 серпня 1942. На відміну від рейду на Сен-Назер, який був проведений військами спеціального призначення в березні 1942, операція «Ювілей» планувалася, як мініатюрне вторгнення із залученням усіх видів збройних сил та висадкою піхотних і танкових частин на узбережжя Франції. Метою операції визначалося захопити та якомога довше утримувати плацдарм; керівництво союзників розуміло, що утримати захоплене тривалий час не вдасться. Й хоча це, так зване тестування, з точки зору тактики завершилося повним розгромом і спричинило численні втрати серед тих, що висаджувався, в цілому Дьєпп надав багато корисних даних організаторам висадки, що планувалася в ході масштабного вторгнення до Європи.
Ключовими висновками з цього досвіду, що вплинули на розробку морської десантної операції стали такі фактори: по-перше, висадка має здійснюватися тільки на відкриті пляжі, а не на берег з портовими чи міськими спорудами, і бажано з мінімальною кількістю фортифікаційних споруд противника. Крім того, протягом всього періоду проведення десанту потрібна потужна збалансована авіаційна та артилерійська підтримка бойових кораблів для придушення берегових оборонних споруд Вермахту. Також, для успішного прориву піхотних частин із захоплених плацдармів вглиб оборони противника потрібна певна кількість спеціалізованої інженерної бронетехніки, а також безліч пристосувань та засобів для подолання інженерних загороджень берегової оборони. Й головне, досвід Дьєппу довів, що це буде найскладніша комбінована військова операція усіх видів збройних сил, і питання взаємодії гратимуть виняткову роль.

### Пошуки району висадки морського десанту

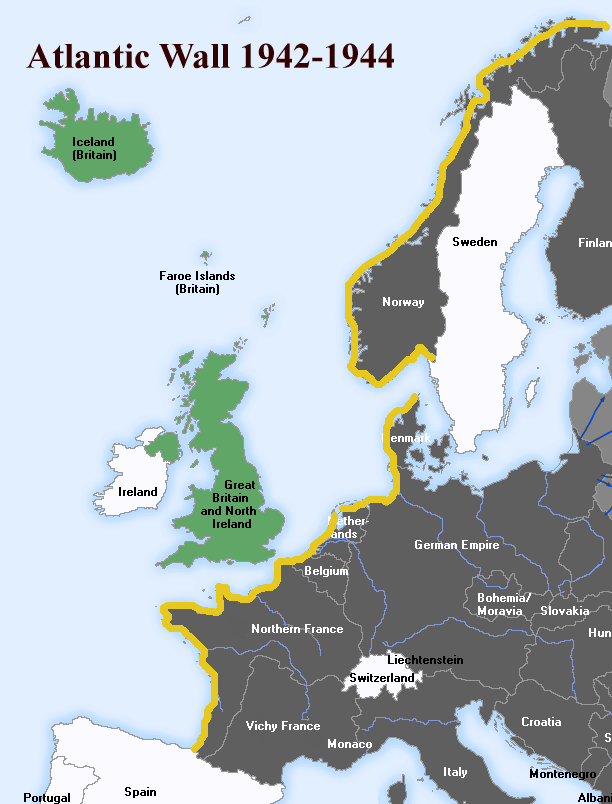
«Атлантичний вал» (виділений шафрановим кольором)
Третій Рейх, його союзники та окуповані зони
Союзники

План вторгнення на територію Франції

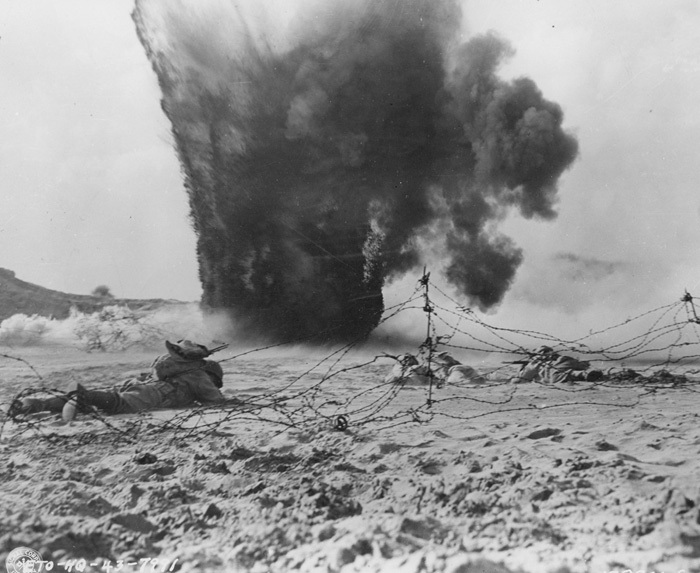
Бойова підготовка сил десанту. Англія. 1944

Першим важливим елементом розробки плану вторгнення, що постав перед розробниками операції, була задача вибору найзручнішої для висадки морського десанту ділянки узбережжя в Західній Європі. Союзники виходили з того, що повністю приховати процес підготовки до вторгнення мільйонного угруповання неможливо, але противникові невідоме головне — місце та час початку операції «Оверлорд». Тому головним завданням було правильно обрати місця висадки, які будуть найкращим чином задовольняти низці вимог: наявності зручних пляжів для висадки військ, ступеню потужності берегових укріплень противника, відстані районів висадки до портів Великої Британії та можливості ефективного застосування союзниками винищувальної авіації, виходячи з радіусу їх дії з метою підтримки флоту союзників і десанту.
Командування союзників ретельно обстежило все атлантичне узбережжя, де німцями було споруджено так званий «Атлантичний вал», від Норвегії до Біскайської затоки. Для висадки десанту найбільш пасували райони Па-де-Кале, Нормандії та Бретані, тому що решта районів — узбережжя Голландії, Бельгії і Біськайської затоки — були на значній відстані від Великої Британії і не відповідали визначеним вимогам подальшого постачання морським шляхом. Німецьке командування вважало, що найімовірніше місце вторгнення союзників на континент — в районі Па-де-Кале, через те, що воно найближче до Британських островів. Тому, й системи фортифікаційних споруд «Атлантичного валу» на цьому напрямку були найпотужнішими. Керівництво союзників, ретельно проаналізувавши масштаби ймовірних втрат у разі вторгнення на цій ділянці, відразу відмовилося від такого найпростішого варіанту висадки морського десанту.
Англо-американські союзники чудово усвідомлювали грандіозність масштабів запланованого вторгнення й нагальну потребу в потужній морській інфраструктурі для забезпечення успішного просування своїх армій у Франції. Німецьке командування також визнавало факт того, що противникові буде необхідно мати порти, через які мають забезпечуватися війська, в разі їх вторгнення до континентальної Європи. Тому німці вважали, що кращого варіанту, ніж Па-де-Кале, де існувало безліч відмінних портів, не існує. Виходячи з цього, Верховне командування Вермахту й, зокрема, командування військ «Захід» концентрувало свої головні сили в цьому регіоні. Пізніше з'ясувалося, що німці менш за все чекали висадки союзників саме на нормандській ділянці «Атлантичного валу». Це пояснюється тим, що німецьке командування вважало Нормандію непридатною для висадки через відсутність відповідної морської берегової інфраструктури для вивантаження військ та військових запасів, й не здогадувалося, що союзниками планувалося задіяти штучні гавані «Малберрі», які мали компенсувати ці вади. До того ж, на початковому етапі вторгнення союзники розраховували обійтися без захоплення морських портів.
Відповідно, союзному керівництву довелося спрямувати свою увагу на менш привабливу, однак набагато безпечнішу зону Нормандії та Бретані. Бретанський півострів мав багато переваг, зокрема, відмінні потужні порти, такі як Брест, однак, загальна відстань від морського узбережжя південної Англії й можливості щодо подальшого постачання військ та сил були вкрай обмежені. До того ж, висадка на бретонському березі могла призвести до того, що німці, просто кажучи, заблокували б союзників й позбавили їх можливості прорватися на оперативний простір.
Нормандське узбережжя практично не мало зручних портів, які б задовольняли потребу союзників у вивантаженні військ, техніки та майна, за винятком Шербура, який до того ж знаходився майже в глухому куті півострова Котантен. Властивості решти портових структур, що містилися на цьому напрямку, були незначні й в планах вторгнення вони не грали значної ролі. Плацдарм, прилеглий до узбережжя Сенської бухти, можна було ізолювати від контратак наземних військ противника, розташованих на території Франції і Німеччини, руйнуючи мости та переправи і встановлюючи контроль над численними шляхами, які вели до Сенської бухти. Крім того, Сенська бухта не мала островів, банок, мілин або рифів біля берега. Від постійних західних вітрів її прикривав півострів Котантен. Просторі піщані пляжі давали змогу одночасно висаджувати велику кількість військ і бойової техніки. Також, певну роль відігравало те, що глибина Сенської бухти унеможливлювала дію німецьких великих і середніх підводних човнів. Щоправда, порти Шербур і Гавр були базами для ворожих торпедних катерів і підводних човнів, проте, відсутність у смузі вторгнення інших великих міст не давала змоги створити стійкі осередки оборони військ Вермахту.
Розглядаючи варіант з Нормандією, планувальники дійшли до висновку, що цей напрямок привабливіший, перш за все, через близькість узбережжя до британських портів. Проблема портів мала два аспекти її вирішення: перший — створення тимчасових портів, другий — нарощування сил на плацдармі та захоплення великих портів, перш за все Шербура. Виходячи з цього виникла задача забезпечити умови для успішного захоплення цього порту. Фельдмаршал Б.Монтгомері наполіг на тому, щоб включити до плану вторгнення п'ятий плацдарм, розташований за водною перешкодою — річкою Орн, котрий згодом отримав назву «Юта».
Після подальшого всебічного аналізу даних розвідки та оцінювання сил противника, районом проведення десантної операції врешті-решт стало узбережжя Нормандії — там укріплення були потужніші, ніж у Бретані, але не так глибоко ешелоновані, як у Па-де-Кале. Відстань від Англії була більша, ніж у Па-де-Кале, але менша, ніж у Бретані. Значну роль також відіграли велика кількість військово-морських баз і портів на південному узбережжі Великої Британії, відносно малі відстані від них до узбережжя Франції та панування авіації союзників у повітрі — завдяки цьому можна було спокійно здійснювати посадку військ на транспортні засоби та перехід армади морем уночі.

### Вибір слушного моменту для початку десантної операції
Наступним питанням постало визначення точного часу початку операції. Ґрунтуючи свої розрахунки на досвіді попередніх десантних операцій, союзники вважали за доцільне розпочати висадку на світанку, аргументуючи це необхідністю попереднього ослаблення протидесантної оборони противника, а також тим, що для успіху висадки і виконання найближчих завдань на березі необхідний значний період світлого часу. Зрештою, було вирішено скористатися відтинком часу між періодами припливу й відпливу та здійснити висадку першого ешелону на берег через 40 хвилин після світанку, через 3 години після початку ранкового відпливу. Але оскільки різниця часу між моментами повної води на східному і західному берегах Сенської бухти складала 40 хвилин, то для кожного плацдарму був встановлений свій «час Ч» початку висадки; максимальний інтервал сягав 85 хвилин. Це було потрібно, щоб десантні судна не сіли на мілину та не отримали пошкоджень від німецьких підводних загороджень у смузі припливу. Дні зі слушним проміжком часу припадали на перші числа травня та на початок червня 1944.
Первісно союзники планували розпочати операцію в травні 1944 року, але через внесення змін до плану висадки, коли, за наполегливою вимогою Б.Монтгомері, було вирішено додатково висадити ще один десант на півострові Котантен (сектор «Юта»), дату висадки вимушено перенесли з травня на червень. На червень припадало кілька таких днів, у першу чергу — 5, 6 та 7 червня. За неможливістю розпочати вторгнення в ці дні його довелося б відкласти на 18, 19 або 20 червня. 8 травня 1944 Верховний Головнокомандувач союзними військами в Європі генерал Ейзенхауер затвердив пропозиції метеорологів на визначену дату —— 5 червня 1944.

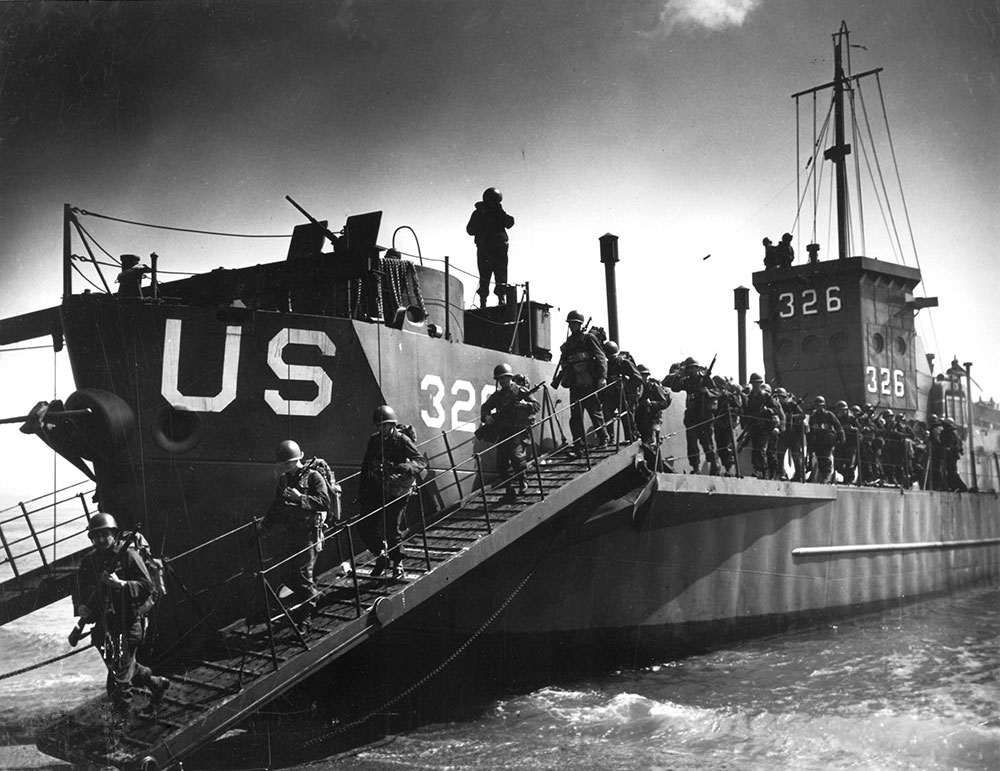
Тренування морського десанту з висадки на берег з десантно-висадочних засобів типу LCI — LCI-326. Англія. 1944

У травні 1944 на узбережжі Франції увесь час трималася гарна погода, але на початку червня вона несподівано змінилася. 4 числа погодні умови різко погіршали, здійнявся сильний вітер, небо затягнуло хмарами, ні про яку висадку морського десанту, тим більше про його авіаційне прикриття не могло бути й мови. Вранці 5 червня головнокомандувач провів завершальну нараду, на якій головний метеоролог армії надав прогноз на короткочасне поліпшення погоди саме 6 числа. Думки командування розділилися, але Ейзенхауер після певних вагань віддав рішучий наказ — вторгнення союзних військ у Західну Європу розпочати вранці 6 червня, саме цей день і увійшов до історії, як День «Д».

### Загальний замисел морської десантної операції
1 березня 1943 запропонований замисел вторгнення на північне узбережжя Нормандії був затверджений Об'єднаним комітетом начальників штабів союзників. Попередній план отримав назву «Скайскрепер» і передбачав одночасну висадку в районі Кана десанту силами до 3-х дивізій, за якими прямував другий ешелон з 6-ма дивізіями. Надалі, після захоплення та утримання плацдарму, союзники планували зосередити значну кількість військ на берегу й, потужним ударом прорвавши оборону Вермахту, розвинути наступ по території Франції в двох напрямках: на захід і схід від нормандського узбережжя.
Однак, що більше штаб керівництва стикався з реаліями на запланованих зонах висадки, оцінюючи сили противника та в особливості властивості району вторгнення, то більшу підтримку отримувала пропозиція Б.Монтгомері посилити загальну чисельність сил вторгнення. Монтгомері наполягав на тому, щоб збільшити число дивізій з 3-х до 5-ти, що мають висаджуватися морем, також здійснити висадку військ на східному краї півострова Котантен й щонайменше 3-х повітрянодесантних дивізій для підтримки морського десанту. Висадка британського повітряного десанту біля Кану та американського біля Сент-Мер-Егліз мали за мету всіляко сприяти висадці морського десанту та ізоляції району ведення бойових дій на флангах смуги вторгнення. Десант, який пропонувалося провести вночі напередодні операції, мав завданням захопити вузли доріг, переправи, мости та інші ключові об'єкти, й стати на заваді контратак військ Вермахту та максимально порушувати систему управління військами противника в операційній зоні.
Остаточний затверджений стратегічний замисел операції визначав одночасну висадку великих сил морського десанту на узбережжі Нормандії на фронті до 80 км. Під час операції «Нептун» планувалося захопити плацдарм завглибшки 18—20 км і міцно закріпитися на ньому. Надалі ставилося завдання накопичити значні сили вторгнення, та, створивши значну перевагу в силах, потужними ударами зайняти розташовані на флангах зони вторгнення морські порти Шербур і Гавр. Надалі план передбачав організацію повномасштабного наступу углиб Франції. За планом вторгнення, британці, діючи спільно з канадськими військами, повинні захопити в перший же день ключові об'єкти — міста Байо та Кан й просунутися якомога південніше та південно-східніше. Таким чином, оволодівши найважливішими транспортними вузлами, з'єднання Об'єднаного королівства перерізали шляхи підходу німецьких резервів на півострів Котантен й надавали змогу американцям, що діяли праворуч, закріпитися на своїх плацдармах. А надалі американські дивізії мали свою головну ціль — захоплення великого морського порту Шербур.

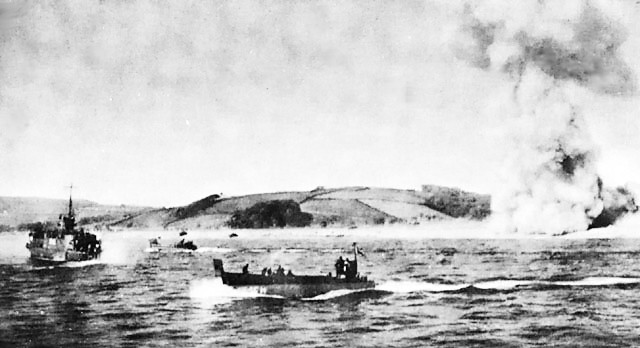
Тренування транспортних суден у висадці десанту із застосуванням засобів імітації. Англія. 1944

На світанку після потужної та багатогодинної авіаційної і артилерійської підготовки мусила розпочатися висадка передових підрозділів морського десанту. Американські війська мали висадитися в західному секторі на двох плацдармах, англійські та канадські — в східному секторі на трьох ділянках.
Плануючи висадку військ, союзники врахували також такий важливий чинник, як розмежувальні лінії між зонами відповідальності військ противника. Висадка була здійснена в стик розмежувальної лінії між 7-ю і 15-ю німецькими арміями, створивши великі проблеми з організацією взаємодії між командуваннями двох армій.

### Підготовка військ (сил) до операції
Підготовка наймасштабнішої десантної операції в історії війн йшла не лише шляхом тренування військ та сил, що мали безпосередньо брати участь в операції, але й за рахунок нарощування темпів виробництва озброєння і перегляду суднобудівних програм у частині розширення будівництва спеціальних десантних та протичовнових засобів. Спеціально для проведення операції суднобудівними компаніями Англії і США в стислі терміни було побудовано близько 30 тисяч одиниць різнорідних десантних суден, а також десантно-висадочних засобів. Були розроблені та запущені в масове виробництво спеціальні засоби для забезпечення піхотних підрозділів у бою під час висадки: плаваючі та вогнеметні танки, спеціалізовані броньовані інженерні машини для створення проходів у мінних полях, мостоукладальники, спеціальні баржі з реактивними установками залпового вогню тощо.
Для прискорення темпів завантаження техніки на морський транспорт на півдні Англії була обладнана розгалужена мережа спеціальних під'їзних доріг, котрі спускалися до моря, якими військова техніка (танки, автомашини) з ходу завантажувалися прямо на спеціальні самохідні баржі.
Оригінальним вирішенням проблеми з портовою інфраструктурою для висадки військ та вивантаження вантажів стала ідея створення тимчасових штучних портів. Планувальники операції виходили з того, що в зоні висадки протягом 90 днів після початку вторгнення не буде великих портів, а щодня вивантажуватиметься близько 12 тисяч тон різних вантажів і близько 2500 автомашин. Виходячи з цього, вони запропонували спорудити біля захоплених берегів дві штучні гавані, котрі отримали назву «Малберрі», які не поступалися за розміром великому торговельному порту.
Для цих цілей на півдні Англії потай були споруджені гігантські кесони для збудування двох штучних гаваней «Малберрі»: по одній в англійському й американському секторах. Гавань «Малберрі» складалася із зовнішніх — плаваючих — і внутрішніх — стаціонарних — хвилерізів та з плаваючих пірсів від берега до свайних причалів, до яких могли швартуватися судна. Залізобетонні кесони, з яких робилися стаціонарні хвилерізи, встановлювали на глибині не більше 10-11 м, що було достатньо для невеликих суден типу «Ліберті»; судна більшого розміру користувалися акваторією, захищеною плаваючими хвилерізами. Багато кесонів було обладнано кранами, складами, кубриками для екіпажів, мали власні гармати, боєзапас та навіть засоби ППО, що підсилювало протиповітряну оборону району висадки. Для кожного порту «Малберрі» було потрібно 146 кесонів різних розмірів, вагою від 1672 до 6044 т, залежно від глибини їх затоплення. Паралельно з кесонами будувалися плаваючі пірси, або, як їх інакше називали, «наплавні мости» загальною довжиною близько 7 миль, які трималися на понтонах. Автомашини з вантажем, після розвантаження з транспортних засобів, їхали по «наплавному мосту», що сполучав свайні причали, на берег.
З перших днів висадки й до закінчення будівництва портів «Малберрі», для забезпечення тимчасової стоянки транспортних суден, передбачалося створити в порівняно мілководих районах Ароманша й Сен-Лорана п'ять штучних гаваней «Гузберрі». Ці укриття, створені шляхом затоплення старих суден, захищали гавані від вітру і хвиль, призначалися для стоянки і розвантаження великої кількості малих суден і одночасно мали слугувати продовженням портів «Малберрі». Для затоплення було виділено 60 суден (у тому числі старі лінкори та крейсери), що утворили хвилеріз завдовжки близько 7300 м. Прибуксовані й встановлені в районі висадки кесони створювали гавань, рівну за розмірами гавані Дувра.
З метою забезпечення паливно-мастильними матеріалами військ, що мають висаджуватися на узбережжя Нормандії, було підготовлено, а з початком висадки здійснено прокладання по дну моря через протоку Ла-Манш 20 нафтопроводів для безперебійного живлення військ пальним. Операція «Плуто» була реалізована британськими науковцями, експертами нафтових компаній та представниками збройних сил. Створення трубопровідної системи, що пролягала по дну Ла-Маншу прямо на плацдарми, дозволяло позбавитися необхідності залучати в загрозливих умовах бойових дій танкерів, дуже вразливих для знищення німецькими підводними човнами, й, до речі, дуже необхідних на Тихоокеанському театрі воєнних дій.

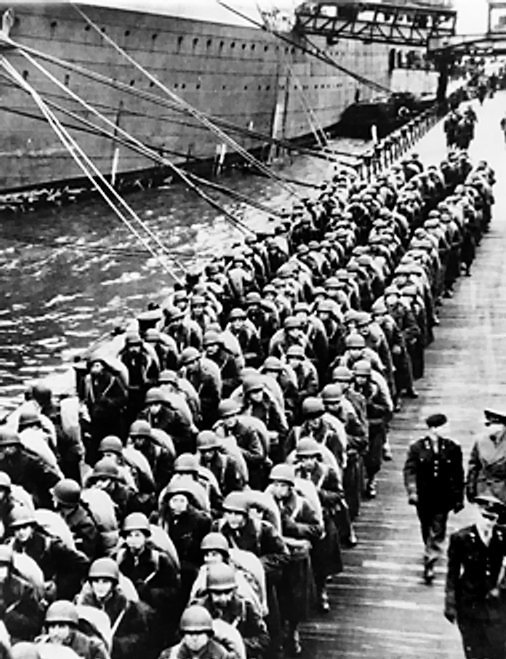
Вояки десанту готуються для посадки на десантні кораблі. 5 червня 1944

Водночас розгорнулась інтенсивна підготовка військ вторгнення. Десантні формування проходили спеціальну підготовку в декількох районах: англійські — в південно-східній частині Англії, американські — в південно-західній. Райони зосередження військ, в яких проводилася бойова підготовка цих військ, розташовувалися за 100—150 км від південного узбережжя. При цьому тренування військ здійснювалося в кількох різних за характером ландшафту районах. Для приховування намірів вторгнення лише один з 10 районів за своїми географічними властивостями був схожий на справжній район висадки.
Після 3-х місяців напруженої підготовки, наприкінці травня — на початку червня, війська були передислоковані до районів збору — за 20-25 км від пунктів посадки на транспортні судна. Близько 7 тисяч зенітних гармат і понад 1 тисячі аеростатів захищали це величезне скупчення людей і машин від нападів з повітря. У таборах кожен солдат отримував відповідний наказ і після цього вже не міг залишати табір. Додатково з метою збереження операції в таємниці, за 10 днів до висадки була затримана вся пошта, адресована військовим частинам, іноземним посольствам, тимчасово заборонена посилка шифрованих телеграм, затримувалася навіть дипломатична пошта.

### Заходи введення в оману

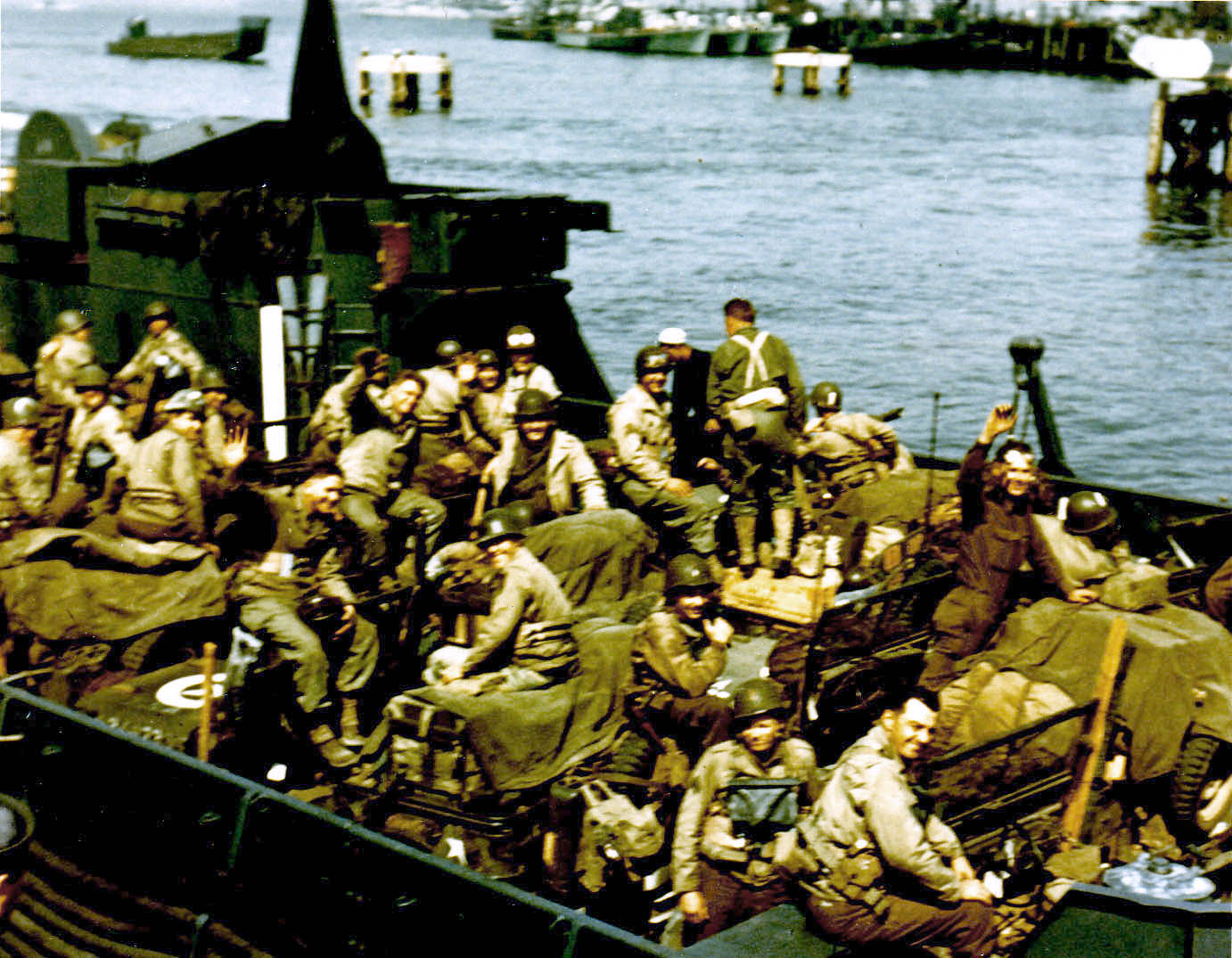
Посадка військ перед вторгненням на десантні кораблі типу LCT

Англо-американське командування не розраховувало на досягнення оперативної раптовості висадки десанту у Франції, що було практично неможливим, враховуючи масштаби вторгнення, тому усі розрахунки ґрунтувалися на досягненні тактичної несподіванки, що було дуже важливо навіть в умовах величезної переваги союзників у силах.
З метою досягнення раптовості вторгнення у Францію командування західних союзників широко застосовувало заходи дезінформування та дезорієнтації противника з метою введення його в оману, стосовно часу й району проведення операції. Союзники всіляко підтримували й розповсюджували чутки про те, що найімовірнішим районом вторгнення буде район Кале—Булонь. Англо-американська авіація завдавала масованих ударів по засобах протидесантної оборони саме в цьому районі, підсиливши інтенсивність ударів безпосередньо перед самою висадкою (30 травня — 5 червня). Для дезінформації противника використовувалися різні засоби: радіо, пресу (як власну, так і нейтральних країн), спорудження хибних макетів районів висадки, зведення цілих містечок та спеціальних аеродромів, які могла б викрити повітряна або агентурна розвідка противника. Широко практикувалися численні демонстративні виходи сил у море, чим знижувалася пильність Вермахту. Різними джерелами увага противника концентрувалася на один і той самий район висадки — Кале—Булонь.

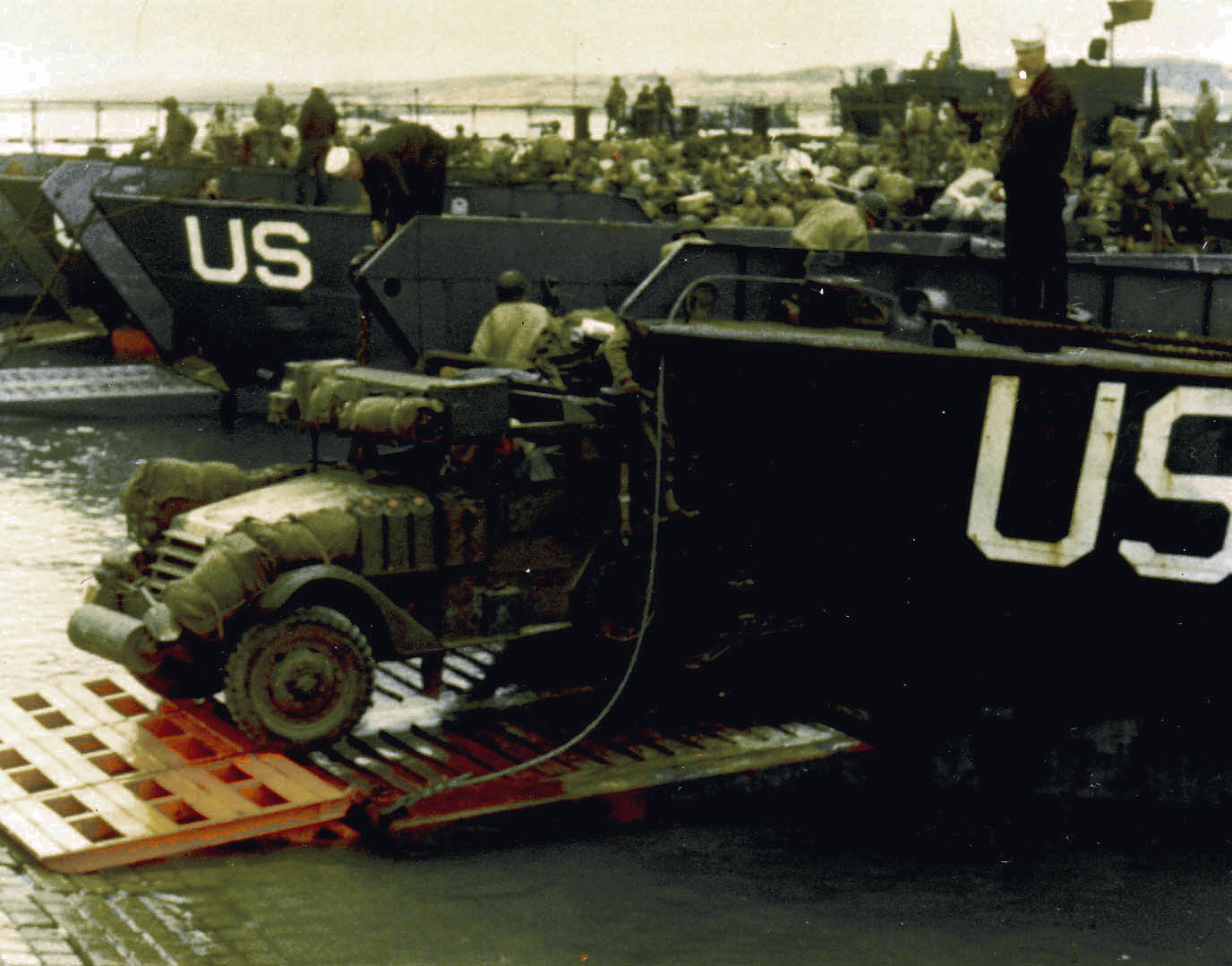
Завантаження бронеавтомобілів ППО на борт транспортного судна типу LCT в англійському порті напередодні операції. Червень 1944

У той же час, союзники практично відмовилися від завчасного послаблення сил та засобів протидесантної оборони противника в справжньому районі висадки; вперше узбережжя Нормандії піддалося масованому удару авіації лише за 9 годин до початку операції, тобто тоді, коли противник вже практично не мав можливості висунути резерви з глибини, навіть правильно оцінивши район висадки.
Маючи інформацію про точне розташування німецьких радіо- і радіолокаційних станцій в районі висадки, союзники не чіпали їх до початку операції й лише безпосередньо перед вторгненням вивели більшість з них з ладу повітряними ударами. Так, лише на узбережжі від острова Гернсі до Остенде було придушено до 80 % всіх радарних установок.
За декілька годин до початку фактичного вторгнення для відволікання уваги противника союзники провели дві демонстративні висадки десантів (у районах Булоні і Сен-Мало), в яких була задіяна велика кількість катерів, барж і літаків.
Всі заходи дезінформації, дезорієнтації і маскування певною мірою дали бажаний результат. Німецьке командування до 6 червня зосередило майже всю 15-ту армію, раніше розкидану по узбережжю, в район Кале—Булонь. Навіть тоді, коли почалася висадка в Нормандії, німці вважали, що це масштабна демонстрація, а головнокомандувач німецькими військами на Західному фронті генерал-фельдмаршал Г.фон Рундштедт тривалий час не наважувався передислокувати в райони висадки великі сили для швидкого розгрому десанту. Більш того, лише через 10 днів — 16 червня 1944 — особисто Гітлер віддав наказ передислокувати зі Східного фронту II-й танковий корпус СС, а також LXXXVI-й армійський корпус з Південної Франції й з'єднання зі складу 15-ї армії, що прикривали Па-де-Кале від неіснуючої загрози вторгнення американської 1-ї групи армій. Однак, новоприбулі дивізії прибували послабленими, без потрібного запасу палива та боєприпасів і дезорганізованими від повітряних ударів союзної авіації й не змогли переломити ситуацію на свою користь.
Завдяки цьому союзникам вдалося добитися величезної переваги в силах та засобах у районах висадки в перший і вирішальний день вторгнення.

### Планування перевезення військ і техніки морем
Важливим питанням у підготовці вторгнення до Нормандії була доставка з Англії величезної кількості вантажів, їх розподіл за складами та перевезення на плацдарм. На кожного солдата експедиційних військ припадало приблизно 10 тон різного спорядження і, крім цього, одна тонна додаткового вантажу на кожні 30 днів операції. Предмети спорядження становили близько 1 млн найменувань.
В основу розрахунків і планування перевезень були покладені такі основні вимоги: максимальне навантаження всіх засобів у перші три доби десантної операції, щоб добитися перекидання на континент можливо більшої кількості військ і бойової техніки; неухильне виконання графіка щоденних перевезень для здійснення рівномірного і швидкого накопичення військ на плацдармі. Так, згідно з планом, за перші чотири доби до району висадки морського десанту повинні були підійти 47 конвоїв, потім щодня по 15 середніх конвоїв (близько 250 суден), не рахуючи декількох сотень кораблів охорони й малих десантних засобів. При такій інтенсивності перевезень у районах плацдармів повинні були постійно знаходитися 300—400 одиниць великого транспорту.
Керівництво союзників під час вторгнення в Нормандію

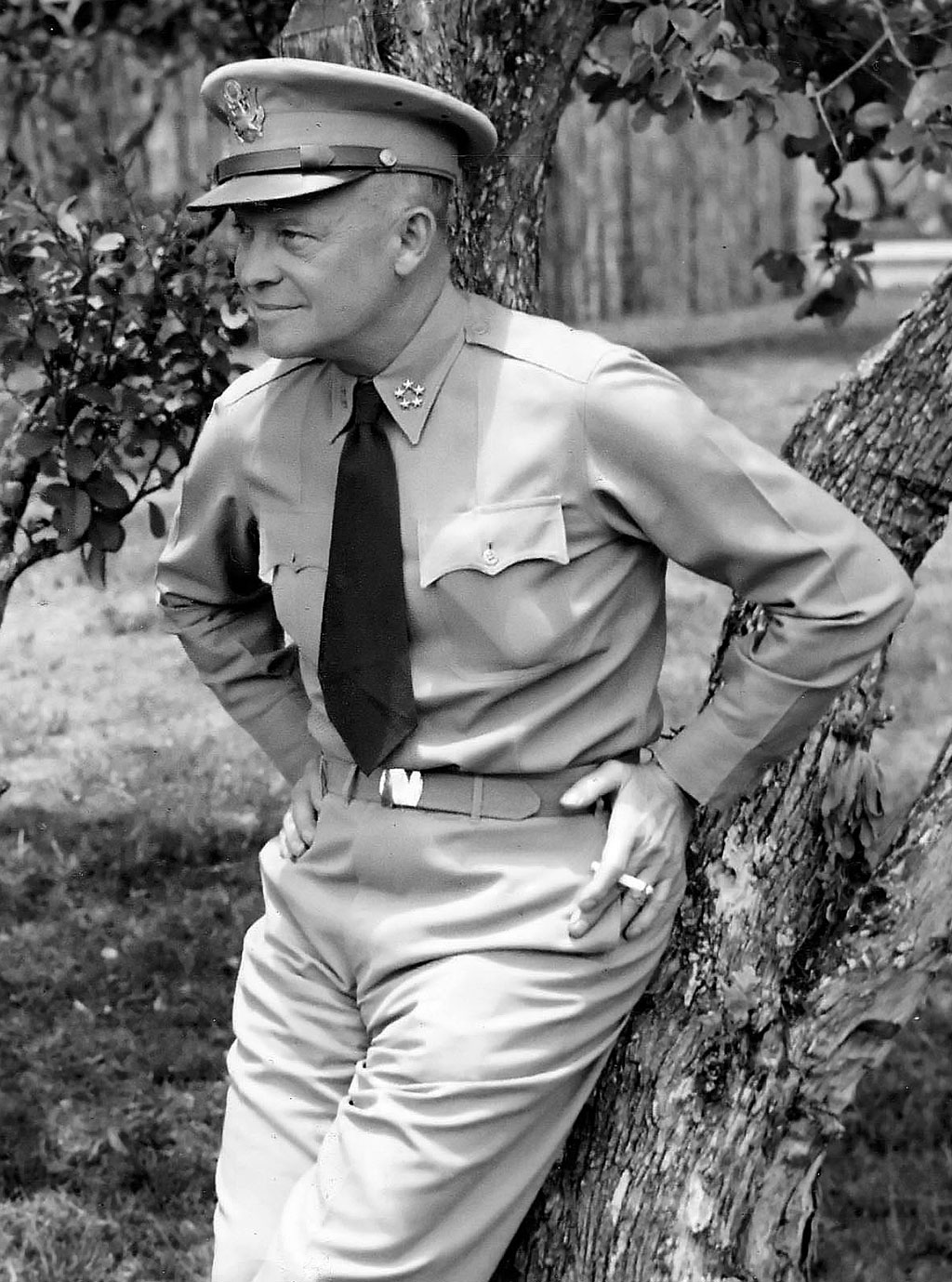
Верховний головнокомандувач союзними експедиційними силами в Європі генерал Дуайт Ейзенхауер (США)
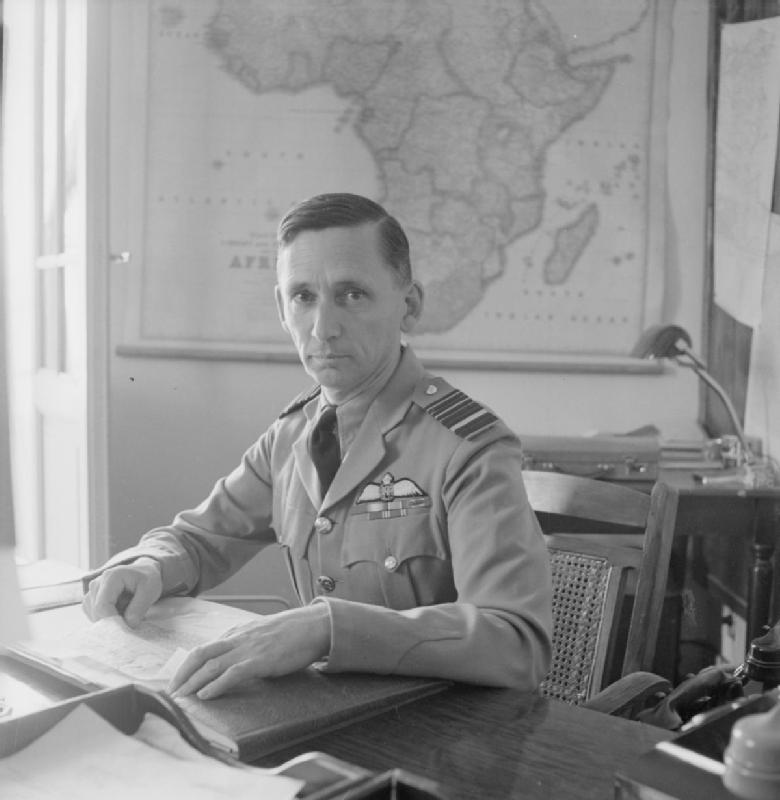
Заступник Верховного головнокомандувача союзними експедиційними силами в Європі маршал Королівських повітряних сил Артур Теддер (Велика Британія)
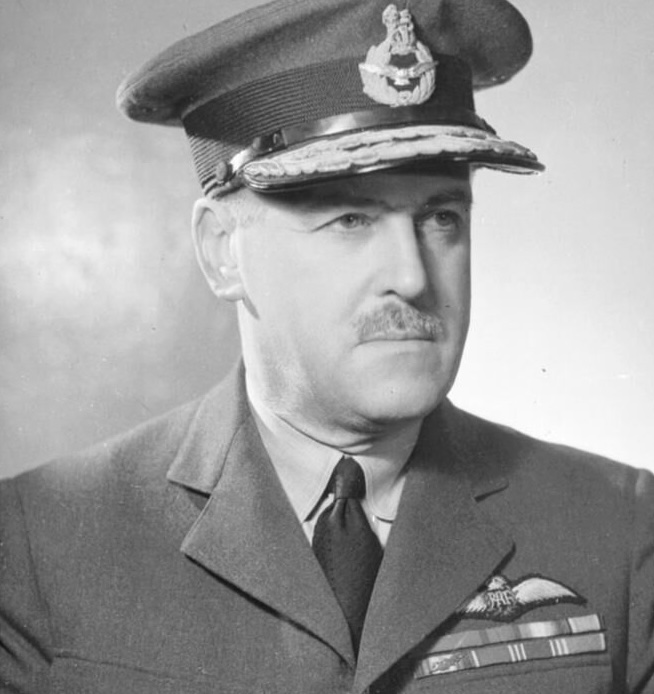
Командувач ПС сил вторгнення головний маршал повітряних сил Траффорд Лі-Меллорі (Велика Британія)
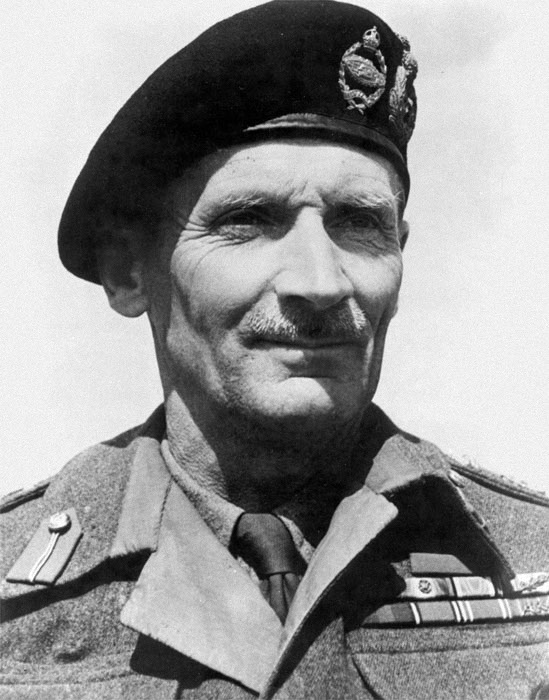
Командувач 21-ї групи армій фельдмаршал Бернард Монтгомері (Велика Британія)
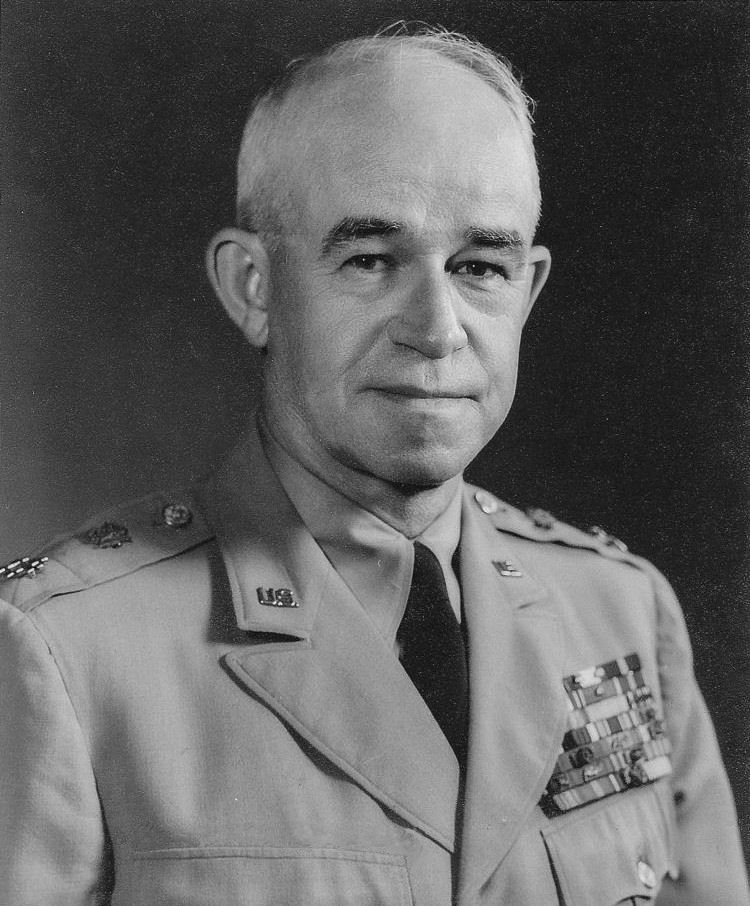
Командувач 1-ї американської армії генерал-лейтенант Омар Бредлі (США)
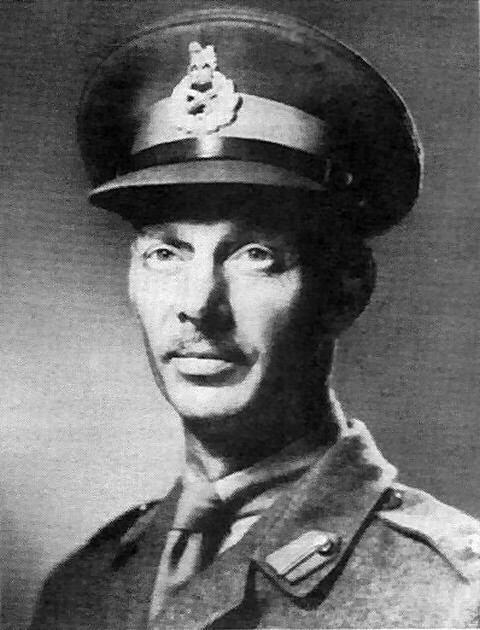
Командувач 2-ї британської армії генерал Майлз Демпсі (Велика Британія)
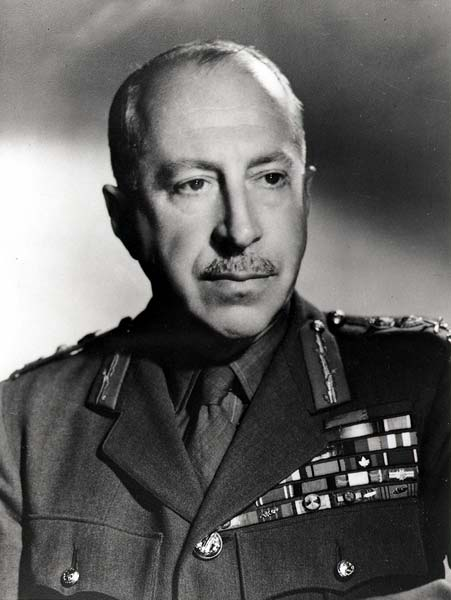
Командувач 1-ї канадської армії генерал-лейтенант Гаррі Крірар (Канада)
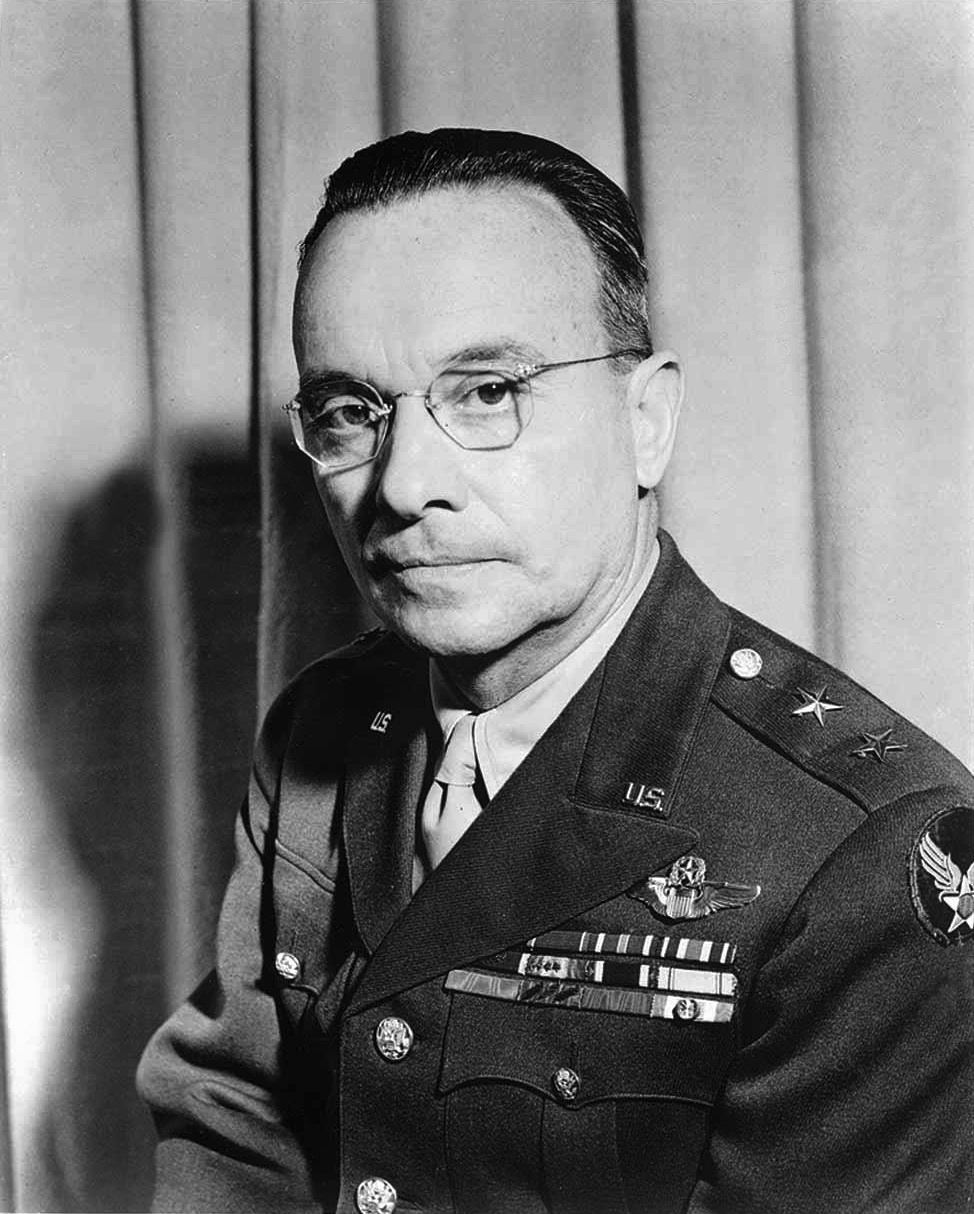
Командувач 9-ї американської повітряної армії генерал-майор Луїс Бреретон (США)

Керівники Вермахту під час вторгнення союзників до Нормандії

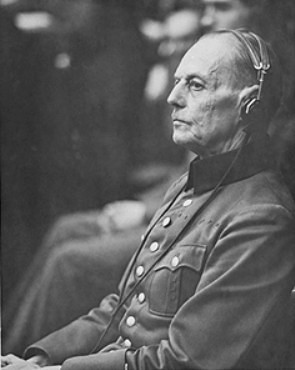
Головнокомандувач військами Вермахту на Заході генерал-фельдмаршал Герд фон Рундштедт
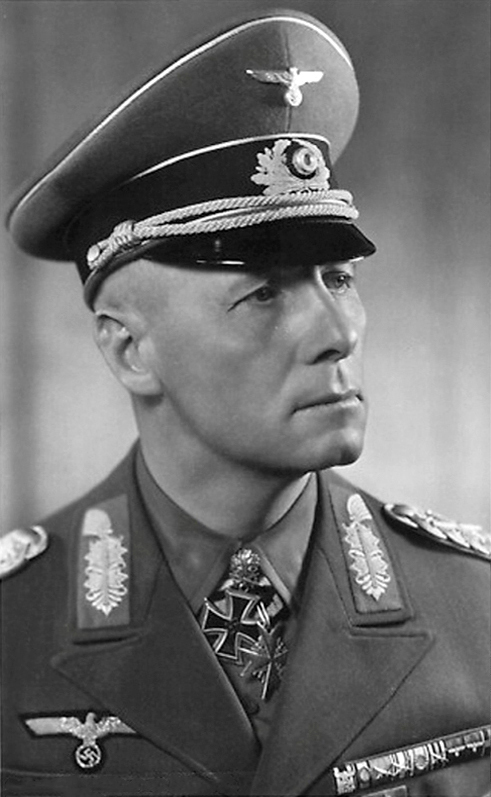
Командувач групою армій «В» генерал-фельдмаршал Ервін Роммель
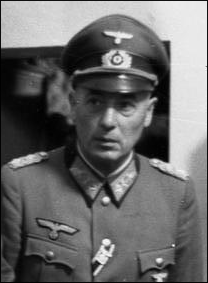
Командувач 7-ї армії генерал-полковник Фрідріх Долльман
Командувач 15-ї армії генерал-полковник Ганс фон Зальмут
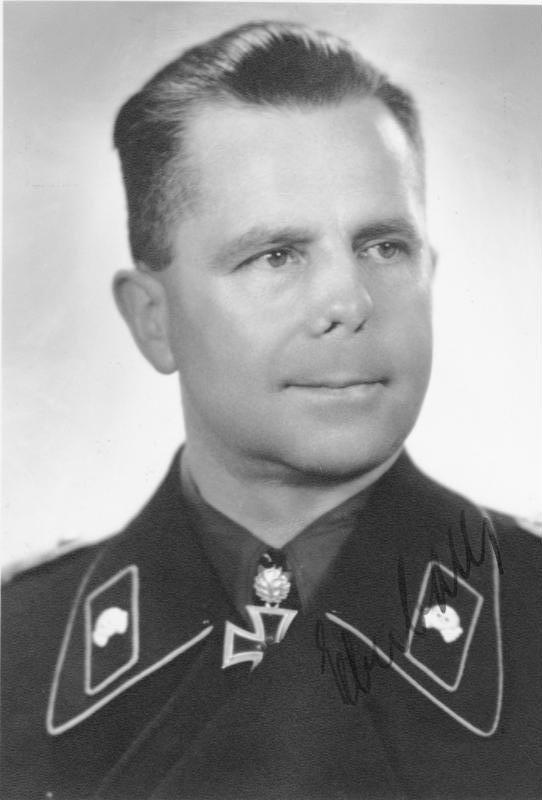
Командувач танкової групи «Захід» генерал танкових військ Генріх Ебербах

## Склад протиборчих сторін
Для вторгнення в Нормандію союзниками була сформована 21-ша група армій (2-га англійська, 1-ша канадська та 1-ша американська армії), загальною чисельністю 19 піхотних, 9 бронетанкових і 4 повітрянодесантних дивізій, а також однієї парашутної, 8 бронетанкових і 3 піхотних бригад. У перший день операції союзники висаджували морем на плацдарми п'ять дивізій та одну бригаду, які повинні були з'єднатися з повітряним десантом у складі трьох повітрянодесантних дивізій.

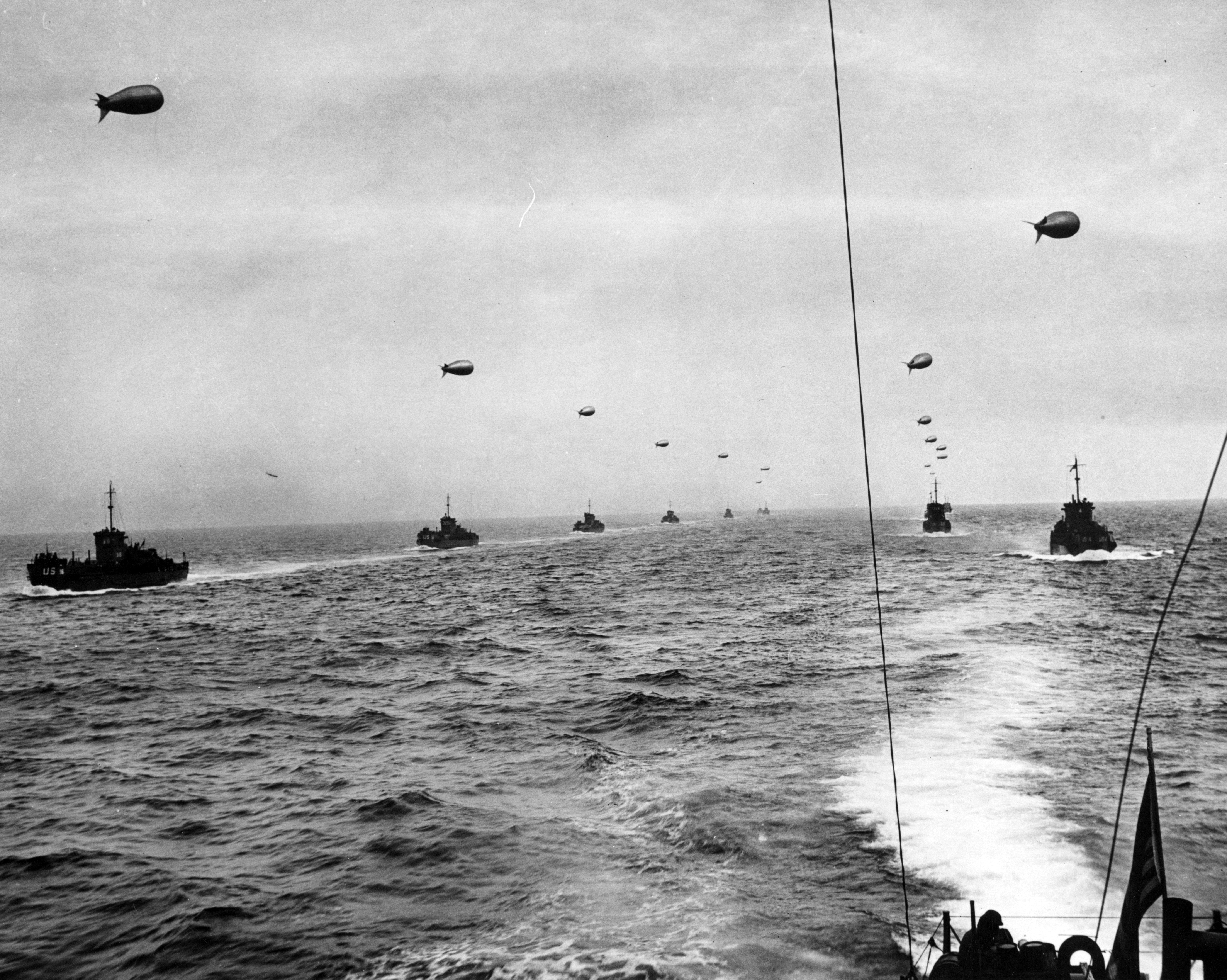
Перехід малих десантних кораблів типу Landing Craft Infantry через Ла-Манш у напрямку Нормандії. До кожного судна прив'язано аеростат ППО

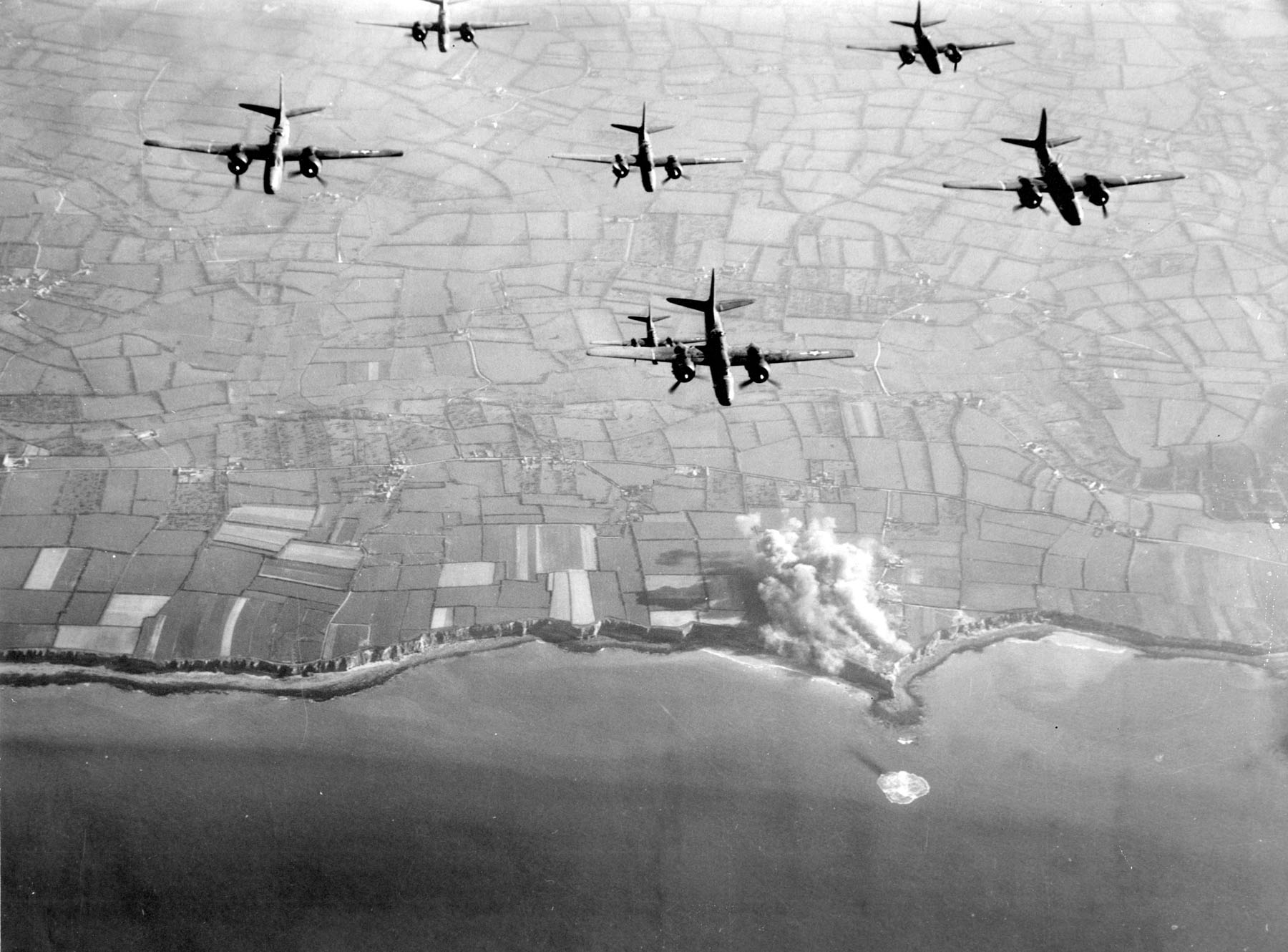
Бомбардування авіацією артилерійських берегових батарей на Пуент-дю-Ок

Американські солдати на борту військового транспортного судна Берегової охорони США на переході морем перед початком операції

### Союзні війська

#### Сухопутний компонент
21-ша група армій, командувач фельдмаршал Бернард Монтгомері
- 2-га армія (Велика Британія), командувач генерал Майлз Демпсі — здійснювала висадку на 3 плацдарми:
  - 6-та повітрянодесантна дивізія (Велика Британія) (мала у складі канадський парашутно-десантний батальйон)[20] — брала участь у повітрянодесантній операції напередодні висадки морського десанту.
  - Плацдарм «Сорд»
    - I корпус у складі: 3-тя піхотна дивізія (Велика Британія) та 27-ма бронетанкова бригада (Велика Британія);
    - 1-ша бригада спеціальної служби (Велика Британія);

  - Плацдарм «Джуно»
    - 3-тя піхотна дивізія (Канада), 2-га танкова бригада (Канада) зі складу 1-ї канадської армії (командувач генерал Гаррі Крірар);
    - частка сил 4-ї бригади спеціального призначення (Велика Британія);

  - Плацдарм «Голд»
    - XXX корпус, у складі: 50-та Нортумбрійська піхотна дивізія та 8-ма бронетанкова бригада (Велика Британія);
    - частка сил 4-ї бригади спеціального призначення (Велика Британія)

  - 79-та бронетанкова дивізія (оснащена спеціальною бронетанково-інженерною технікою «Hobart's Funnies[а 5], що діяла на плацдармах висадки англо-канадських військ).

Загалом англо-канадський контингент нараховував 83 115 військовослужбовців (61 715 — британці).
- 1-ша армія (США), командувач генерал-лейтенант Омар Бредлі — здійснювала висадку на 2 плацдарми:
  - Плацдарм «Омаха»
    - V корпус, у складі: 1-ша піхотна дивізія та 29-та піхотна дивізія;
    - 2-й та 5-й батальйони рейнджерів;

  - Плацдарм «Юта»
    - VII корпус (США), у складі: 4-та піхотна дивізія та 359-та полкова бойова група 90-ї піхотної дивізії;
    - 101-ша повітрянодесантна дивізія (США) та 82-га повітрянодесантна дивізія (США) — брали участь у повітрянодесантній операції напередодні висадки морського десанту.

Загалом американський контингент нараховував 73 000 військовослужбовців.

#### Завдання морського компоненту
Союзний флот повинен був організувати та забезпечити перевезення військ через Ла-Манш, підтримати висадку десанту й подальші дії військ на березі, забезпечити безперебійну своєчасну доставку до Нормандії підкріплень і постачання військ.
Крім цього, союзне командування, беручи до уваги можливість противника ввести в дію свої підводні сили, запланувало стати на заваді передислокації німецьких підводних човнів у район висадки десанту та відповідно поставити рухоме протичовнове баражування (завглибшки до 180 миль) на західних підходах до Ла-Маншу. Західніше від напрямків руху десанту в зоні шириною близько 100 миль цілодобово патрулювали корабельні дозори і літаки берегової авіації.
Але головним завданням флоту залишалася артилерійська підтримка висадки десанту, яку передбачалося провести в три етапи:
- придушення стаціонарних батарей противника й руйнування залізобетонних укріплень бронебійними снарядами великокаліберною артилерією бойових кораблів;
- ослаблення мінометних батарей і кулеметних гнізд та відсікання противника вогневою завісою гарматами меншого калібру перед початком висадки (вогневу завісу планували встановлювати спочатку по прибережній смузі, а потім у міру просування десанту переносити вглиб оборони противника);
- артилерійська підтримка висаджених військ при їх просуванні вглиб території по фронту й з флангів, яка передбачалася шляхом постановки вогневої завіси на певній обмеженій площі, а також обстріл окремих укріплених пунктів, місць скупчень бойової техніки і військ противника, підготовлених до переходу в контратаки.

##### Склад та розподіл військово-морських сил з висадки десанту[21]
| Зони висадки:                                         | Узбережжя Нормандії: півд.-схід. край півострова Котантен («Юта») та смуга між річками Вір та Орн («Омаха», «Голд», «Джуно», «Сорд») 21-ша група армій (фельд. Монтгомері) Перший ешелон: 5 пд (по 2 — США та Велика Британія, 1 — Канада), Другий ешелон: 1 пд (США); 1 бртд (Велика Британія). Всього: 130 000 в/сл. | Узбережжя Нормандії: півд.-схід. край півострова Котантен («Юта») та смуга між річками Вір та Орн («Омаха», «Голд», «Джуно», «Сорд») 21-ша група армій (фельд. Монтгомері) Перший ешелон: 5 пд (по 2 — США та Велика Британія, 1 — Канада), Другий ешелон: 1 пд (США); 1 бртд (Велика Британія). Всього: 130 000 в/сл. | Узбережжя Нормандії: півд.-схід. край півострова Котантен («Юта») та смуга між річками Вір та Орн («Омаха», «Голд», «Джуно», «Сорд») 21-ша група армій (фельд. Монтгомері) Перший ешелон: 5 пд (по 2 — США та Велика Британія, 1 — Канада), Другий ешелон: 1 пд (США); 1 бртд (Велика Британія). Всього: 130 000 в/сл. | Узбережжя Нормандії: півд.-схід. край півострова Котантен («Юта») та смуга між річками Вір та Орн («Омаха», «Голд», «Джуно», «Сорд») 21-ша група армій (фельд. Монтгомері) Перший ешелон: 5 пд (по 2 — США та Велика Британія, 1 — Канада), Другий ешелон: 1 пд (США); 1 бртд (Велика Британія). Всього: 130 000 в/сл. | Узбережжя Нормандії: півд.-схід. край півострова Котантен («Юта») та смуга між річками Вір та Орн («Омаха», «Голд», «Джуно», «Сорд») 21-ша група армій (фельд. Монтгомері) Перший ешелон: 5 пд (по 2 — США та Велика Британія, 1 — Канада), Другий ешелон: 1 пд (США); 1 бртд (Велика Британія). Всього: 130 000 в/сл. | Узбережжя Нормандії: півд.-схід. край півострова Котантен («Юта») та смуга між річками Вір та Орн («Омаха», «Голд», «Джуно», «Сорд») 21-ша група армій (фельд. Монтгомері) Перший ешелон: 5 пд (по 2 — США та Велика Британія, 1 — Канада), Другий ешелон: 1 пд (США); 1 бртд (Велика Британія). Всього: 130 000 в/сл. | Узбережжя Нормандії: півд.-схід. край півострова Котантен («Юта») та смуга між річками Вір та Орн («Омаха», «Голд», «Джуно», «Сорд») 21-ша група армій (фельд. Монтгомері) Перший ешелон: 5 пд (по 2 — США та Велика Британія, 1 — Канада), Другий ешелон: 1 пд (США); 1 бртд (Велика Британія). Всього: 130 000 в/сл. | Узбережжя Нормандії: півд.-схід. край півострова Котантен («Юта») та смуга між річками Вір та Орн («Омаха», «Голд», «Джуно», «Сорд») 21-ша група армій (фельд. Монтгомері) Перший ешелон: 5 пд (по 2 — США та Велика Британія, 1 — Канада), Другий ешелон: 1 пд (США); 1 бртд (Велика Британія). Всього: 130 000 в/сл. | Узбережжя Нормандії: півд.-схід. край півострова Котантен («Юта») та смуга між річками Вір та Орн («Омаха», «Голд», «Джуно», «Сорд») 21-ша група армій (фельд. Монтгомері) Перший ешелон: 5 пд (по 2 — США та Велика Британія, 1 — Канада), Другий ешелон: 1 пд (США); 1 бртд (Велика Британія). Всього: 130 000 в/сл. | Узбережжя Нормандії: півд.-схід. край півострова Котантен («Юта») та смуга між річками Вір та Орн («Омаха», «Голд», «Джуно», «Сорд») 21-ша група армій (фельд. Монтгомері) Перший ешелон: 5 пд (по 2 — США та Велика Британія, 1 — Канада), Другий ешелон: 1 пд (США); 1 бртд (Велика Британія). Всього: 130 000 в/сл. |
| ----------------------------------------------------- | --- | --- | --- | --- | --- | --- | --- | --- | --- | --- |
| Плацдарми:                                            | Плацдарм «Юта» | Плацдарм «Юта» | Плацдарм «Омаха» | Плацдарм «Омаха» | Плацдарм «Голд» | Плацдарм «Голд» | Плацдарм «Джуно» | Плацдарм «Джуно» | Плацдарм «Сорд» | Плацдарм «Сорд» |
| Війська та райони зосередження:                       | 1-ша армія (США) (ген.-л-т Омар Бредлі) 2-й ешелон: з району Плімут | 1-ша армія (США) (ген.-л-т Омар Бредлі) 2-й ешелон: з району Плімут | 1-ша армія (США) (ген.-л-т Омар Бредлі) 2-й ешелон: з району Плімут | 1-ша армія (США) (ген.-л-т Омар Бредлі) 2-й ешелон: з району Плімут | 2-га армія (Велика Британія) (ген. Майлз Демпсі) 2-й ешелон: з району Ессекс | 2-га армія (Велика Британія) (ген. Майлз Демпсі) 2-й ешелон: з району Ессекс | 2-га армія (Велика Британія) (ген. Майлз Демпсі) 2-й ешелон: з району Ессекс | 2-га армія (Велика Британія) (ген. Майлз Демпсі) 2-й ешелон: з району Ессекс | 2-га армія (Велика Британія) (ген. Майлз Демпсі) 2-й ешелон: з району Ессекс | 2-га армія (Велика Британія) (ген. Майлз Демпсі) 2-й ешелон: з району Ессекс |
| Війська та райони зосередження:                       | VII корпус Девон | VII корпус Девон | V корпус Дорсет | V корпус Дорсет | XXX корпус Саутгемптон | XXX корпус Саутгемптон | Канадські частини Портсмут | Канадські частини Портсмут | I корпус Ньюгейвен | I корпус Ньюгейвен |
| Оперативна група ВМС                                  | Західна оперативна група ВМС контр-адмірал Алан Г. Кірк | Західна оперативна група ВМС контр-адмірал Алан Г. Кірк | Західна оперативна група ВМС контр-адмірал Алан Г. Кірк | Західна оперативна група ВМС контр-адмірал Алан Г. Кірк | Східна оперативна група ВМС контр-адмірал сер Філіп Віан | Східна оперативна група ВМС контр-адмірал сер Філіп Віан | Східна оперативна група ВМС контр-адмірал сер Філіп Віан | Східна оперативна група ВМС контр-адмірал сер Філіп Віан | Східна оперативна група ВМС контр-адмірал сер Філіп Віан | Східна оперативна група ВМС контр-адмірал сер Філіп Віан |
| Склад сил флоту                                       | | | | | | | | | | |
| Лінкори / (монітор)                                   | 3 («Арканзас») («Техас») («Невада») | 3 («Арканзас») («Техас») («Невада») | 3 («Арканзас») («Техас») («Невада») | 3 («Арканзас») («Техас») («Невада») | 2 («Раміллес») («Воспайт») /1 («Робертс») | 2 («Раміллес») («Воспайт») /1 («Робертс») | 2 («Раміллес») («Воспайт») /1 («Робертс») | 2 («Раміллес») («Воспайт») /1 («Робертс») | 2 («Раміллес») («Воспайт») /1 («Робертс») | 2 («Раміллес») («Воспайт») /1 («Робертс») |
| Крейсери                                              | 10 (5 — Королівські ВМС, 3 — ВМС США, 2 — Французькі ВМС) | 10 (5 — Королівські ВМС, 3 — ВМС США, 2 — Французькі ВМС) | 10 (5 — Королівські ВМС, 3 — ВМС США, 2 — Французькі ВМС) | 10 (5 — Королівські ВМС, 3 — ВМС США, 2 — Французькі ВМС) | 13 (12 — Королівські ВМС, 1 — решта) | 13 (12 — Королівські ВМС, 1 — решта) | 13 (12 — Королівські ВМС, 1 — решта) | 13 (12 — Королівські ВМС, 1 — решта) | 13 (12 — Королівські ВМС, 1 — решта) | 13 (12 — Королівські ВМС, 1 — решта) |
| Есмінці та міноносці                                  | 51 (11 — Королівські ВМС, 36 — ВМС США, 4 — Французькі ВМС) | 51 (11 — Королівські ВМС, 36 — ВМС США, 4 — Французькі ВМС) | 51 (11 — Королівські ВМС, 36 — ВМС США, 4 — Французькі ВМС) | 51 (11 — Королівські ВМС, 36 — ВМС США, 4 — Французькі ВМС) | 84 (74 — Королівські ВМС, 3 — Французькі ВМС, 7 — решта) | 84 (74 — Королівські ВМС, 3 — Французькі ВМС, 7 — решта) | 84 (74 — Королівські ВМС, 3 — Французькі ВМС, 7 — решта) | 84 (74 — Королівські ВМС, 3 — Французькі ВМС, 7 — решта) | 84 (74 — Королівські ВМС, 3 — Французькі ВМС, 7 — решта) | 84 (74 — Королівські ВМС, 3 — Французькі ВМС, 7 — решта) |
| Інші бойові кораблі                                   | 260 (135 — Королівські ВМС, 124 — ВМС США, 1 — решта) | 260 (135 — Королівські ВМС, 124 — ВМС США, 1 — решта) | 260 (135 — Королівські ВМС, 124 — ВМС США, 1 — решта) | 260 (135 — Королівські ВМС, 124 — ВМС США, 1 — решта) | 248 (217 — Королівські ВМС, 30 — ВМС США, 1 — решта) | 248 (217 — Королівські ВМС, 30 — ВМС США, 1 — решта) | 248 (217 — Королівські ВМС, 30 — ВМС США, 1 — решта) | 248 (217 — Королівські ВМС, 30 — ВМС США, 1 — решта) | 248 (217 — Королівські ВМС, 30 — ВМС США, 1 — решта) | 248 (217 — Королівські ВМС, 30 — ВМС США, 1 — решта) |
| Бойові кораблі (загалом):                             | 324 (151 — Королівські ВМС, 166 — ВМС США, 6 — Французькі ВМС, 1 — решта) | 324 (151 — Королівські ВМС, 166 — ВМС США, 6 — Французькі ВМС, 1 — решта) | 324 (151 — Королівські ВМС, 166 — ВМС США, 6 — Французькі ВМС, 1 — решта) | 324 (151 — Королівські ВМС, 166 — ВМС США, 6 — Французькі ВМС, 1 — решта) | 348 (306 — Королівські ВМС, 30 — ВМС США, 3 — Французькі ВМС, 9 — решта) | 348 (306 — Королівські ВМС, 30 — ВМС США, 3 — Французькі ВМС, 9 — решта) | 348 (306 — Королівські ВМС, 30 — ВМС США, 3 — Французькі ВМС, 9 — решта) | 348 (306 — Королівські ВМС, 30 — ВМС США, 3 — Французькі ВМС, 9 — решта) | 348 (306 — Королівські ВМС, 30 — ВМС США, 3 — Французькі ВМС, 9 — решта) | 348 (306 — Королівські ВМС, 30 — ВМС США, 3 — Французькі ВМС, 9 — решта) |
| Транспортно-десантні кораблі                          | 644 (147 — Королівські ВМС, 497 — ВМС США) | 644 (147 — Королівські ВМС, 497 — ВМС США) | 644 (147 — Королівські ВМС, 497 — ВМС США) | 644 (147 — Королівські ВМС, 497 — ВМС США) | 955 (893 — Королівські ВМС, 62 — ВМС США) | 955 (893 — Королівські ВМС, 62 — ВМС США) | 955 (893 — Королівські ВМС, 62 — ВМС США) | 955 (893 — Королівські ВМС, 62 — ВМС США) | 955 (893 — Королівські ВМС, 62 — ВМС США) | 955 (893 — Королівські ВМС, 62 — ВМС США) |
| Десантно-висадочні засоби, катери тощо                | 220 | 220 | 220 | 220 | 316 | 316 | 316 | 316 | 316 | 316 |
| Всього бойових та транспортних кораблів               | 1188 | 1188 | 1188 | 1188 | 1619 | 1619 | 1619 | 1619 | 1619 | 1619 |
| Загалом:                                              | 2807 | 2807 | 2807 | 2807 | 2807 | 2807 | 2807 | 2807 | 2807 | 2807 |
| Додатково: малі десантно-висадочні човни, катери тощо | 836 | 836 | 836 | 836 | 1155 | 1155 | 1155 | 1155 | 1155 | 1155 |

Примітка: До складу морського десанту входило 672 бойових кораблі для конвою, артилерійської підтримки висадки військ, блокування підходів ворожих кораблів тощо; також 4126 великих та малих десантно-транспортних засобів. Всього: 4 798 суден.
Додатково до проведення операції «Нептун» залучалися:
1. Резерв: 1 лінкор, 118 есмінців та міноносців (108 британських, 4 американські, 1 французький та 5 зі складу ВМС інших країн); 364 кораблів інших типів (340 британських, 5 французьких та 16 — зі складу ВМС інших країн);
2. Ескортна група: 3 британські ескортні авіаносці та 55 міноносців і допоміжних кораблів.
3. Торговельний флот — лайнери, танкери, буксири тощо, для всебічного забезпечення десанту.
4. Рухома система морської прокладки трубопроводів для постачання пальним та паливом «PLUTO» (англ. Pipeline Under The Ocean).
5. 2 британські комплекси штучних портів «Малберрі» та 5 штучних хвилерізів «Гузберрі» для захисту портів, у тому числі:
* 400 збірних секцій для «Малберрі» загальною вагою 1,5 млн тон;
* 160 буксирів;
 * 59 старих кораблів для затоплення (створення «Гузберрі»). Зведення портів закінчено до 10 червня 1944. 
Всього морський компонент включав: 6 939 кораблів різного призначення (1213 — бойових, 4126 — транспортних, 736 — допоміжних та 864 — торговельні судна).

#### Завдання авіації
Застосування англо-американських військово-повітряних сил планувалося провести в два основні етапи. Загальною метою першого етапу була затримка розгортання наземних військ противника. Ще з кінця березня 1944 авіація союзників руйнувала комунікації і дезорганізовувала постачання німецьких військ у Франції й Бельгії в радіусі 160—480 км від вибраного району висадки десанту. Удари завдавалися по 80 найважливіших об'єктах, головним чином по паровозних депо, ремонтних майстернях, вузлових станціях. За 22 000 літако-вильотів було скинуто 66 тис. т бомб. Удари союзної авіації по залізничних комунікаціях і мостах повинні були перешкодити гітлерівцям підтягнути їх війська на захід від Сени й на північ від Луари, тобто ізолювати плацдарм у районі висадки від противника. І якщо раніше число німецьких військових ешелонів, що прямували до Франції, перевищувало 100 на добу, то до кінця квітня воно знизилося в середньому до 48, а до кінця травня — до 25 на добу.
За три тижні до початку операції авіабази і аеродроми противника в радіусі 250 км від району висадки піддалися посиленому бомбардуванню. Було здійснено 4 000 літако-вильотів, скинуто 6700 т бомб, придушено 34 об'єкти.
Наступним завданням першого етапу визначалося придушення та знищення ворожих берегових оборонних об'єктів у Нормандії й в цілому на північному узбережжі Франції. Удари на широкому фронті мали за мету ввести противника в оману стосовно справжнього району висадки. Нальоти на ці об'єкти виконувалися протягом декількох тижнів до початку висадки. Всього було скинуто понад 14 тис. т бомб.
Завдання другого етапу були вже безпосередньо пов'язані з проведенням десантної операції. Найважливішими з них були: розгром німецької авіації на аеродромах і в повітрі до початку боїв на суші, прикриття десантних загонів і бойових кораблів на переході морем і в місцях якірних стоянок, нейтралізація радарних установок системи ППО противника.
Для виконання цих завдань виділялася 171 ескадрилья винищувачів, з них 54 — для прикриття районів висадки, 15 — для прикриття кораблів і морських перевезень, 36 — для безпосередньої підтримки сухопутних військ, 33 — для дій проти авіації противника, 33 — залишалися в резерві. Нарешті, серйозним випробуванням для військової авіації постала задача висадки повітряних десантів у складі 3 повітрянодесантних дивізій, а також спеціальних загонів для активізації Руху Опору у Франції. Всього в Нормандській операції брало участь 11 тисяч бойових і 2395 транспортних літаків, 867 планерів

### Війська Вермахту

#### Збройні сили Вермахту в зоні висадки морського та повітряного десантів

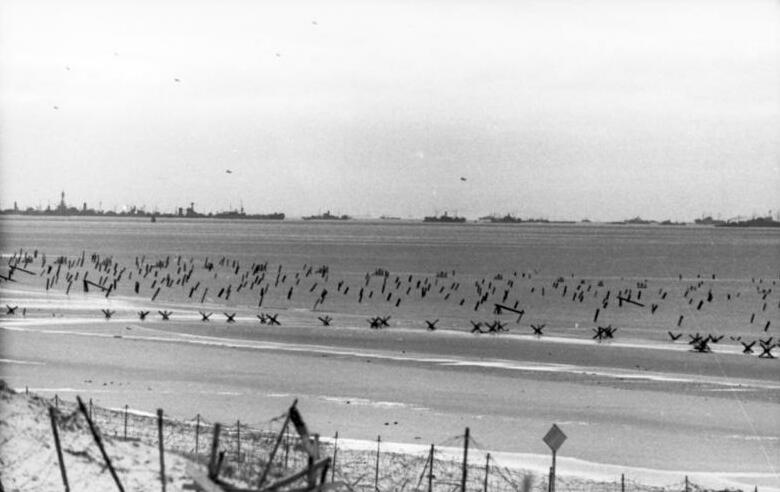
Німецькі протидесантні споруди на північному узбережжі Франції

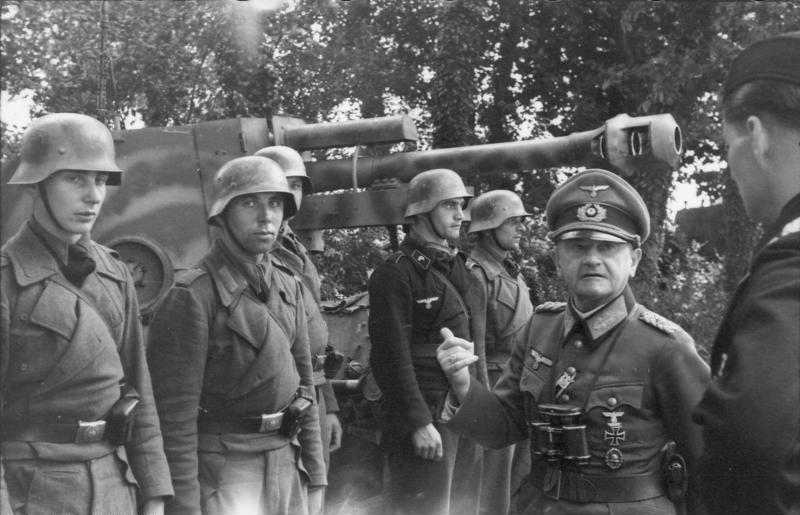
Генерал-фельдмаршал Роммель інспектує підрозділи 21-ї танкової дивізії, які дислокувалися в районах висадки союзних військ. 30 травня 1944

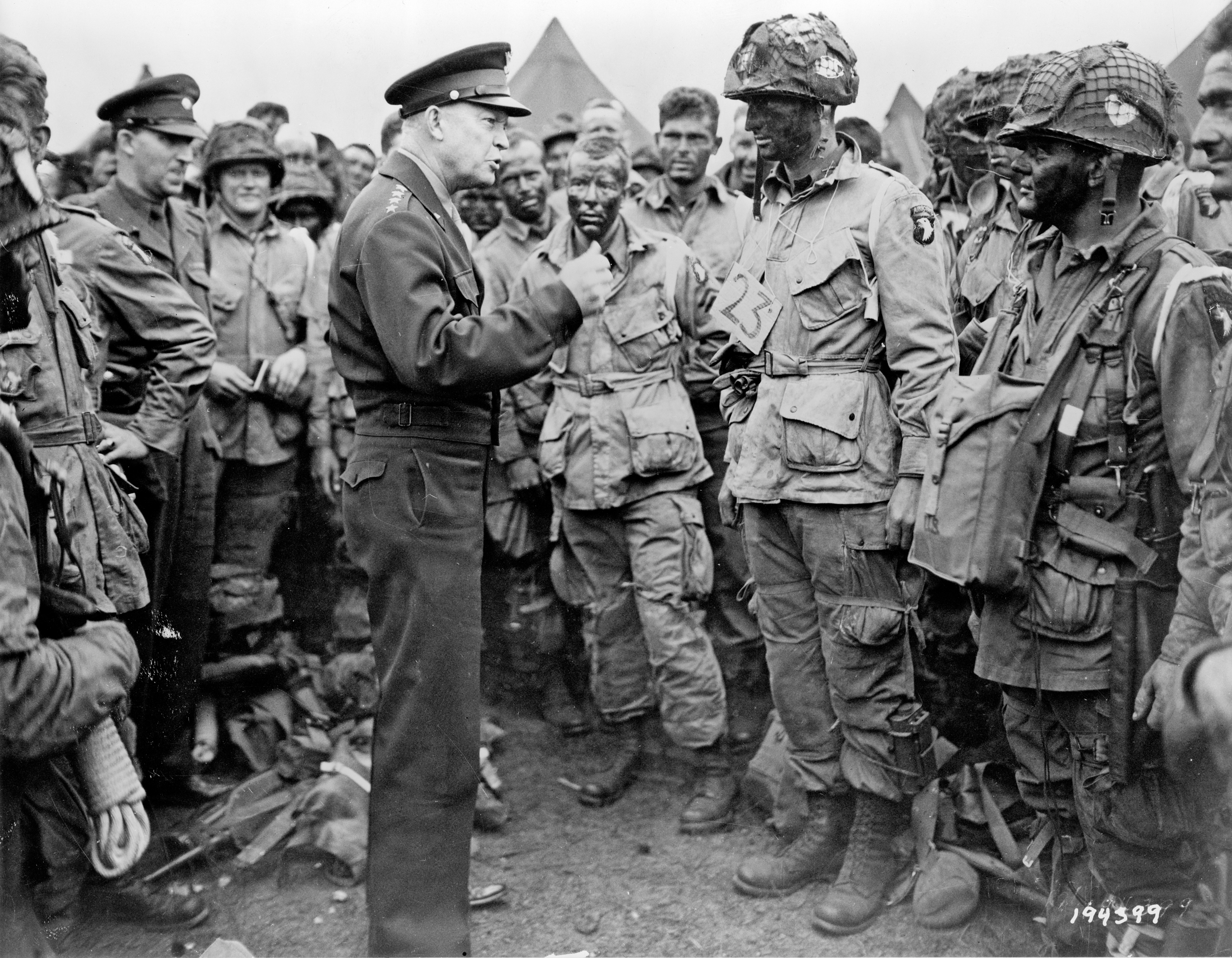
Верховний Головнокомандувач союзними військами в Європі генерал Ейзенхауер веде бесіду з десантниками роти «Е» 502-го парашутно-десантного полку перед початком повітрянодесантної операції в Нормандії. 8:30 5 червня 1944

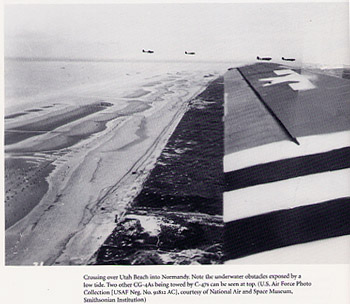
Американські літаки перетинають берегову лінію над плацдармом «Юта»

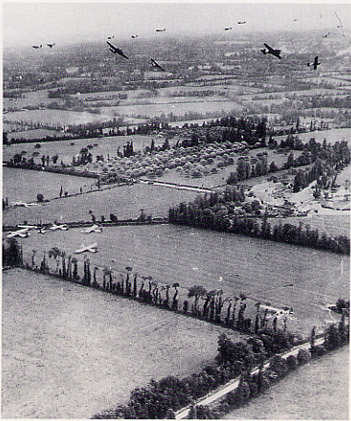
Висадка американського десанту з планерів Waco CG-4 та «Horsa»

Навесні 1944 року збройні сили Третього Рейха досягли піка своєї могутності. Так, на початок літа 157 дивізій вели бойові дії на території Радянського Союзу, 6 — знаходилося у Фінляндії, 12 — у Норвегії, 6 — у Данії, 9 — на території Німеччини, 21 — на Балканах, 26 — в Італії та 59 — у Франції, Бельгії та Нідерландах.
Територію північної Франції і Бельгії обороняла група армій «B» (командувач — генерал-фельдмаршал Ервін Роммель) у складі двох польових армій (7-ма — генерал-полковника Фрідріха Долльмана, 15-та — генерал-полковника Ганса фон Зальмута) та окремого 88-го армійського корпусу.
7-ма польова армія, яка дислокувалася в Нормандії та Бретані, мала у своєму складі 9 піхотних і одну танкову дивізії. Потужніша й боєздатніша 15-та армія, котра мала у своєму складі 5 армійських корпусів, 1 танкову та 5 піхотних дивізій, була розгорнута північніше від району висадки із завданням прикриття від вторгнення найбільш загрозливої, на думку німецького командування, ділянки між Каном та бельгійсько-нідерландським кордоном. Решта військ Західного напрямку Вермахту знаходилася на півдні Франції, де прикривала середземноморське узбережжя.
Безпосередньо в районі висадки морського десанту союзних військ основними силами берегової оборони були наступні з'єднання:
- 716-та піхотна дивізія — мала бойове завдання утримувати східний фланг зони висадки, в районах англійських і канадського плацдармів. Разом з 709-ю дивізією, це формування укомплектовувалося за рахунок приписного складу, який з багатьох причин, переважно медичних протипоказань, не був придатний для відправлення на Східний фронт. Багато хто з солдатів мав ненімецьке походження, в більшості своїй це були громадяни окупованих країн, у тому числі й призвані примусово. До складу дивізії входили, так звані «Східні батальйони», підрозділи, сформовані з числа колишніх військовополонених радянських солдатів, що добровільно перейшли на бік противника або вимушених піти на це, присягнувши на вірність Третьому Рейху, щоб не померти з голоду в таборах — так звані Хіві.
- 709-та піхотна дивізія — обороняла західний край зони висадки, включаючи плацдарм «Юта». Мала у своєму складі у тому числі й «Східні батальйони».
- 352-га піхотна дивізія — якісно навчена і укомплектована дивізія, переважно сформована з військовослужбовців, що здобули достатній бойовий досвід під час бойових дій на Східному фронті. Займала оборону між Байо та Карантаном. У зоні її відповідальності був плацдарм «Омаха».
- 91-ша авіадивізія — досить натренована і підготовлена легка піхотна дивізія Люфтваффе. Дислокувалася на півострові Котантен, безпосередньо в зоні висадки американського повітряного десанту. Додатково до складу дивізії входив 6-й парашутний полк зі складу 2-ї парашутної дивізії.

Поблизу району проведення операції також дислокувалися:
- 243-тя піхотна дивізія, що захищала західний берег півострова Котантен;
- 711-та піхотна дивізія та
- 30-та мобільна піхотна бригада (на велосипедах).

На додаток до двох груп армій, які були розгорнуті на території Франції, командування військами Вермахту на Західному фронті мало досить потужний резерв — танкову групу «Захід».
Проте, через суперечність думок, які виникли серед німецького командування з питання, як у разі висадки союзного десанту застосовувати танковий компонент, Гітлеру особисто довелося втрутитися у суперечку. Він своїм рішенням виділив Е. Роммелю три танкові дивізії зі складу групи для відбиття ймовірного вторгнення англо-американських військ у Північно-Західній Франції. Решта дивізій танкової групи були розосереджені на величезній площі від Голландії до півдня Франції і не могли узяти суттєвої участі у відбитті нападу. Так, у передбачуваній зоні висадки опинилася лише 21-ша танкова дивізія, яка відігравала головну ударну роль в угрупованні військ, що захищали північ Нормандії.

#### Система фортифікаційних споруд
Головною лінією оборони атлантичного узбережжя залишалося море і, звичайно ж — Ла-Манш, існування якого неодноразово доводило на історичних прикладах, що здолати дану водну перешкоду значними силами практично неможливо. Іспанська Армада, плани Наполеона по вторгненню на Британські острови, та й власний крах операції «Морський лев» наочно доводили командуванню Вермахту, що «Канал» — головна перешкода для вторгнення союзників до континентальної Європи.
23 березня 1942 фюрер підписав директиву № 40, в якій наказав почати спорудження «Атлантичного валу» — гігантського комплексу фортифікаційних споруд, що протягнувся на тисячі кілометрів величезною дугою від північного узбережжя Норвегії до кордону з Іспанією. Гітлер вважав, що Німеччина обов'язково повинна підготувати міцну, нездоланну оборону по всій береговій лінії. Він погоджувався з тим, що союзники мають перевагу у військовій авіації та особливо у військово-морських силах, тому німці можуть протистояти цьому лише за рахунок влаштування міцних фортифікаційних споруд. «Атлантичний вал» мав включати 1 000 опорних пунктів, які будуть обороняти 300 000 солдатів.
Основна концентрація зусиль з будівництва «Атлантичного валу» зосереджувалася на найкоротших дистанціях від островів Великої Британії. Смуга відповідальності 15-ї армії між дельтами Сени та голландської Шельди вважалася найперспективнішою з точки зору противника. Саме тут, усі складові вдалої операції могли призвести до тріумфального прориву оборонних позицій «Атлантичного валу», виходу військ союзників на оперативний простір та створення загрози Рурському регіону. Більш того, в разі стратегічного успіху, німецькі війська південніше смуги прориву опиняться відрізаними від основних сил та баз постачання. Такий висновок, у свою чергу, призвів до того, що німецьке командування розглядало Па-де-Кале, як найзагрозливіший сектор й інші розвіддані про наміри союзників попросту не сприймалися серйозно.
Оборона на цій ділянці узбережжя спиралася на потужні укріплення в районах військово-морських баз і району Кале-Булонь, де глибина протидесантної оборони сягала 20 км від берегової лінії. Система оборонних споруд складалася з дотів, дзотів, протитанкових перешкод, інженерних загород у воді у вигляді металевих і залізобетонних надовбів, що затоплялися при припливах. Між повною і малою водою узбережжя прикривали бетоновані піраміди зі снарядами, важкі дерев'яні плоти завдовжки близько 3 м, товсті 2,5-3 м стійки, обладнані мінами або снарядами, що діяли за принципом контактних мін. Берег був усіяний звареними із залізничних рейок або гнутих сталевих прутів конструкціями, частина яких також мала вибухову речовину. Поздовж усього узбережжя були підготовлені ешелоновані вогневі рубежі для артилерійських систем різного калібру. Деякі німецькі батареї, особливо в Гаврі і на півострові Котантен, були укриті в залізобетонних блоках, товщина яких в окремих випадках сягала 3-3,5 м. Вони мали можливість прострілювати підходи з моря до Сенської бухті зі сходу та заходу. До речі, на початок літа 1944 німцями на цьому напрямку в 45-50 км від берега були споруджені пускові майданчики реактивних снарядів «Фау-1» і «Фау-2».
Але, при всьому цьому, берегові оборонні споруди, так званого «Атлантичного валу», насправді були значно меншою силою, ніж того хотіла зобразити гітлерівська пропаганда. Начальник генерального штабу Вермахту генерал-полковник Гальдер писав:
«Німеччина не мала жодних оборонних засобів проти десантного флоту, який був у розпорядженні союзників і діяв під прикриттям авіації, що повністю й безперечно панувала в повітрі».
В інших районах, у тому числі й в самій Сенській бухті, готовність об'єктів протидесантної оборони була значно слабкіша. Повздовж 80-кілометрового фронту запланованих плацдармів висадки найміцнішими батареями були: одна чотиригарматна берегова батарея калібру 150-мм, дві шестигарматні артилерійські батареї 150-мм калібру та одна чотиригарматна батарея 122-мм калібру, всього 20 гармат калібром понад 120 мм.

#### Німецький вермахт перед початком вторгнення
У замислі протидесантної операції з відбиття висадки морського десанту противника німецьке командування ставило за мету, спираючись на систему фортифікаційних споруд уздовж узбережжя, активними діями скувати висаджені союзні війська на плацдармі до підходу своїх оперативних резервів, після чого ропочати методично знищувати противника, що висадився на берег. Стратегічні резерви призначалися для боротьби з союзницькими військами на крайній випадок, якщо вони не будуть знищені основними силами Вермахту на березі та здійснять спробу розпочати наступ із захопленого плацдарму.
Попри усі заходи, що вживалися союзниками, щоб приховати підготовку вторгнення, попри активні дії щодо дезінформації та маскування, в цілому гітлерівське командування все ж володіло інформацією про підготовку операції. Проте, німецька стратегічна розвідка не була здатна точно встановити райони висадки, і розвідувальні відомості були суперечливі.
Ще з 25 травня 1944 через великі втрати розвідувальної авіації, що діяла над територією Англії, повітряна розвідка англійських південних баз і портів була взагалі припинена, за підходами до них спостерігали лише торпедні катери, що базувалися в Гаврі і Шербурі. А 4 червня німецьке командування, вважаючи загрозу вторгнення найближчим часом через погодні умови нереальною, припинило розвідувальні виходи й торпедних катерів.
На початку червня німці відчували себе досить упевнено і спокійно в складних природних умовах. Негода була їм лише на руку, і вони були переконані, що при такій погоді вторгнення просто неможливе. Війська, переважно, залишалися у своїх пунктах постійної дислокації, багато представників командування роз'їхалися по домівках. Навіть командувач військами групи армій «B» Е. Роммель узяв кілька днів вихідних, щоб відсвяткувати день народження своєї дружини.
У ніч на 6 червня в повітрі над Ла-Маншем не з'явився жоден німецький розвідувальний літак. У той час, як десятки командирів дивізій, полків і батальйонів, що дислокувалися в Нормандії, були відсутні у своїх підрозділах і частинах, союзники несподівано почали вторгнення. Отже, вторгнення взагалі не було для німців несподіваним, але висадка саме в Нормандії виявилася й неочікуваною, й раптовою.

## Розгортання та висування сил десанту
Наприкінці травня 1944 року зосередження союзницьких сил вторгнення у вихідних районах було завершене. До 3 червня закінчилося завантаження техніки і посадка військ на судна.
6 червня, за прогнозами військових метеорологів, очікувалося короткочасне поліпшення погодних умов над Нормандією, після чого повинна була знову настати погана погода. Подальше відкладання операції могло спричинити затримку її на два-три тижні, що абсолютно виключалося, оскільки 150 тисяч солдатів першого ешелону десанту було вже посаджено на судна, 11 тисяч літаків знаходилися в готовності до вильоту, а 35 дивізій і 4 тисяч суден — в очікуванні відправки до Нормандії. Та й найголовніше — десантні загони, що готувалися до походу в портах східного і західного узбережжя Англії, деякі судна, призначені для затоплення в районі гаваней «Гузберрі», буксири, що тягнули частини штучних споруд для гаваней «Малберрі», декілька флотилій тральщиків вже знаходилися в морі й через перенесення терміну отримали наказ повернути назад або змінити курси, через те що інакше в контрольному районі утворилося б скупчення суден.
За добу до висадки 10 флотилій у складі 150 тральщиків почали тралення 10 фарватерів, якими рушили десантні загони і загони кораблів артилерійської підтримки.
Десантні загони вийшли в море вранці 5 червня і до настання темряви досягли контрольного району, звідки перехід продовжувався вже в темний час доби без прикриття винищувальною авіацією. Перехід морем здійснювався п'ятьма колонами (за кількістю плацдармів) в умовах повного радіомовчання, використання засобів зв'язку заборонялися навіть у разі пошкодження або загибелі корабля. Висування гігантської кількості військових кораблів проводилося майже при повній відсутності якої-небудь протидії з боку противника.

Схема артилерійської підтримки висадки морського десанту бойовими кораблями союзників на узбережжя Нормандії. 6 червня 1944.

О 22:35 5 червня, коли морський десант ще здійснював перехід морем, авіація союзників почала завдавати масованих ударів по районах висадки. Всього було завдано шість ударів — 2200 літако-вильотів, скинуто понад 7 тис. тонн бомб.

## Хід операції

### Висадка повітряного десанту

Карта бойових дій 101-ї та 82-ї пдд під час операції «Нептун». 6 червня 1944

Однією з ключових умов успішної висадки головних сил десанту на узбережжі Нормандії стало питання створення безпечної буферної зони, або своєрідного передпілля, яке дозволило б морському десанту насамперед виграти час і закріпитися на захоплених плацдармах. Далі на перший ешелон покладалася найвідповідальніша задача — за будь-яку ціну забезпечити первинне нарощування й зосередження сил, які будуть здатні до подальшого виконання головного завдання операції — прориву в глибину півострова.
Але в перші години після висадки амфібійні сили були особливо вразливі до контратак противника, який намагатиметься скинути десант у море. Щоб виключити або хоча б загальмувати німецькі війська організовано розпочати контратаки в цей критичний період, на союзницькі повітрянодесантні війська було покладене важливе завдання — максимально привернути на себе увагу противника. Активними діями у ворожому тилу, захоплюючи або виводячи з ладу ключові об'єкти — мости, вузли доріг, артилерійські позиції, панівні висоти тощо, дезорганізувати систему управління військами Вермахту, і, тим самим, зірвати можливість противника маневрувати своїми резервами. З цією метою повітряний десант висаджувався на західному і східному флангах зони висадки. Позаду плацдарму «Юта» — висаджувалися 2 американські дивізії, а на фланзі британського плацдарму «Сорд» — 6-та повітрянодесантна дивізія британців.

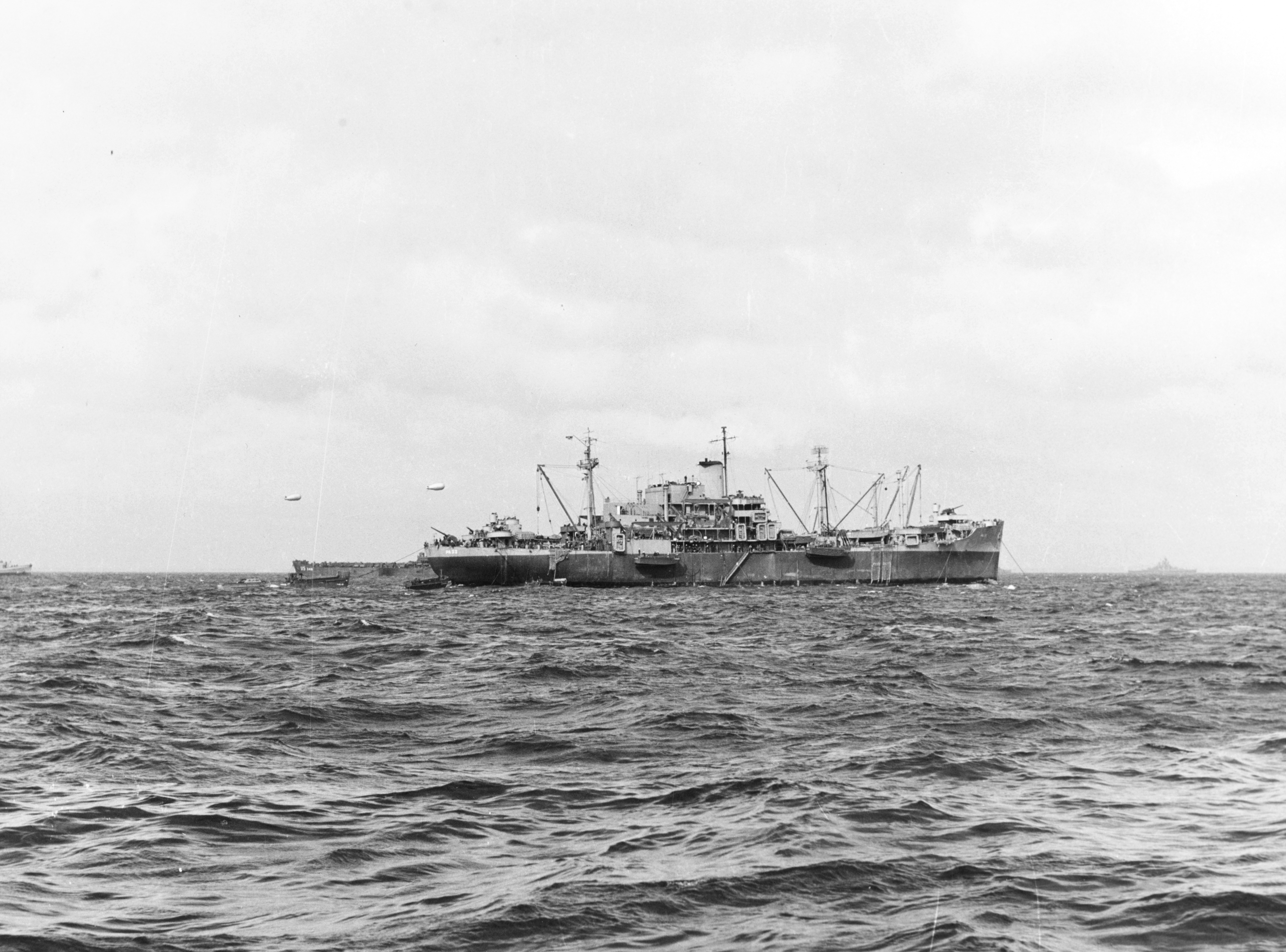
Флагманський корабель американських військ вторгнення USS «Бейфілд» (APA-33) під час операції «Нептун». 6 червня 1944

За 5-6 годин до початку висадки морського десанту, з 1:30 до 2:30 6 червня, в намічених районах висадки було проведене наймасштабніше на той час в історії десантування повітряного десанту. Висадка упроваджувалося силами 2395 літаків і 847 планерів. Всього в тил противника було висаджено 24 424 десантники і доставлено 567 автомашин, 362 гармати, 18 танків, 360 т вантажів; з них 60 % військ було скинуто парашутами, решта доставлені планерами.
Одночасно, з метою введення німців в оману стосовно напрямку головного удару союзників, висаджувався допоміжний десант силою до 530 французьких парашутистів зі складу SAS у Бретані, біля Па-де-Кале та в інших регіонах Франції.
Багато чинників украй негативно вплинули на успіх десантування та безпосередньо на хід операції, але головним стало те, що десант висаджувався вночі (до речі, до кінця війни союзники десант більш ніколи не десантували в нічний час). Разом з цим, попри труднощі та помилки, що мали місце при висадці повітряних десантів та в ході їх дій на землі (великі небойові втрати — майже 35 % від загальної кількості висаджених військ, повільний збір у визначених районах, недоліки в організації взаємодії, що призвело до удару своєї ж авіації по англійському повітряному десанту), повітряні десанти надали велику допомогу морському десанту у висадці та захваті плацдарму. Більш цього, за спогадами німецьких офіцерів, що потрапили до полону, розкидані десантні підрозділи, в сукупності з десантуванням манекенів під час проведення операцій з дезінформації, призвели німецьке командування в збентеження. Як результат, керівництво військами Вермахту отримувало суперечливі дані про висадку десантників по всьому нормандському узбережжю й не змогло вчасно та точно визначити справжній напрям головного удару десанту.

#### Британський десант
Британські десантники стали першими з військ союзників, хто ступив на землю Франції під час операції «Оверлорд». На їх долю випало випробування висаджуватися поза плацдармів, на рівній відкритій, ідеально придатній для проведення танкових атак місцевості, між річками Орн і Дів. Через майданчики приземлення повітряного десанту протікала єдина суттєва водна перешкода на шляху висування танкових резервів противника в цьому регіоні — річка Орн.

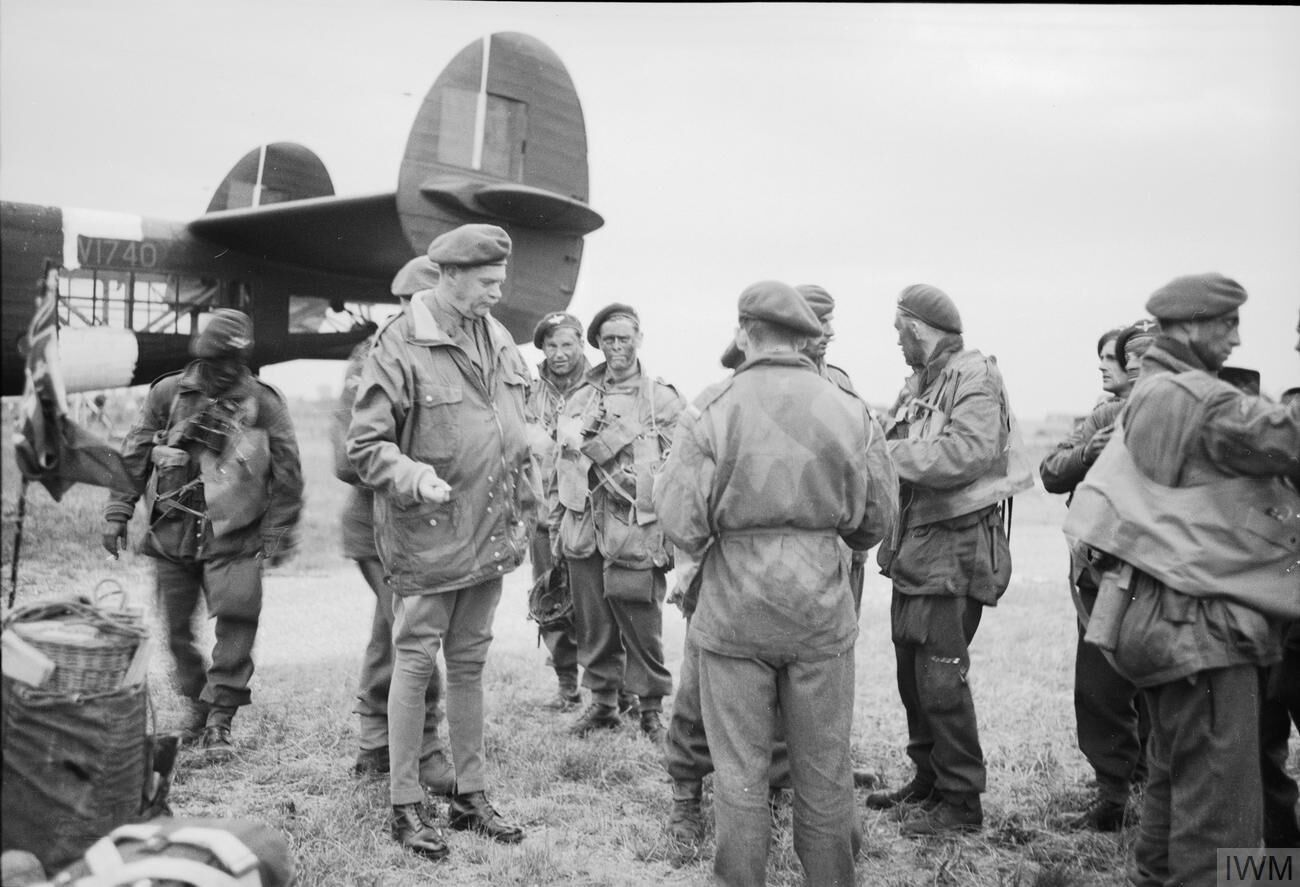
Командир 6-ї повітрянодесантної дивізії генерал-майор Річард Гейл з десантниками дивізії перед десантуванням

Основними завданнями, які покладалися на десантників 6-ї дивізії, були: з ходу захопити мости біля Бенувіль-Ранвіль; вивести з ладу берегову артилерійську батарею противника в Мервіллі, що загрожувала плацдарму «Сорд» та знищити 5 мостів через річку Дів, й головне утримати захоплені вузлові комунікації від контратак противника зі східного напряму до підходу основних сил морського десанту.
Негайно після приземлення в районі міста Кан десант вступив у сутичку з підрозділами 716-ї піхотної дивізії. Попри те, що командуванню 6-ї англійської повітрянодесантної дивізії, до світанку вдалося зібрати лише 7-8 % свого особового складу, десантники відразу розпочали атаку важливих об'єктів у районі десантування. Зустрічаючи відносно слабку протидію з боку противника, дивізія швидко захопила визначені переправи через р. Орн і закріпилася на цих рубежах. Удосвіта передові підрозділи 21-ї танкової дивізії Вермахту спробувало прорватися через позиції десантників та контратакувати у фланг морський десант британців на плацдармі «Сорд». Проте, вояки 6-ї дивізії змогли до того часу організувати міцну оборону і після тривалого бою, з великими втратами для обох сторін, німецькі танкісти відійшли.
До кінця 6 червня 1944 британські парашутисти успішно виконали всі покладені на них завдання. Надалі англійські десантники знаходилися на передовій ще багато днів, неодноразово вступаючи в нерівні сутички з силами противника. У тил вони були відведені тільки у вересні 1944.

#### Американський десант
Плани американського командування із застосування повітряного десанту в тиловій смузі плацдарму «Юта» були ризикованою спробою подолати певні труднощі, пов'язані із властивостями місцевості в цьому районі. «Юта» була відрізана від основних сил вторгнення водною перешкодою — річкою Дув. Дві повітрянодесантні дивізії, що планувалося десантувати в тиловій смузі цього плацдарму, повинні були опанувати ключові мости, вузли доріг, дамби, виходи з пляжів та інші важливі об'єкти, що мусили вплинути на успіх висадки морського десанту та створити передумови для подальшого наступу і захоплення Бреста.
Першою хвилею з 00:48 до 01:40 три полки 101-ї повітрянодесантної десантувалися в запланованому районі, у проміжку з 01:51 до 02:42 за ними здійснили висадку воїни 82-ї дивізії. На кожен захід було задіяно до 400 військово-транспортних літаків С-47. Подальші дві хвилі планерів, що приземлилися ще до світанку, забезпечили десант протитанковою артилерією і підсилили підкріпленнями. Увечері 6 червня додатково місіями «Ельміра» та «Кеокук» були десантовані ще 2 потоки планерів з артилерією, автомашинами та вантажами.
Висаджені з повітря в районі Карантан —Ізіньї 101-ша та на обох берегах річки Мердере західніше міста Сент-Мер-Егліз, що розташоване на ключовій транспортній артерії північної Нормандії — шосе Карантан—Шербур, 82-га американські повітрянодесантні дивізії теж виявилися сильно розосередженими. Через 24 години після висадки лише 2500 військовиків 101-ї і 2000 — 82-ї дивізії змогли розпочати виконувати свої завдання. Їм вдалося захопити декілька населених пунктів, вузлів доріг і мостів, що зв'язували нормандський плацдарм з рештою території Франції. 6 червня американські десантники заволоділи містом Сент-Мер-Егліз, першим містом у Франції, звільненим союзниками від німецьких окупантів.

### Висадка з моря
З 5 годин 20 хв. кораблі артилерійської підтримки, які прибули в призначені їм маневрені райони, відкрили вогонь з гармат головного калібру по противнику на березі. В англійському секторі діяли лінкори «Уоспайт» і «Раміліз», монітор «Робертс», крейсери «Морішиес», «Аретьюза», «Фробішер», «Даная» і «Драгон», в американському — лінкори «Невада», «Техас» і «Арканзас», крейсери «Огаста», «Тускалуза» і «Сцилла».
О 7 годині ранку з'єднання американських стратегічних бомбардувальників В-29 скинуло близько 100 тисяч 40-кілограмових бомб на передній край оборони противника в районах плацдармів. Перед світанком вступили в дію середні бомбардувальники. Їх удари поєднувалися з безперервним обстрілом узбережжя корабельною артилерією. Через півгодини після світанку берегові споруди ще раз підпали під одночасний удар наступної хвилі важких і середніх бомбардувальників, що скинули 7616 бомб. У результаті вогню кораблів артилерійської підтримки й дії бомбардувальної авіації були, хоча і тимчасово, придушені всі основні стаціонарні батареї між гирлом Сени та Барфлером, і вогонь по кораблях вівся лише рухомими батареями, розташованими в лісі. Були нейтралізовані й дві головні батареї на ділянці «Джуно», що являли собою серйозну загрозу для військово-морських сил союзників.
Але, як з'ясувалося пізніше, неприцільне повітряне бомбардування лише ослабило ворожу оборону, тимчасово примусило замовкнути берегові батареї.

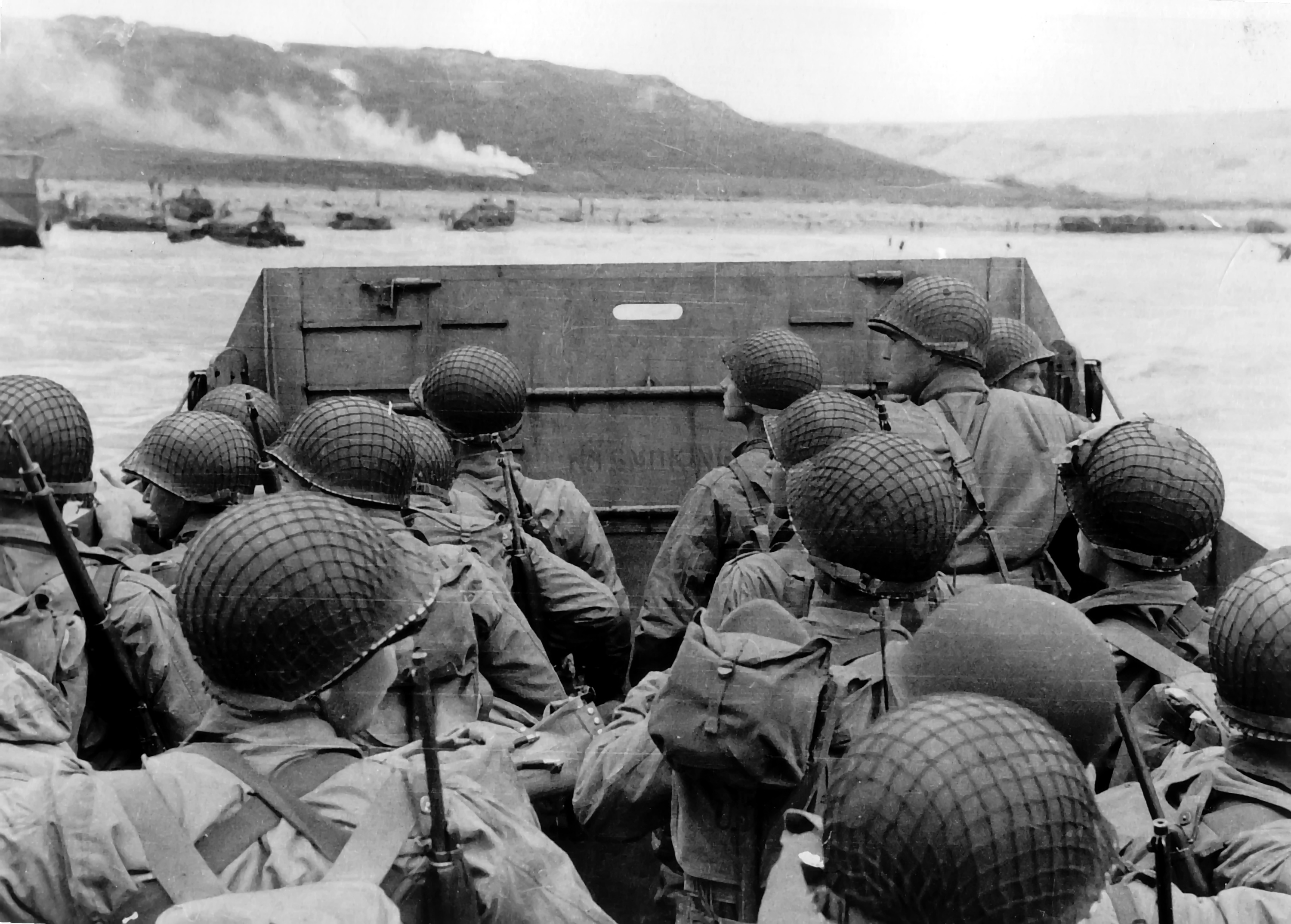
Американський десант наближується до висадки на плацдарм «Омаха»

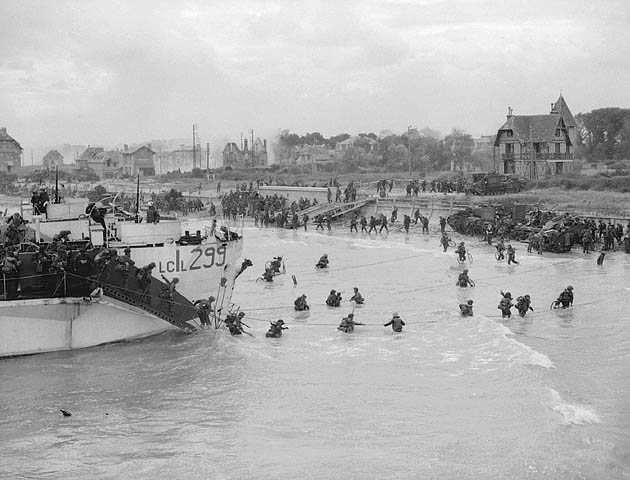
Висадка канадських військ на плацдарм «Джуно»

Тепер, коли замовкли батареї великого та середнього калібру, почався другий етап артилерійської підтримки — забезпечення висадки перших хвиль десанту. Вступила в дію артилерія крейсерів, яка знищувала доти, підземні споруди та вогневі точки німців. Вогонь вівся з дистанції 30-35 каб. У придушенні засобів протидесантної оборони противника брало участь до 70 есмінців і велика кількість спеціальних самохідних барж, озброєних артилерійськими гарматами й реактивними установками залпового вогню. Під прикриттям вогню з кораблів десантні судна підійшли до своїх ділянок висадки.
О 7 годин 15 хв. під прикриттям танків-амфібій почали висаджуватися загони розгороджування, які повинні були розчистити десанту шляхи висування. Ці загони підривали протидесантні перешкоди різного типу, у тому числі зварені рейки з прикріпленими до них мінами, і зазнавали дуже великих втрат. О 7 годин 33 хв. при слабкому опорі противника почалася висадка десанту.
Авіація Люфтваффе майже не діяла: протягом доби вона зробила 50 безрезультатних літако-вильотів. До 10 години закінчилася висадка передових загонів в англійському секторі, і берегова смуга була звільнена від прямої загрози ураження стрілецьким, кулеметним та мінометним вогнем.
В американському секторі справи йшли набагато гірше. Якщо на ділянці «Юта» висадка відбувалася практично за планом, то на плацдармі «Омаха» американці зустріли шалений опір. Гітлерівці мали тут 8 укритих 75-мм батарей, 35 підземних бетонних укріплень з 75-мм гарматами й автоматичною зброєю, 4 позиції для польової артилерії, 18 позицій для протитанкових гармат калібром від 37 мм до 75 мм, 6 мінометних гнізд, 38 точок для стрільби реактивними снарядами по чотири 38-мм установки в кожній, 85 кулеметних точок.
Противник відкрив вогонь, лише коли американські судна з десантом підійшли до берега. З 32 спущених на воду танків на берег вийшло лише 5, решта були знищені. З великим запізненням висадилися артилерійські частини. Корабельна артилерія і бомбардувальники сприяли десанту, але подавити опір німців на цій ділянці удалося лише до 13 години.
До кінця дня 6 червня в англійському й американському секторах було висаджено 5 піхотних, 3 повітрянодесантних дивізії та танкова бригада, загальним складом близько 200 тисяч солдатів і офіцерів. Їм удалося захопити берегову смугу завглибшки від 3 до 5 км, щоправда, не по всьому фронту. Плацдарми були повністю звільнені від противника лише 7 червня. На другий і на третій день, тобто 7 і 8 червня, англо-американські війська закріплювалися на плацдармі, паралельно продовжувалася висадка нових військових підрозділів.
Втрати та пошкодження транспортних кораблів при висадці десанту
| Тип десантних кораблів:                      | Кількість: |
| Танко-десантні судна (LCT):                  | 131        |
| Десантні катери (LCA):                       | 117        |
| Десантні судна для піхоти (малі):            | 22         |
| Десантні судна для піхоти (великі) (LCI(L)): | 21         |
| Загалом:                                     | 291        |

#### Плацдарм «Сорд»
На розташований на найсхіднішому фланзі всієї зони висадки союзних військ, за 12 км від Кана, плацдарм «Сорд», який відігравав одну з найважливіших ролей у планах операції, висаджувалася 3-тя британська піхотна дивізія. Дивізія здійснювала висадку одночасно зі своїми силами підтримки — 27-ю окремою танковою бригадою, 1-ю бригадою спеціальних операцій (посилену французькими командос) і додатковими силами, в тому числі підрозділами 79-ї бронетанкової бригади.
Основним завданням 3-й піхотній дивізії Великої Британії ставилося — захоплення міста Кан — старовинного міста Нормандії, що грало виняткову роль у системі транспортних комунікацій на нормандському узбережжі Франції, і було по суті, головною зв'язувальною ланкою між півостровом Котантен та Францією.
Окрім цього, основними завданнями були — оволодіння й утримання в околицях Кана на віддаленні 18 км від узбережжя аеродрому Карпіке; вихід до зон висадки 6-ї повітрянодесантної дивізії, яка утримувала захоплені мости через Орн, і захват пануючих висот поблизу Кана. Командир I-го корпусу британців генерал-лейтенант Джон Крокер перед висадкою віддав чіткий наказ: місто має бути або захоплене до кінця 6 числа або ефективно блоковане, позбавивши німців можливості вирватися з міста.

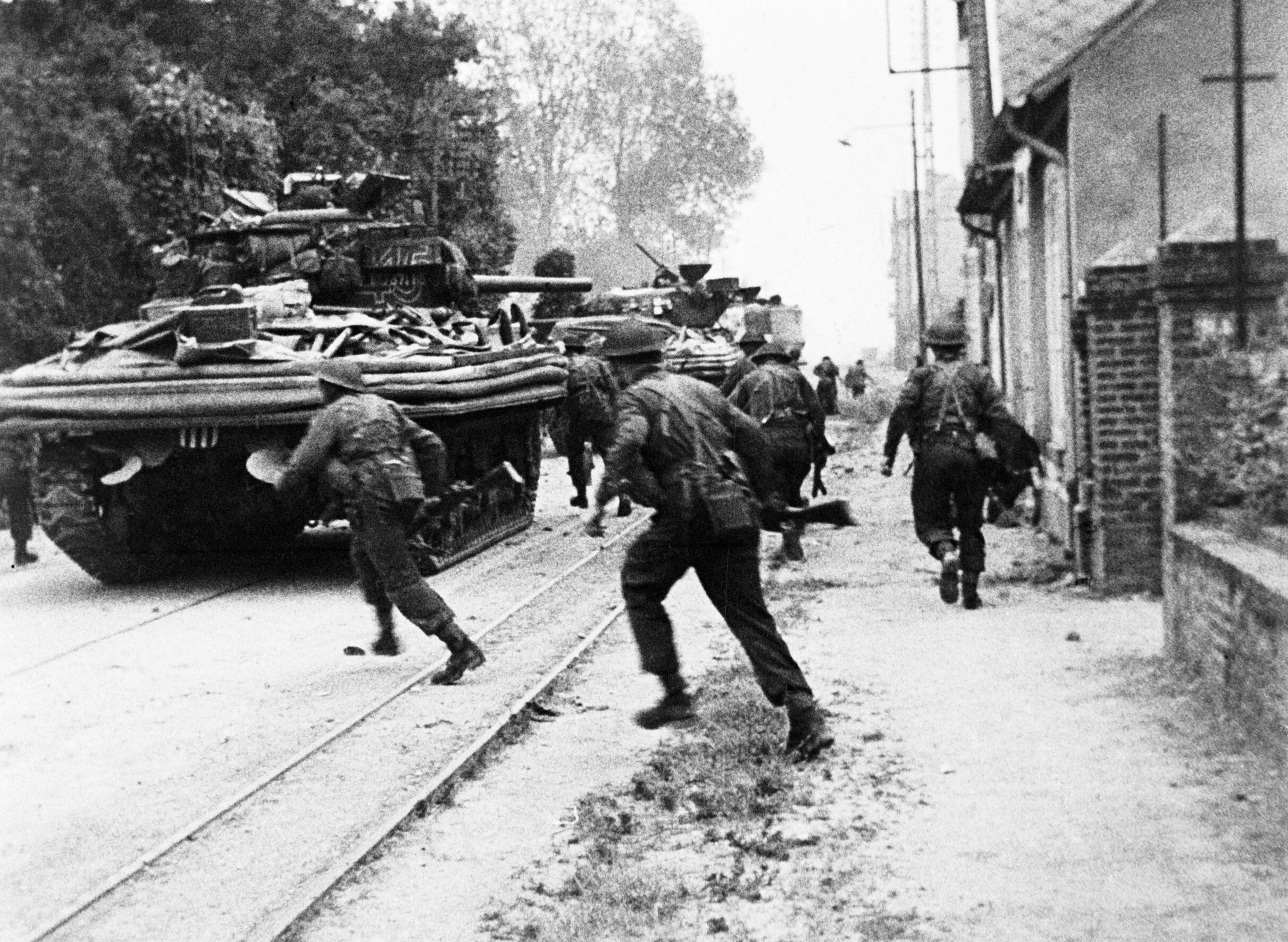
Британські командос зі складу загону No. 4 ведуть вуличний бій під прикриттям плаваючих танків Sherman DD у місті Уїстреам. плацдарм «Сорд». 6 червня 1944

Плацдарм «Сорд» становив морське узбережжя протяжністю 8 км від населеного пункту Сент-Обен-сюр-Мер до річки Орн і поділявся на 4 ділянки вторгнення:
- «Оубоу» (англ. Oboe) — від Сент-Обен-сюр-Мер до Люк-сюр-Мер;
- «Пітер» (англ. Peter) — від Люк-сюр-Мер до Ліон-сюр-Мер;
- «Квін» (англ. Queen) — від Ліон-сюр-Мер до Ерманвіль-сюр-Мер;
- «Роджер» (англ. Roger) — від Ерманвіль-сюр-Мер до Уїстреам.

Безпосередня підготовка до вторгнення на плацдарм почалася о 3:00 з бомбардування авіацією вогневих позицій берегової артилерії. Через декілька годин почався обстріл корабельною артилерією.
О 7:25 перші підрозділи десанту досягли пляжу на ділянках Квін і Пітер. Війська спеціального призначення після висадки негайно розпочали виконувати поставлене завдання — вийти до районів десантування 6-ї дивізії та підсилити їх. Опір німців на плацдармі був дуже слабким, тому вже через 45 хвилин британські війська здолали основну лінію оборони противника. До 13 годин британці досягли річки Орн, де з'єдналися з парашутистами, висадженими в тил противника, котрі утримували панівні висоти та мости через річку.
О 16:00 союзні війська піддалися нашвидку організованій атаці танкових підрозділів 21-ї танкової дивізії Вермахту. Проте, угрупування, яке мало до 50 танків Т-IV, зазнавши певних втрат після авіаційних ударів союзників, і, зіткнувшись з запеклим опором десанту, не змогло досягти значного успіху і в результаті до вечора 6 червня вимушене було відійти на вихідні позиції.
Підрозділи британської піхоти швидко опанували прибережну смугу і, практично без значних втрат, до кінця першого дня просунулися углиб плацдарму на глибину до 8 км. У той же час, головна задача першого дня вторгнення, що ставилася особисто Б.Монтгомері, — опанування Каном — так і не була виконана. Німці вперто обороняли місто й воно залишалося в їх руках аж до 20 липня, коли після затятих боїв Кан був остаточно звільнений від окупантів.
До півночі 6 червня британські війська зосередили на плацдармі «Сорд» 28 845 військовослужбовців I-го корпусу, міцно утримуючи захоплені позиції.

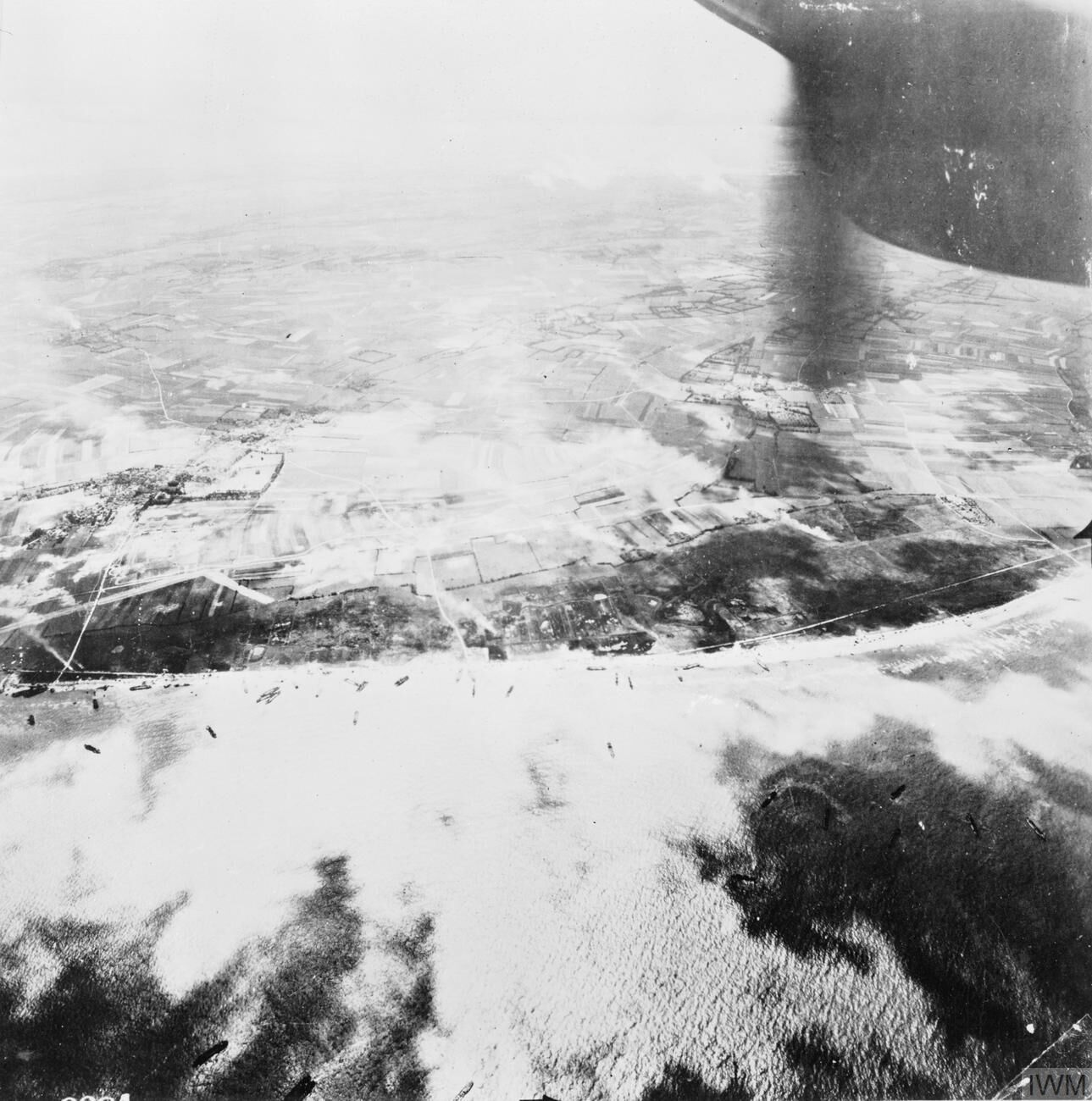
Вид на плацдарм «Голд» з повітря. 6 червня 1944

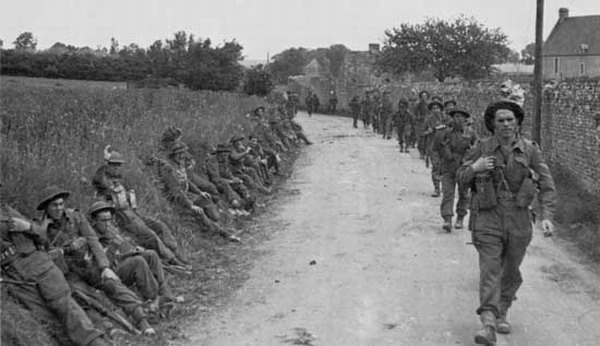
Британські солдати у Франції. 50-та дивізія Великої Британії

#### Плацдарм «Джуно»
На плацдарм «Джуно», що знаходився між двома британськими зонами вторгнення «Голд» і «Сорд», висаджувалися канадські війська в складі 3-ї піхотної дивізії із засобами посилення, які на цьому етапі операції оперативно підпорядковувалися командирові I-го британського корпусу. Смуга вторгнення розташовувалася між населеними пунктами Нормандії Курсель-сюр-Мер—Сент-Обен-сюр-Мер—Берньєр-сюр-Мер.
Канадські війська, що висадилися на цьому плацдармі, з перших же хвилин бою зіткнулися із запеклим опором німецьких підрозділів, що спиралися на потужні укріплені фортифікаційні споруди противника. Війська берегової оборони підтримувала вогнем артилерія важкого і середнього калібру, що знаходилися в глибині оборонних позицій, та не були придушені попередніми бомбардуваннями союзників з моря і повітря.
Перша хвиля десанту зазнала до 50 % втрат при висадці, таким чином, умовно кажучи, опинившись на другому місці після плацдарму «Омаха» за кількістю бойових втрат, зазнаних у перші хвилини операції. Значну допомогу військам, що висадилися, надала спеціальна інженерна броньована техніка, застосування якої суттєво допомогло десантові в подоланні найбільш загрозливих ділянок та прориві першої лінії оборони військ Вермахту й просуванні вглиб плацдарму. Попри істотні втрати, канадці змогли в перші ж години вторгнення досить успішно подолати оборону противника та віддалитися від узбережжя, більше цього, група танків зуміла досягти лінії максимального просування десанту, визначену на перший день операції, але без підтримки піхоти вимушена була повернутися назад.
До кінця дня «Д», канадці практично повністю опанували захоплений плацдарм, і 3-тя піхотна дивізія змогла міцно закріпитися на землі Франції, просунувшись значно глибше, порівнюючи з військами союзників на інших плацдармах. І хоча два опорні пункти військ берегової оборони німців на території плацдарму втримували свої позиції ще кілька днів. До півночі першого дня вторгнення принаймні до 30 000 військовослужбовців було зосереджено на узбережжі.
Наступного дня канадський десант піддавався запеклим атакам танкових підрозділів 21-ї танкової дивізії та 12-ї танкової дивізії СС «Гітлерюгенд», проте, зміг утримати зайняті позиції й виконати завдання із концентрації основних сил вторгнення на захопленому березі.

Висадка британської спеціальної бронетехніки на плацдарм. Плацдарм «Голд»

#### Плацдарм «Голд»
50-та Нортумбрійська піхотна дивізія, під командуванням генерал-майора Дугласа Александера Грехама, посилена підрозділами 79-ї бронетанкової дивізії й 8-ї танкової бригади, висаджувалася на узбережжі Франції між населеними пунктами Анель і Вер-сюр-Мер. Плацдарм «Голд» поділявся на три основні сектори вторгнення (із заходу на схід):
- Айтем (англ. Item),
- Джіг (англ. Jig) (мав 2 зони: Грін і Ред),
- Кінг (англ. King) (також зони: Грін і Ред)[39].

Головним завданням дивізії в зоні висадки було: атакою з моря з ходу опанувати узбережжя і, не зупиняючи натиску, стрімко продовжити наступ на південь — захопити Арроманш, і далі вийти до Байо, таким чином, перерізавши важливу транспортну артерію, що йде уздовж узбережжя, — дорогу на Кан. До того ж, Арроманш грав виняткову роль у планах спорудження штучних гаваней «Малберрі».
О 07:20 почалася висадка британців, через 50 хвилин після вторгнення сусідів з правого флангу — американських 1-ї та 29-ї піхотних дивізій. Сильний фланговий вітер заважав організованій висадці військ, але водночас, протидесантні споруди та мінні поля німців виявилися покритими водою, і командування союзників негайно ухвалило рішення — почати висадку інженерної техніки, насамперед плаваючих танків, не гаючи часу та не чекаючи доки вода спаде.
Перша хвиля десанту зазнала певних втрат від вогню противника, що уцілів після масованої вогневої підготовки висадки військ, але, завдяки своєчасно ухваленому рішенню, ініціатива була перехоплена і, скориставшись деяким замішанням з боку противника, англійці змогли з ходу ввірватися на плацдарм. Цьому немало сприяла наявність на пляжах спеціальної броньованої техніки, під прикриттям якої десант зміг здолати першу лінію укріплень німецької 716-ї дивізії берегової оборони та просунутися углиб.
З моря наступ дивізії підтримувався вогнем корабельної артилерії лінкора «Воспайт», крейсерів «Аякс», «Аргонавт», «Емеральд», «Оріон» і крейсера французьких ВМС «Жорж Лейг». Долаючи запеклий опір, британці змогли до 16 годин оволодіти Амель, до 21 години Арроманш і вийти на околицю Байо і до кінця першого дня вторгнення впевнено зміцнитися на захопленому плацдармі.
Завдання дня, що стояло перед дивізією напередодні операції, було успішно виконане.
Разом з морським десантом на узбережжі Франції, поблизу від Анель (Нор) висадився підрозділ британського спецназу, який мав бойове завдання: здійснивши 16-ти кілометровий марш-кидок по зайнятій противником території, захопити невелику гавань Пор-ан-Бессен-Юппен, що знаходилася на крайньому правому фланзі плацдарму «Голд». Гавань знаходилася у винятково зручному місці, розташованому між прямовисними крейдяними схилами узбережжя і відігравала виняткову роль у планах союзного командування, через свою виняткову цінність у системі постачання морського десанту надалі. Проте, зіткнувшись з опором противника, командос не вдалося з ходу опанувати цю гавань, і лише 8 червня, після кровопролитних боїв об'єкт був врешті-решт захоплений.

Ситуація в зоні висадки морського десанту на плацдарми «Голд» та «Джуно» станом на 24 години 6 червня 1944.

#### Плацдарм «Омаха»

##### Підготовка вторгнення

Схема пляжу в районі висадки американських військ на плацдармі «Омаха»

Основним місцем вторгнення американських військ у Нормандії став плацдарм під назвою «Омаха».
Плацдарм становив вузьку прибережну смугу 8 км завдовжки, яка простягалася від східного краю Сент-Онорин-де-Перт до західного краю В'єрвіль-сюр-Мер, на правому березі дельти річки Дув. Висадка в цьому районі, попри складні умови берегової смуги, грала виняткову роль у планах командування союзників, і слугувала зв'язувальною ланкою між британськими частинами, які вторгалися на плацдармі «Голд», і американськими частинами, що висаджувалися на північному заході на плацдармі «Юта».
Головним завданням першого дня висадки ставилося: з ходу захопити береговий плацдарм між Пор-ан-Бессен-Юппен і річкою Вір, надалі, розвиваючи успіх, з'єднатися з британцями, що висаджуються східніше на плацдарм «Голд» і вийти до району Ізіньї на заході, щоб з'єднатися з частинами 7-го корпусу на плацдармі «Юта».
У сукупності, штурмові сили, призначені для виконання завдання, налічували 34 тисяч чоловіків і 3 300 машин зі складу загартованої в боях 1-ї піхотної та не маючої бойового досвіду 29-ї піхотної дивізій.
Підтримку військ з моря здійснювали два лінкори («Техас», «Арканзас»), три крейсери («Глазго», «Монткам», «Жорж Лейг»), 12 есмінців і 105 інших судів. Перша бойова оперативна група налічувала 9 828 солдатів, 919 одиниць техніки та 48 танків (з них 3 502 чоловіки та 295 машин призначалися для висадки на пляж). Для перевезення цих сил знадобилися два транспорти, 6 великих десантних кораблів, 53 судна-амфібії для висадки танків, 5 суден-амфібій для висадки піхоти, 81 десантний катер, 18 штурмових десантних суден, 13 інших десантних суден і приблизно 64 амфібійних транспортних засобів DUKW.

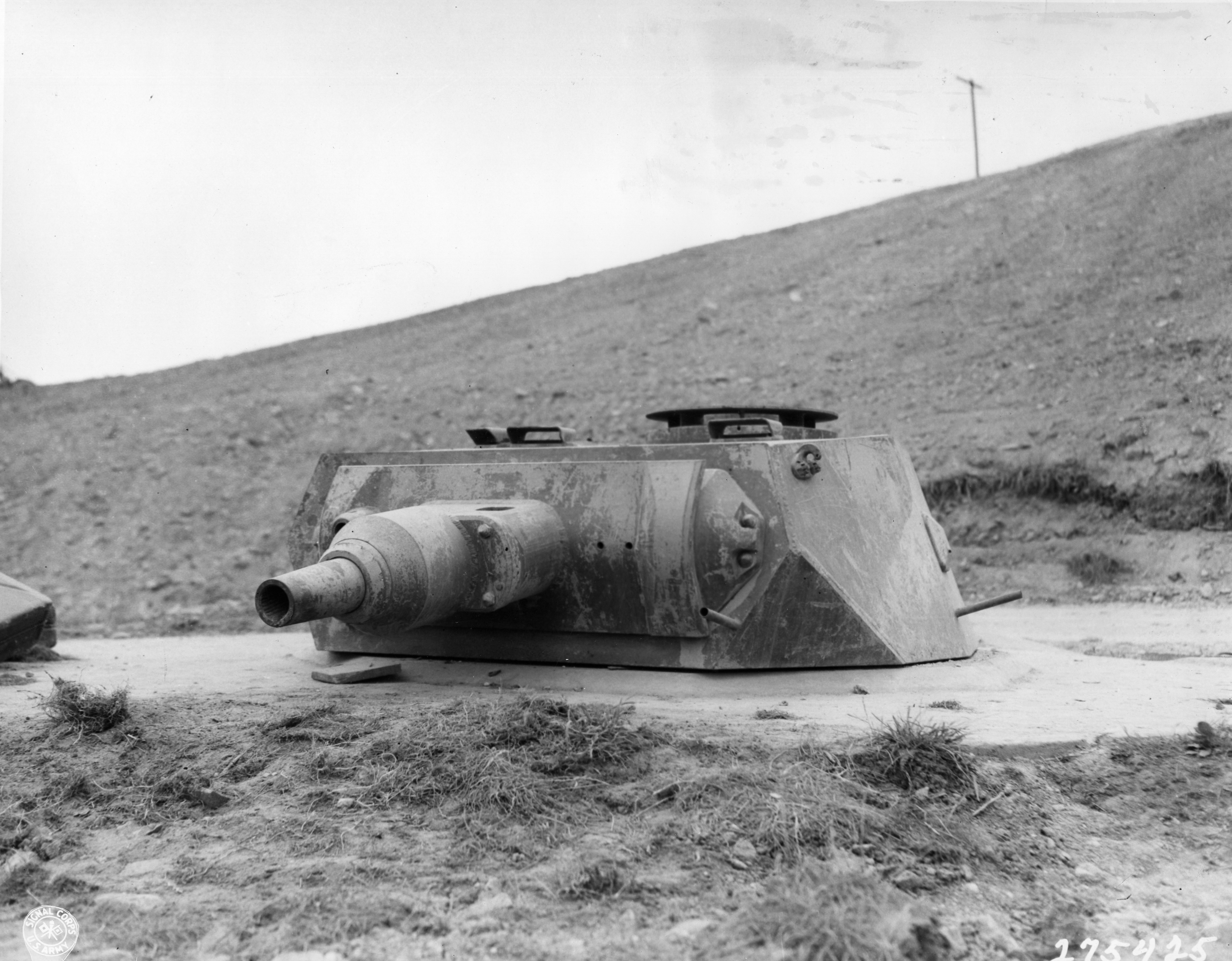
Німецькі берегові укріплення. Вмурована башта танку. Плацдарм «Омаха»

Спочатку розвідка союзників оцінювала сили берегової оборони, що протистоять десанту, в один посилений батальйон (800—1000 чол.) 716-ї піхотної дивізії, що мав дуже різношерстий склад та наполовину складався з російських добровольців і «фольксдойче», які не мали бойового досвіду. Проте, як з'ясувалося вже після вторгнення, союзникам також протистояли підрозділи 352-ї німецької піхотної дивізії, передислокацію якої прогавила розвідка союзників, вважаючи, що це з'єднання дислокується в глибині півострова у районі Сен-Ло. Однак, дивізія за наказом Роммеля ще з березня 1944 року була приховано перекинута безпосередньо до узбережжя, отримавши завдання обороняти широку смугу фронту протяжністю 53 км уздовж всього узбережжя північної Нормандії. І хоча велику частину особового складу дивізії складали необстріляні молодики, проте, з 12 020 солдатів дивізії 6 800 були ветеранами, що отримали бойовий досвід під час битв на Східному фронті. Більш того, як з'ясувалося пізніше, сили противника в районі висадки були посилені 2-ма батальйонами 726-го піхотного гренадерського полку і 439-м батальйоном «Ост».
Безпосередньо на ділянці висадки V-го корпусу, підрозділи військ Вермахту складалися з 5 піхотних рот і були переважно зосереджені на 15-ти фортифікаційних опорних пунктах, які були сполучені між собою розгалуженою мережею траншей і ходів сполучень, у тому числі тунельного типу, і окрім штатної стрілецької зброї, мали до 60 легких гармат.
На ділянці висадки морського десанту літораль пляжу була обмежена скелястими кручами, її довжина між нижньою і верхньою відмітками припливу становила 275 м. Пляж переважно був покритий галькою, за ним ішов низький піщаний насип, і далі починалися круті обриви та урвища заввишки до 30-50 метрів, які займали панівне положення над всім простором висадки. Оборона узбережжя була побудована настільки вдало, що на території пляжу не було жодної ділянки, захищеної від вогню кулеметів і артилерії.
Система інженерних загороджень німців полягала в облаштуванні чотирьох ліній мінно-вибухових перешкод, перша з яких була споруджена прямо у воді. Далі всю площу між гальковою мілиною і схилами крутоярів рясно замінували і оснастили декількома рядами дротяних загороджень.
Американці поділяли плацдарм «Омаха» на десять секторів висадки, позначених (із заходу на схід) як Able, Baker, Charlie, Dog Green, Dog White, Dog Red, Easy Green, Easy Red, Fox Green і Fox Red. До першої хвилі морського десанту входили дві полкові оперативні групи, посилені двома танковими батальйонами й двома батальйонами рейнджерів. Піхотні полкові оперативні групи були зведені в три батальйони по тисячі чоловіків у кожному. Кожен батальйон мав у своєму складі три піхотні роти по 240 чоловіків у кожній і роту підтримки 190 чоловіків. Піхотні підрозділи компонувалися в спеціально оснащені штурмові загони по 32 людини в кожному десантно-висадочному судні. Танкові батальйони складалися з трьох рот по 16 танків; батальйони рейнджерів складалися з шести рот, по 65 чоловіків у кожній роті. Кожен підрозділ мав чітко позначену ділянку висадки та основне завдання — з ходу ввірватися на узбережжя, і закріпившися на ньому, створити сприятливі умови для висадки військ, що ішли за ними. Одночасно три роти рейнджерів повинні були узяти укріплену батарею на Пуент-дю-Ок за 5 км на захід від «Омахи».

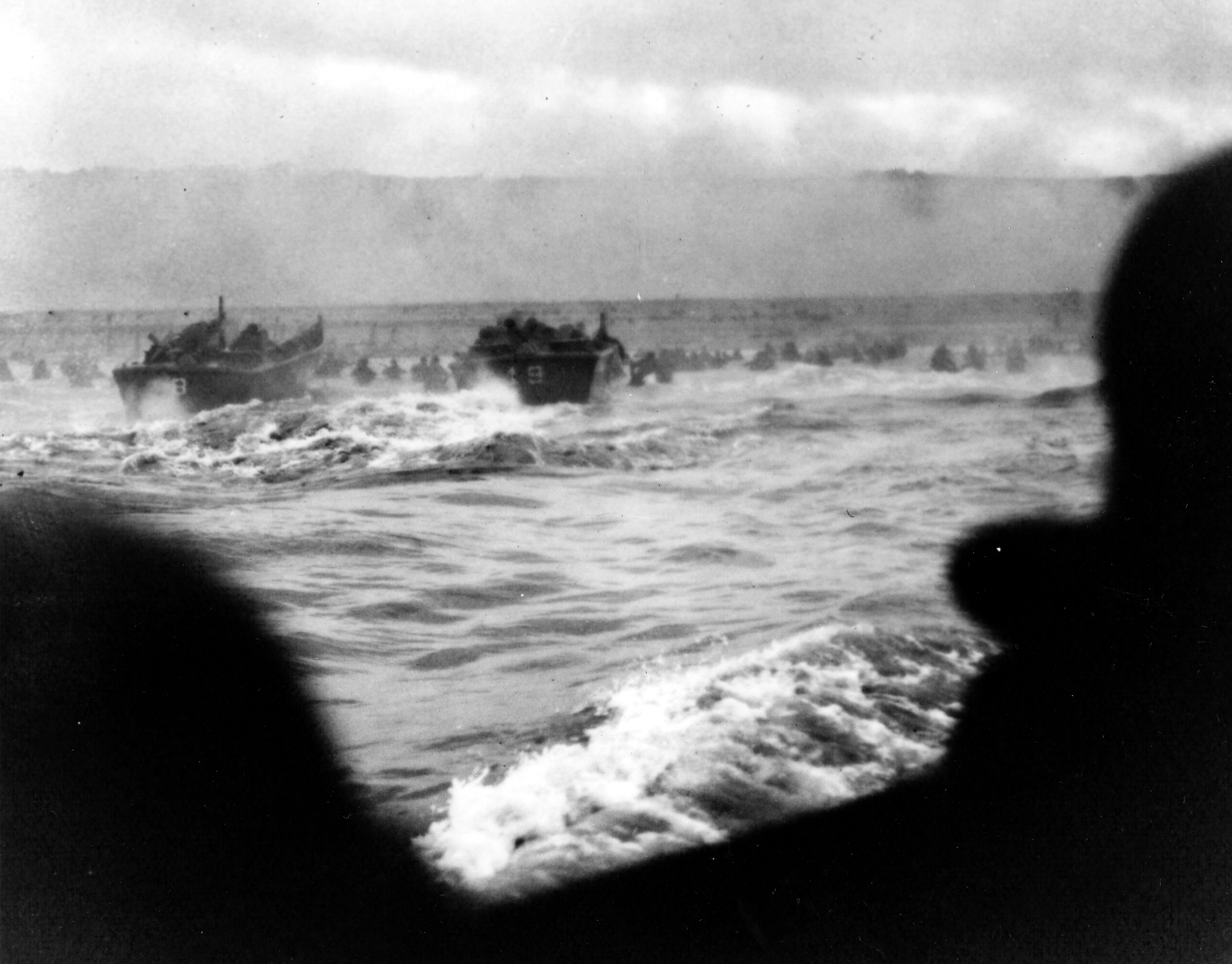
Десант наближається для вторгнення. 6:30 ранку 6 червня

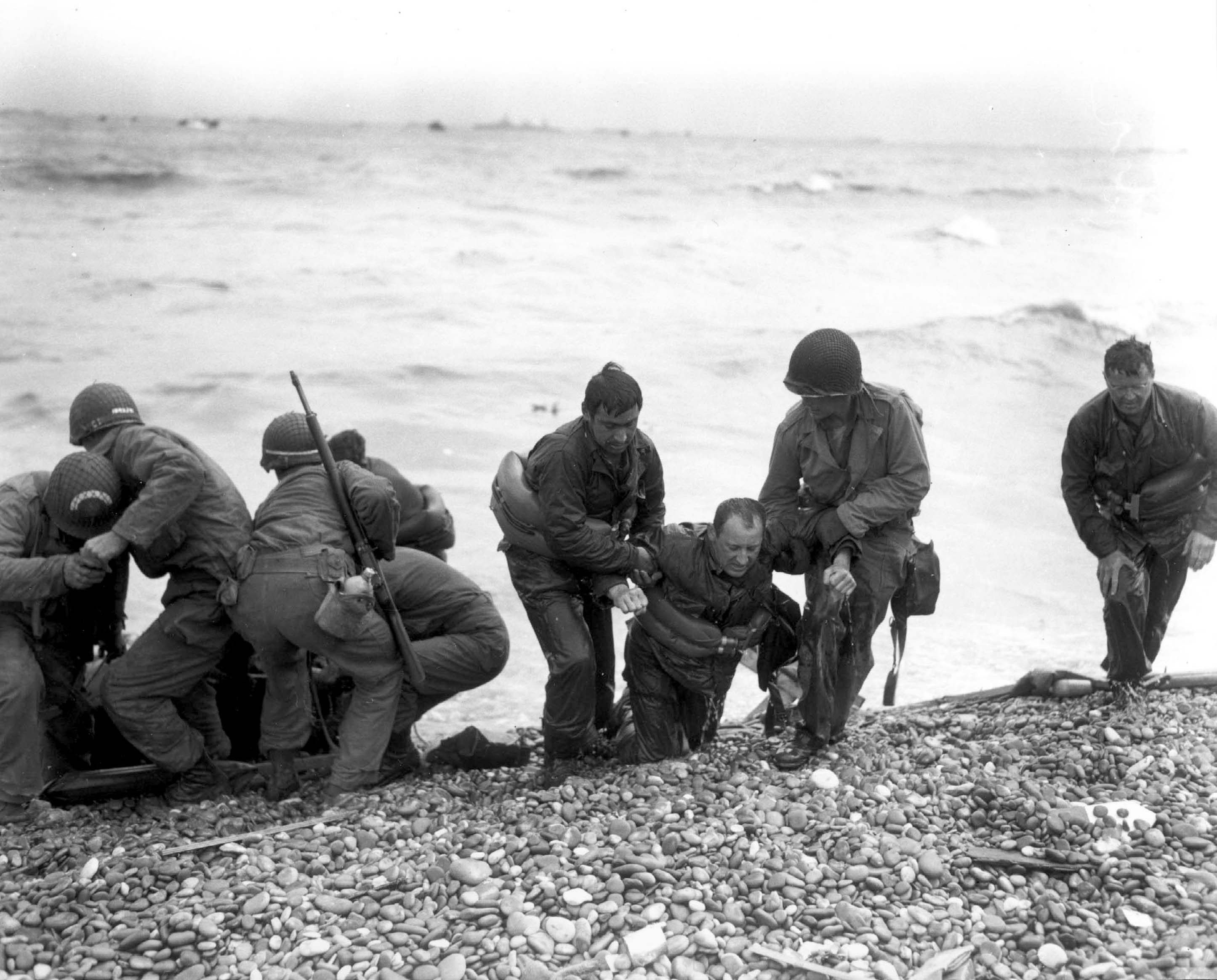
Десант на плацдармі «Омаха»

Початок висадки першої хвилі основних сил — година «Н» — була запланована на 6:30 під час припливу. Їй передували 40-хвилинний обстріл берегових укріплень німців морською артилерією та 30-хвилинне бомбардування з повітря. Плаваючі DD-танки повинні були висадитися за п'ять хвилин до висадки піхоти. Висадка підрозділів артилерійської підтримки була запланована через 90 хвилин опісля години «Н», висадка основної маси бойових машин через 180 хвилин. Через 3 години 15 хвилин йшли наступні дві хвилі полкових оперативних груп 29-ї і 1-ї піхотних дивізій, які мали бойові завдання потужним ударом прорвати перший рубіж оборони та просунутися углиб оборони противника на відстань до 8 км.

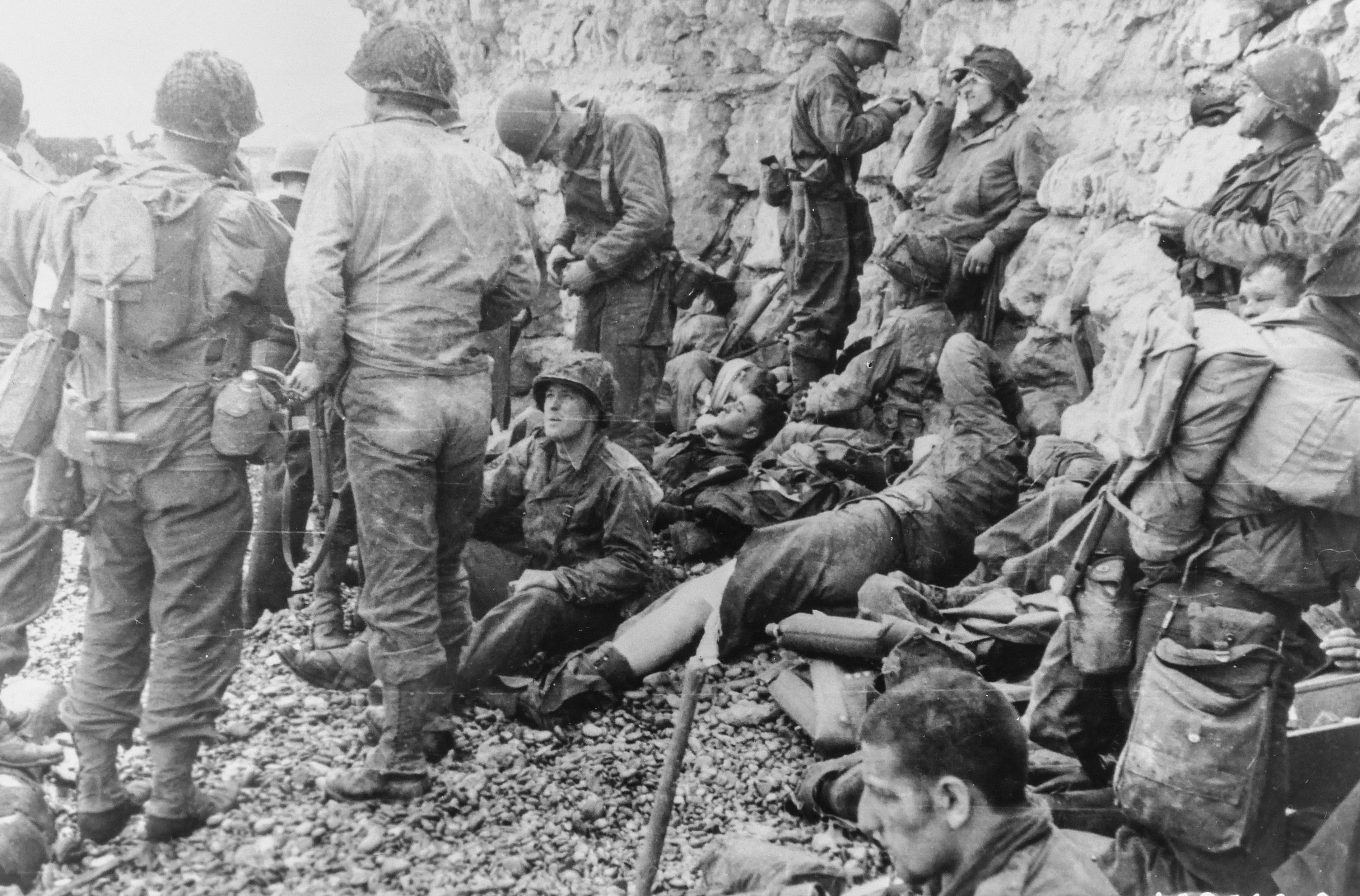
Американські солдати ховаються від вогню противника після висадки

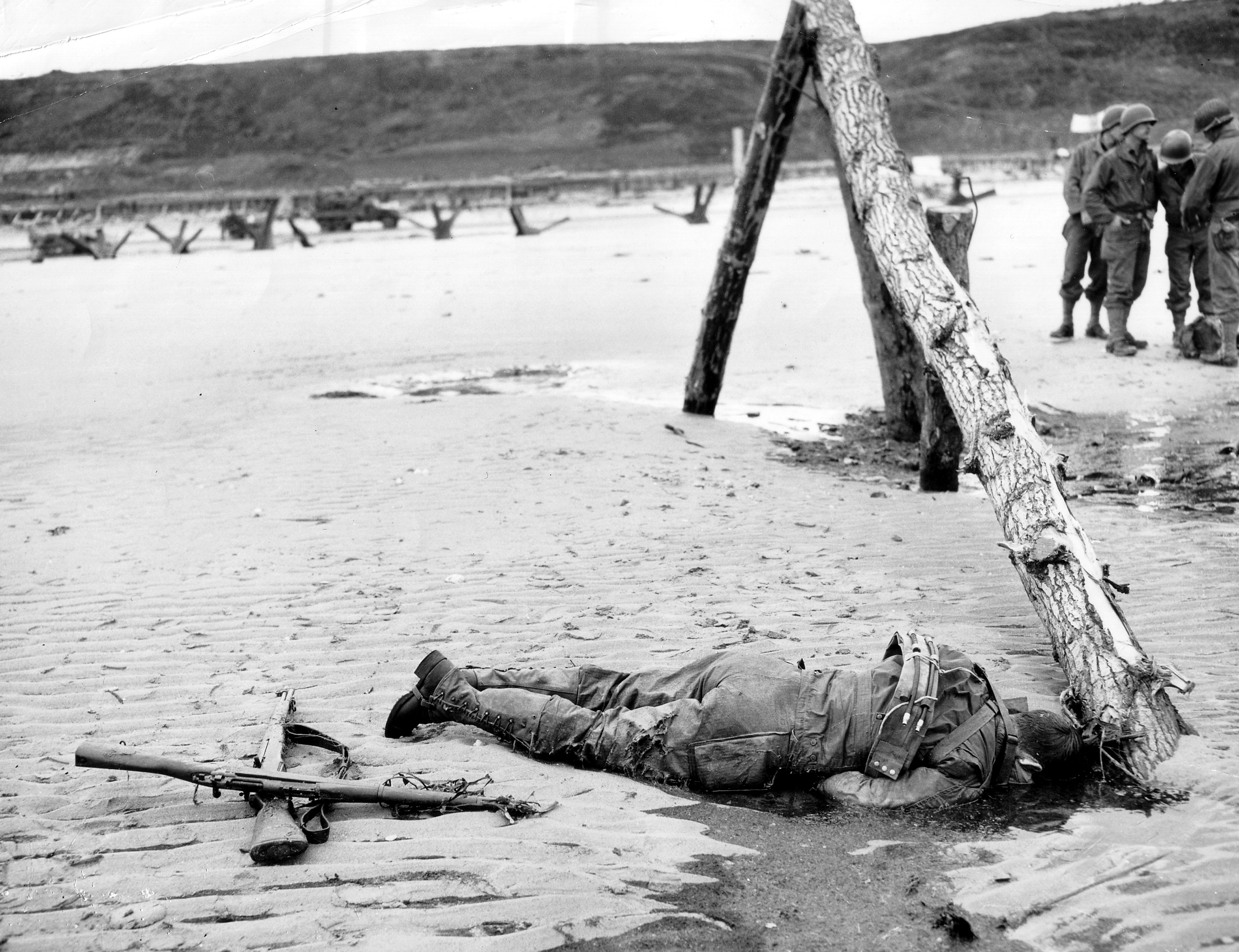
Берегова смуга плацдарму «Омаха»

##### Кривава «Омаха»
Проте, попри всі ретельні приготування до висадки військ, із самого початку операція пішла не за планом. По-перше, погода відверто не сприяла успіху вторгнення. Туман, що раптово опустився, призвів до того, що артилерійська підготовка вторгнення з моря не принесла очікуваних результатів. Пілоти бомбардувальників у цих погодних умовах ухвалили рішення не опускатися нижче за рівень хмар і бомбили за приладами, внаслідок чого жодна бомба не влучила в ціль. Через виниклі навігаційні труднощі більшість десантних і десантно-висадочних суден втратили в тумані свої напрямки руху і не змогли вийти на визначені цілі. Так, з дев'яти рот першої хвилі десанту лише одна рота бойової оперативної групи 116-го полку в секторі Dog Green і рейнджери на її правому фланзі висадилися там, де їм було наказано, і змогли виконати поставлене перед ними завдання.
10 суден з десантом було втрачено ще до моменту підходу до узбережжя, вони були затоплені штормом, що розігрався.

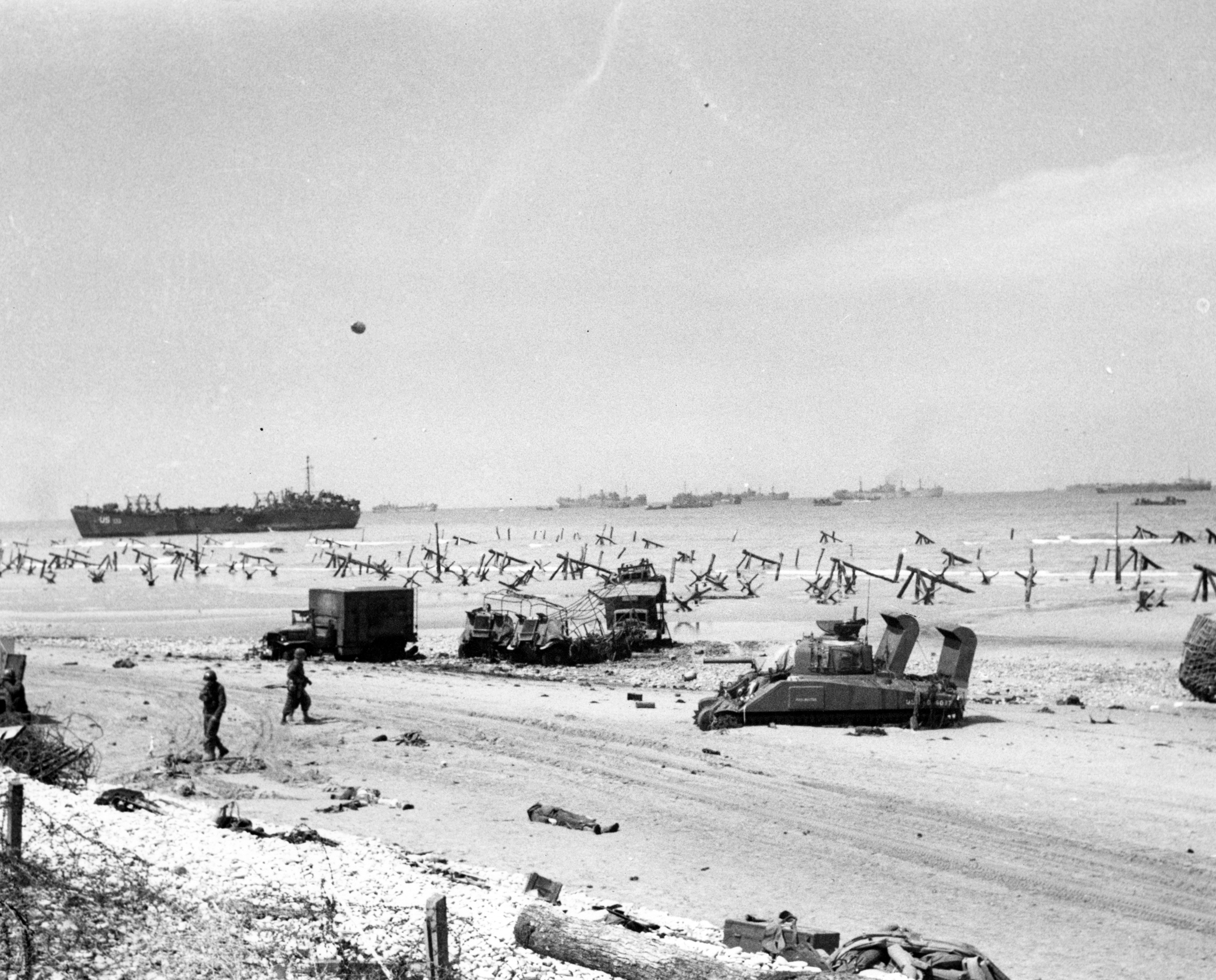
Ранок після висадки на плацдарм

Хвилювання на морі змусило ухвалити поспішне рішення — спустити плаваючі танки значно раніше на воду; всі танки успішно висадилися, проте, через те, що вони не були розраховані на роботу в штормових умовах, в одному з підрозділів з 32 танків 27 відразу ж пішли на дно. Лише двом танкам удалося дістатися берега і взяти участь у бойових діях. Другий підрозділ танків опинився у вдаліших умовах і зміг висадитися на берег з невеликими втратами.
6 червня 1944
Я був першим, хто висадився. П'ятеро наступних були підстрілені: двоє вбиті, три поранені. Сьомий солдат також, як і я, вискочив на берег, не отримавши поранень. Ось так людей супроводжує талан.
Малі десантні кораблі також потерпали від шторму, їх постійно затоплювало хвилями. Щоб не затонути, солдатам доводилося постійно вичерпувати воду з кораблів. Як наслідок, морський десант був вимушений здійснити висадку на значній відстані від берега. У деяких місцях глибина виявилася настільки значною, що накривала військовослужбовців з головою. Вони були вимушені кидати все своє спорядження і зброю і вибиратися уплав. Багато солдатів просто потонуло в таких умовах.
Більшості кораблів все ж таки пощастило наблизитися до берега, але десантники буквально відразу були зустрінуті щільним кулеметним і артилерійським вогнем впритул. Сховатися на пляжі було практично ніде.
Ранок 6 червня 1944
Ви так і збираєтеся валятися тут і чекати доки вас уб'ють або все ж таки встанете і зробите що-небудь?
Опір противника виявився несподівано сильним, і американські війська, що висаджувалися, зазнали величезних втрат. Під нищівним кинджальним кулеметним вогнем вони намагалися максимально хутко здолати берегові укріплення противника; багато хто буквально проповз ці жахливі 250—300 метрів, що відокремлювали їх від схилів крутоярів. Проте, важко екіпіровані, ослаблені штормом під час висадки, воїни, що вижили, не мали сил прорватися крізь добре захищені виходи, що прострілювалися німцями, з пляжу. Лише на східному фланзі плацдарму, невелика група з військовослужбовців різних підрозділів у кількості 125 чоловіків, змогла організуватися і, рішучим кидком здолавши зону, що прострілювалася, увірватися на перший рубіж оборони противника. Решта підрозділів, у кращому випадку, позбавлені командування і дезорганізовані, були вимушені лежати під вогнем противника в імпровізованих укриттях, втративши щонайменше здатності продовжити наступ. Щонайгірше, частина підрозділів у таких жахливих умовах просто припинила своє існування, втративши будь-які ознаки бойових формувань.
Відповідно до графіка, услід за основною першою хвилею десанту пішов другий ешелон з підрозділами підтримки і органами управління військ. Починаючи з 7 години вони зіткнулися з тим же запеклим опором німецьких військ, єдиною втіхою було те, що уцілілі з числа першої хвилі, хоча і були переважно не здатні чинити організованого опору і підтримати вогнем своїх новоприбулих товаришів, проте відволікали противника від ведення прицільної стрільби.
Десант і далі зазнавав істотних втрат, так і не встигнувши прорвати першу лінію оборони противника. У цих умовах артилерійську підтримку десанту змогли надавати лише корабельні артилерійські системи середнього і малого калібру, разом з цим, через побоювання завдати шкоди своїм військам, кораблі вимушені були вести вогонь лише по елементах оборони противника, які базувалися на флангах плацдарму. Більш того, невелика глибина в районі висадки американців не дозволяла підійти ближче до берега основним кораблям, типу лінкорів і крейсерів. Лише міноносці, ризикуючи сісти на мілину, наближалися щонайближче до берега, інколи на відстань до 900 м, та, дряпаючи дно затоки, вели артилерійський вогонь, намагаючись підтримати десант, що висадився.
Проведений згодом аналіз результатів вогню корабельної артилерії показав його повну неефективність під час операції. Так, зі слів військового історика Адріана Р. Льюїса втрати серед американців були б значно менші, якби військово-морські сили здійснили артилерійську підготовку висадки військ належним чином і придушили основні вогневі пункти німців на узбережжі.
У результаті на березі і в прибережній смузі ситуація перетворилася на повний хаос: транспортно-десантні катери і кораблі продовжували прибувати і висаджувати війська; техніка, не маючи можливості організовано вийти на берег, тонула поблизу берега; корабельна артилерія та авіація, з побоювання заподіяти шкоду своїм військам, були обмежені в можливостях надійно придушити берегових позицій противника; необстріляні формування, для яких це був, по суті, перший бій у житті, металися по пляжах, намагаючись знайти абияке укриття від нищівного вогню противника; радіостанції були або знищені, або згублені при висадці. Можливість здійснити організований прорив з плацдарму вглиб оборони противника була повністю втрачена через безладні дії десанту під безперервним вогнем німців при повній втраті управління військами на березі. Зазнаючи величезних втрат, які інколи сягали до третини й навіть половини особового складу піхотних підрозділів, не маючи можливості прорватися без вогневої підтримки крізь мінні поля до укріплень противника на обладнаних височинах, американці були практично вимушені припинити висадку морського десанту і почати операцію з евакуації своїх сил.
О 13:35 командування 352-ї німецької дивізії, оглядаючи результати протидесантної операції, було абсолютно впевнене у своїй перемозі, навіть відправило офіційний рапорт про те, що десант противника розгромлений і скинутий у море. І хоча американці продовжували чинити осередковий опір, з точки зору німецьких офіцерів результат битви був практично вирішений. Враховуючи високі втрати серед тих, що оборонялися, командир 916-го полку запитав підмоги для остаточного знищення десанту. Проте, 915-й піхотний полк, який перебував у резерві командира дивізії й до того виконував завдання по боротьбі з повітряним десантом союзників, якраз у смузі плацдарму «Омаха», був спішно перекинутий для проведення контратак проти плацдарму «Голд», де висадилися британці. Більш того, командування німців не знало, що, попри величезні втрати, американська піхота незначними групами все ж змогла прорватися на окремих ділянках у глибину оборонних рубежів і поступово нарощує свої сили за межами першої оборонної лінії. До 9 ранку вже понад 600 солдатів невеликими загонами до роти включно змогли це виконати. Німці, хоча й не маючи достатньо сил скинути американців у море, до того ж, вимушені перенаправити основні резерви проти найбільш загрозливих ділянок у районах британських плацдармів, все ж таки, змогли зірвати первинний план операції з висадки військ на захід від естуарію річки Сена.
До кінця 6 червня на всьому плацдармі «Омаха» з величезними зусиллями десантом були захоплені лише два невеликі ізольовані опорних пункти противника, завдяки яким до 21:00 перший ешелон закріпився на березі та згодом союзники змогли розвинути наступ углиб плацдарму проти ослабленої німецької оборони.
Десант зазнав величезних втрат у живій силі та техніці. Було знищено до 26 артилерійських систем, 50 танків, до 50 висадочних кораблів і катерів і 10 транспортних суден. З 2 400 тонн матеріальних запасів, що призначалися десанту, на березі було лише 100. Втрати V-го корпусу становили до 3 000 чоловіків вбитими і зниклими безвісти. 16-та і 116-та полкові бойові групи втратили по 1 000 солдатів і офіцерів кожна. Наступного ранку лише 5 танків зі складу тих, що висадилися, були готові до подальших дій.
Втрати німецької 352-ї дивізії становили до 1 200 чоловіків убитими, пораненими і зниклими безвісти — до 20 % штатної чисельності формування.
Згодом після реорганізації, проведеної похапки серед військ, які уціліли на березі, були сформовані бойові групи у складі полків, батальйонів і рот, які лише через дві доби після висадки змогли виконати завдання першого дня вторгнення.

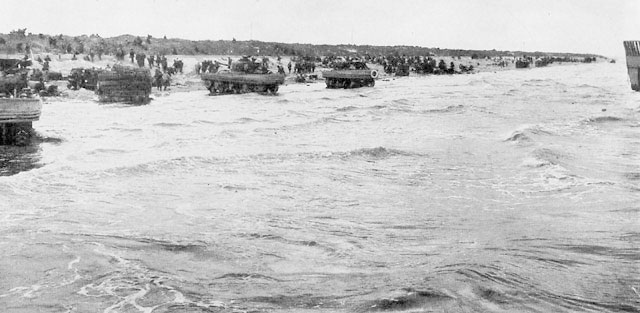
Висадка десанту під прикриттям плаваючих DD-танків на плацдарм «Юта»

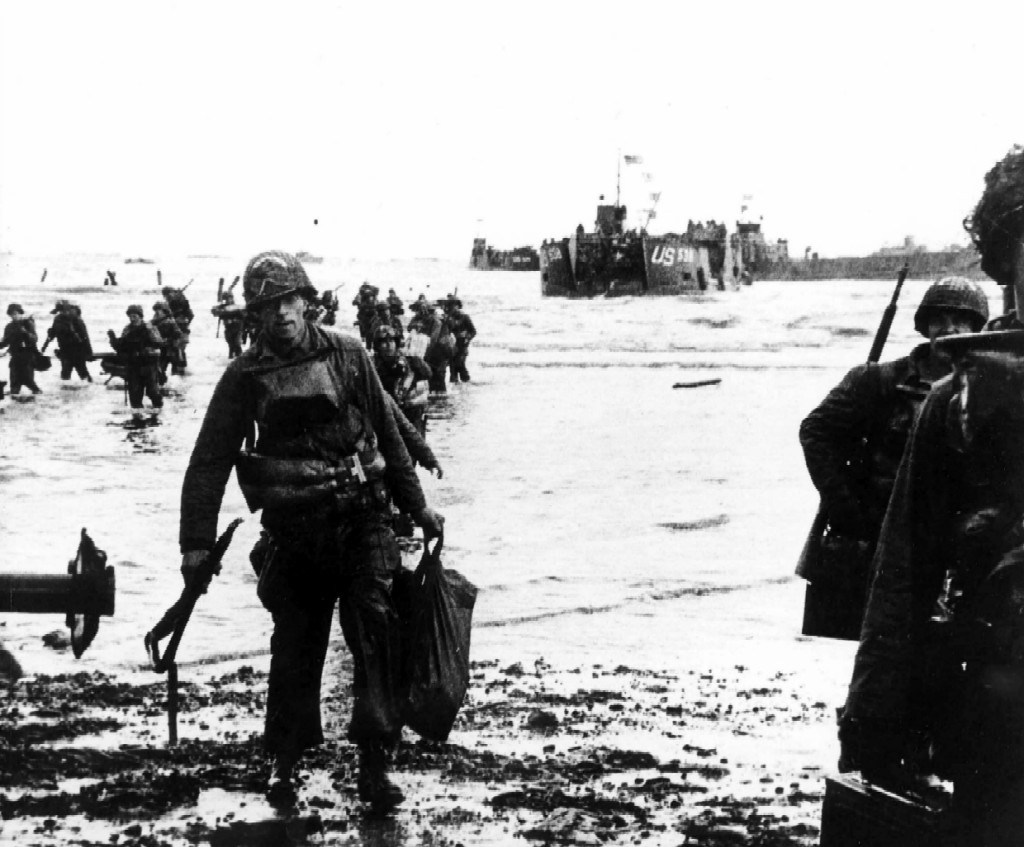
Американські солдати на нормандському узбережжі. Плацдарм «Юта». Ранок 6 червня. 1944

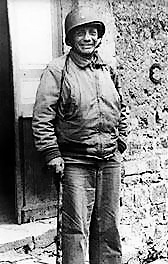
Бригадний генерал Теодор Рузвельт мол. — заступник командира 4-ї піхотної дивізії

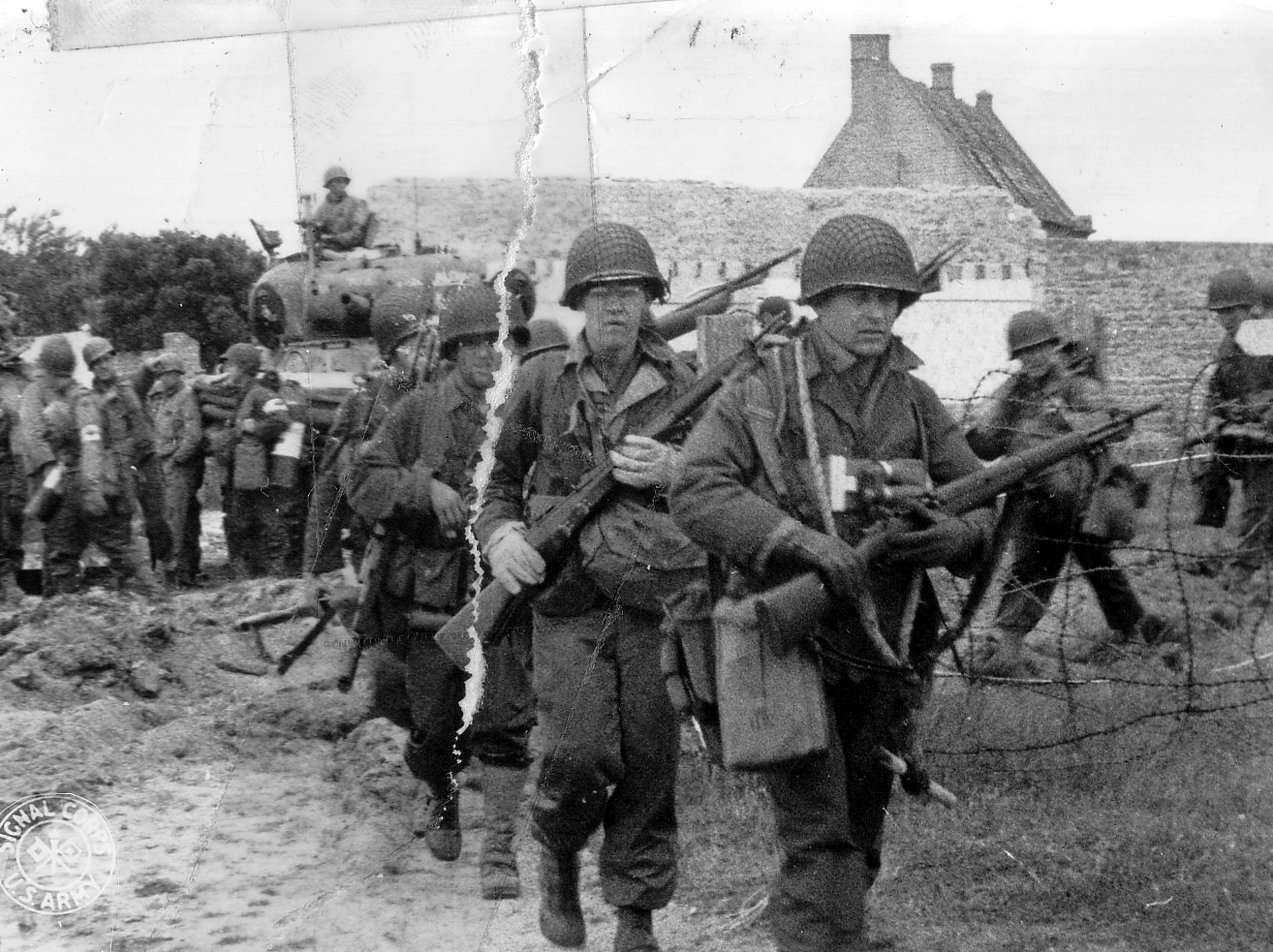
Підрозділи 4-ї дивізії на території в районі плацдарма «Юта»

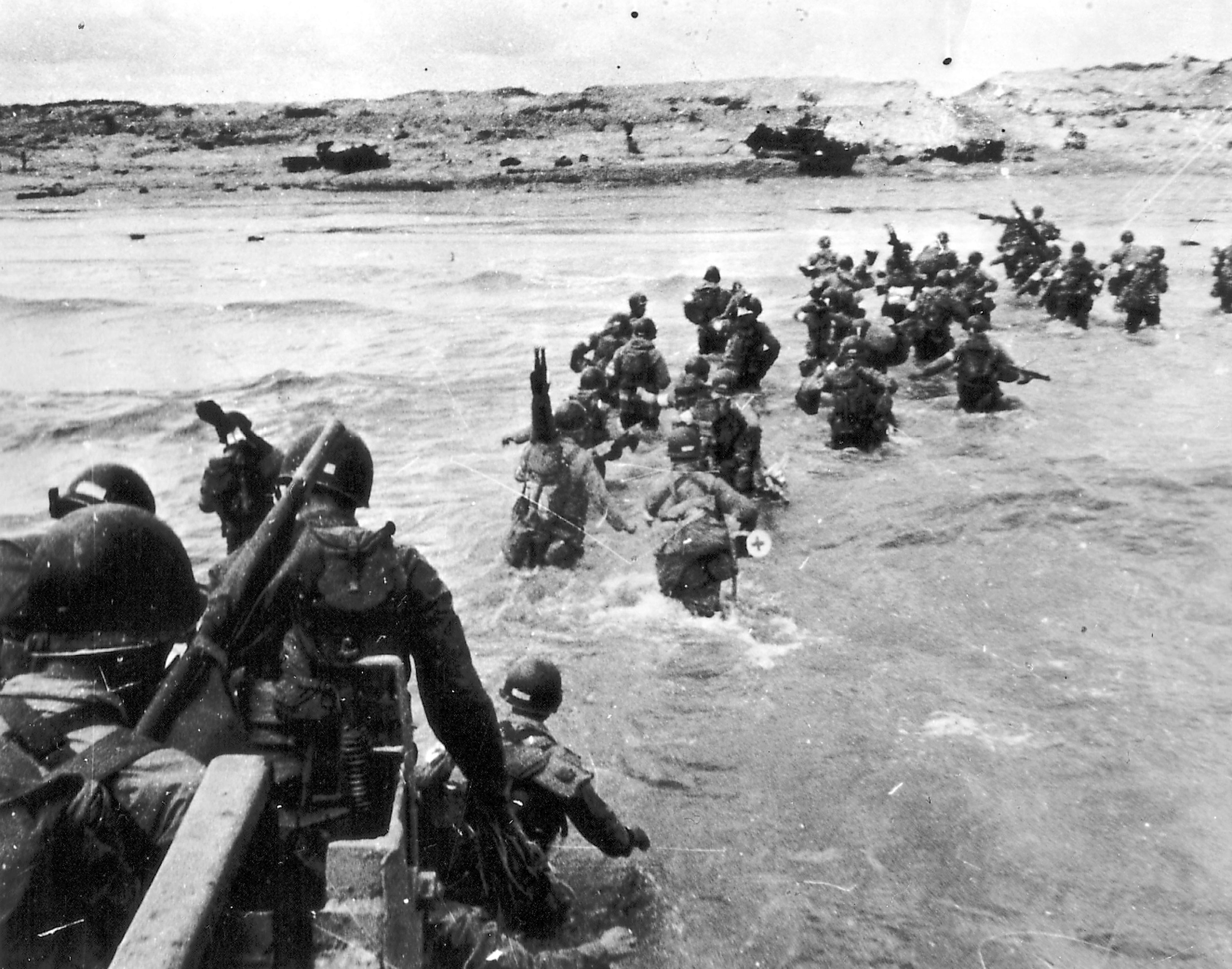
Плацдарм «Юта»

#### Плацдарм «Юта»
Плацдарм «Юта» знаходився на найкрайнішому, західному фланзі зони вторгнення англо-американських військ й займав сектор завширшки до 5 км між населеними пунктами Пуппвілль і Ла-Маделейн на лівому березі естуарію річки Дув.
Початок операції з висадки морського десанту на цій ділянці був запланований на 6:30 ранку. Висадку військ планувалося здійснити в 4 етапи: насамперед йшов десант на 20 висадочних катерах по 30 чоловіків у кожному, зі складу 8-го піхотного полку 4-ї піхотній дивізії. Після цього, з інтервалом у декілька хвилин слідували 2 батальйони, загальною чисельністю до 1000 чоловіків кожний, за якими, у свою чергу, висаджувалися останні дві хвилі з підрозділами інженерних військ, артилерії та органами управління.
З наближенням першої хвилі десанту на відстань 250—350 метрів до берегової лінії, командири використовували спеціальні сигнальні засоби для оповіщення військово-морських сил про початок артилерійської підтримки висадки підрозділів. Майже в запланований час війська почали висадку з десантних засобів на відстані до 90 метрів від урізу води. Артилерійські підрозділи Вермахту здійснили відчайдушну спробу розгромити десантні загони противника, але були майже всі виведені з ладу вогнем корабельної артилерії союзників й припинили вогонь.
У складі перших підрозділів, які висадилися на берег, особливо відзначився заступник командира 4-ї дивізії бригадний генерал Теодор Рузвельт молодший, син 26-го Президента США, Теодора Рузвельта, який особисто очолив висадку морського десанту на узбережжі. Він став першим і єдиним генералом союзної армії, що висадився з першими хвилями десанту на територію окупованої Нормандії в День «Д», і у віці 56 років став найстарішим солдатом, який досяг узбережжя.
Усвідомивши, що через погодні умови, що ускладнилися, висадка сталася з істотним відхиленням від заздалегідь запланованих ділянок, Рузвельт миттєво перейняв усе подальше командування десантом на себе і зумів чітко організувати управління останніми хвилями союзного десанту. Кожен підрозділ на місці отримував від нього уточнені завдання і з ходу вступав у бій. Зберігаючи крижаний спокій за таких обставин, генерал, не втрачаючи відчуття гумору, упевнено й, всіляко підтримуючи солдатів, які висадилися в перших рядах морського десанту, керував бойовими діями на плацдармі. Пізніше за прояву мужності під час вторгнення в складних бойових умовах бригадний генерал Теодор Рузвельт молодший був посмертно нагороджений медаллю Пошани.
До кінця першого дня висадки американці змогли зосередити на березі до 23 250 чоловіків особового складу з 1 700 одиницями бойової техніки. Втрати в сукупності складали вбитими та пораненими 197 чоловіків.
Основними чинниками, які позитивно вплинули на успіх висадки на плацдармі стали:
- слабкість фортифікаційних укріплень німців на цій ділянці узбережжя, яка, з точки зору командування Вермахту, була малопридатна для вторгнення союзників;
- ефективність попередніх авіаційної і артилерійської підготовки вторгнення військ;
- успішне застосування плаваючих танків, які, на відміну від плацдарму «Омаха», були спущені на воду на незначному віддаленні від берега, не зазнали втрат на плаву, і таким чином, змогли результативно вплинути на бойові дії піхотних підрозділів на березі;
- помилка при висадці військ — при відхиленні більш ніж на 1,5 км від раніше запланованих напрямків десант виявився поза зоною досяжності кулеметного і артилерійського вогню противника на плацдармі;
- дія повітрянодесантних дивізій у тиловій смузі оборонних рубежів німців, які своїми активними діями змогли дезорганізувати систему управління військами противника, вивести зі строю багато елементів оборонні укріплень противника і зірвати можливість німецького командування ефективно здійснювати контрзаходи проти морського десанту. Проте, в той же час, повітряний десант заплатив за це дуже значну ціну: втрати становили до 40 % лише в 101-ї дивізії.

## Складові частини операцій в контексті операції «Нептун»

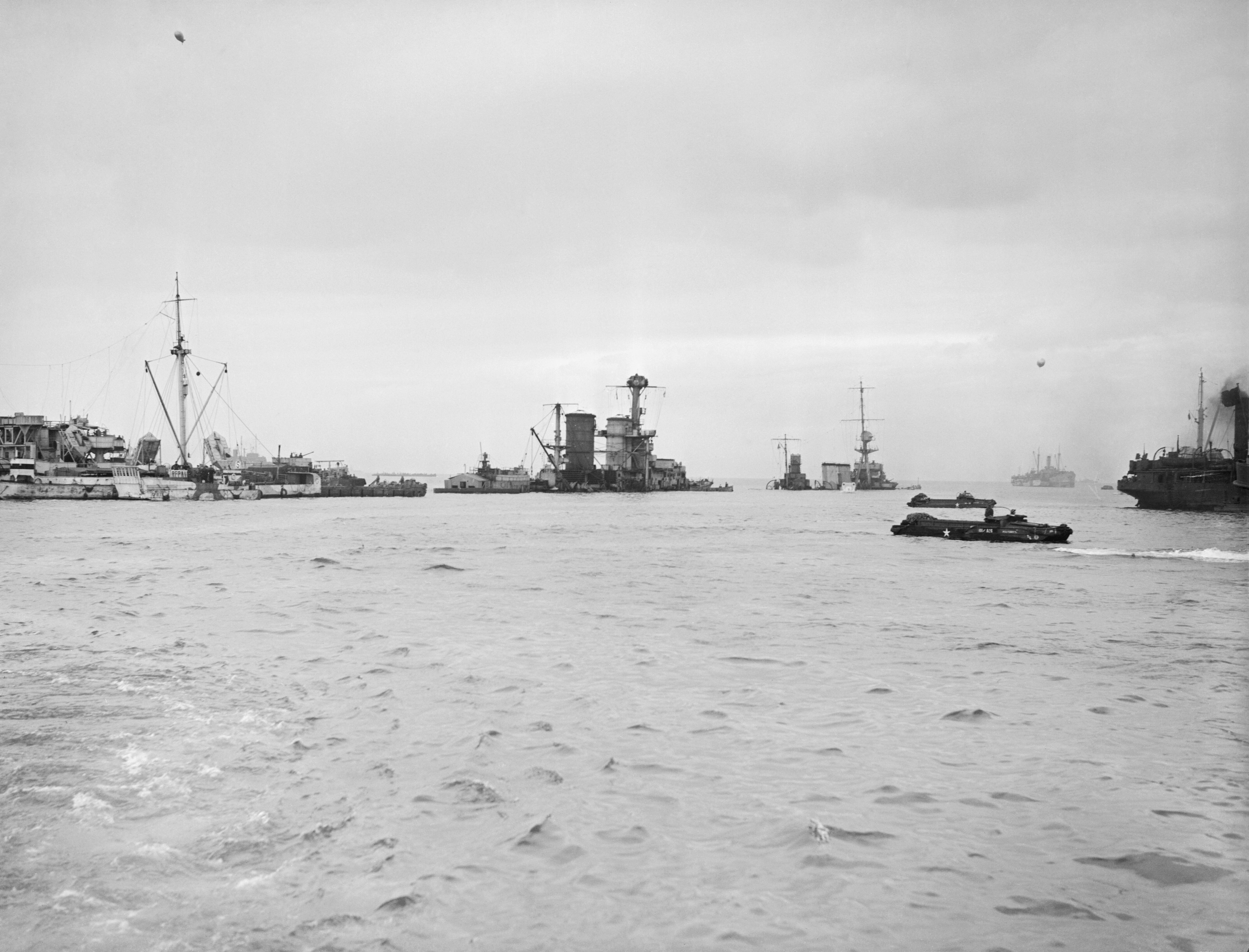
Побудування штучної гавані «Гузберрі-5» навколо Уїстреаму. Затоплюються старі крейсери «Дурбан» та «Суматра». Плацдарм «Сорд» Червень 1944.

| Кодове найменування                                                                               | Військове формування                                        | Бойове завдання |
| ------------------------------------------------------------------------------------------------- | ----------------------------------------------------------- | --- |
| Операція «Титанік» Операція «Гліммер» Операція «Таксабл» Операція «Ейрборн Сігар»                 | Спеціальна повітряна служба Повітряні сили Великої Британії | Серія дезінформаційних операцій з метою введення противника в оману стосовно реальної зони висадки основних сил десанту |
| Операція «Бостон»                                                                                 | ПС армії США 82-га повітрянодесантна дивізія                | Операція з висадки 82-ї дивізії в Нормандії                                                                             |
| Операція «Детройт»                                                                                | ПС армії США                                                | Операція з висадки планерного десанту 82-ї дивізії (перша хвиля)                                                        |
| Операція «Ельміра» Операція «Гальвестон» Операція «Хакенсак» Операція «Фріпорт» Операція «Мемфіс» | ПС армії США                                                | Серія операцій з висадки планерного десанту та підкріплень 82-ї дивізії                                                 |
| Операція «Олбані»                                                                                 | ПС армії США 101-ша повітрянодесантна дивізія               | Операція з висадки 101-ї дивізії в Нормандії                                                                            |
| Операція «Чикаго»                                                                                 | ПС армії США                                                | Операція з висадки планерного десанту 101-ї дивізії (перша хвиля)                                                       |
| Операція «Кеокук»                                                                                 | ПС армії США                                                | Операція з висадки планерного десанту та підкріплень 101-ї дивізії                                                      |
| Операція «Санфлауер I-III» Операція «Коней» Операція «Роброй I-III»…                              | Британські та французькі командос                           | Операція з висадки підрозділів військ спеціального призначення напередодні вторгнення                                   |
| Операція «Тонга»                                                                                  | 6-та повітрянодесантна дивізія                              | Операція з висадки 6-ї дивізії в Нормандії                                                                              |
| Операція «Гамбіт»                                                                                 | Royal Navy                                                  | Операція із забезпечення висадки військ підводними човнами Великої Британії                                             |
| Операція «Мейпл»                                                                                  | Королівські ВМС та Королівські ВПС                          | Операція з мінування підходів до плацдармів силами флоту та ПС                                                          |

## Висновки

### Підсумки операції

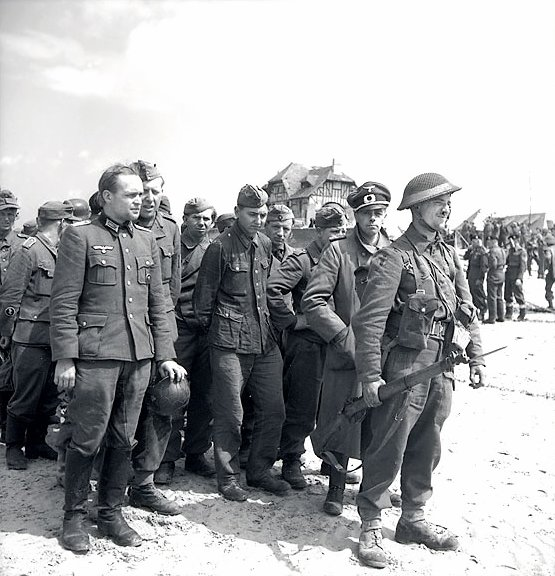
Військовополонені німці під охороною канадського солдата. Курсель-сюр-Мер. 6 червня 1944

Протягом Дня «Д» союзники висадили в Нормандії 156 000 військових. Американський компонент налічував 73 000 чоловіків: 23 250 морський десант на плацдарм «Юта», 34 250 — на плацдарм «Омаха» та 15 500 — повітряний десант. На британські та канадський плацдарми висадилися 83 115 військовослужбовців (з них 61 715 — британці): 24 970 — на плацдарм «Голд», 21 400 — на плацдарм «Джуно», 28 845 — на «Сорд» і 7 900 — повітряний десант.
З метою повітряної підтримки було задіяно 11 590 літаків різного типу, які здійснили в цілому 14 674 літако-вильотів, втрачено 127 бойових літаків. На висадку повітряного десанту протягом 6 червня залучалося 2 395 літаків та 867 планерів.
Військово-морські сили задіяли 6 939 кораблів та суден: 1 213 — бойових, 4 126 — десантних, 736 — допоміжних та 864 — торговельних для перевезень. Для забезпечення флот виділив: 195 700 моряків: 52 889 — американських, 112 824 — британських, 4 988 — з інших країн коаліції.
Наприкінці 11 червня 1944 на французькому березі вже знаходилося: 326 547 військових, 54 186 одиниць військової техніки, 104 428 тонн військового майна та запасів.
Останні ретельно перевірені дані свідчать про те, що в ході висадки англо-американські війська втратили загиблими 4 414 чоловіків (2 499 — американці, 1 915 — представники інших країн). В цілому загальні втрати складають близько 10 000 чоловіків (6 603 — американці, 2 700 — британці, 946 — канадці). Втрати, які зазнали союзники включають: загиблих, поранених, зниклих безвісти (чиї тіла так і не були знайдені) та військовополонених. В силу об'єктивних обставин точна кількість втрат, яка фігурувала в офіційних даних, була дуже далека від точних. Наприклад, військові, які десантувалися в тил, вважалися загиблими або зниклими безвісти, але через кілька днів вийшли до інших підрозділів союзних військ.
Варто відмітити, що лише під час підготовки операції «Нептун» (квітень — травень 1944), союзники втратили майже 12 000 чоловіків та 2000 літаків, ціною яких забезпечувався успіх вторгнення.
Дані втрат військ Вермахту оцінити не є можливим; вони становлять близько 4 000-9 000 чоловіків.
Від 15 000 до 20 000 мирних французьких мешканців загинуло під час вторгнення — переважно в результаті бомбардувань союзною авіацією.

### Стратегічне значення операції
Нормандська десантна операція за кількістю висаджених військ, військово-морських та військово-повітряних сил, а також транспортних засобів, що брали в ній участь, стала наймасштабнішою операцією в Другій світовій війні та в цілому у світовій історії війн. Найважливіша її особливість — величезні масштаби, велика чисельність висаджених військ і введених в дію сил на морі і в повітрі, які визначалися метою операції — створити самостійний фронт боротьби в Західній Європі, який постав важливим чинником у воєнних діях антигітлерівської коаліції на завершальному етапі війни проти Німеччини і її союзників. Відповідно до загального задуму операції «Оверлорд», перша стадія вторгнення — операція «Нептун» в цілому була успішно виконана. Плацдарм, захоплений в ході операції, був удвічі менший за той, який передбачалося зайняти відповідно до плану, проте в умовах абсолютного панування в повітрі виявилося можливим зосередити на ньому досить сил і засобів для проведення надалі стратегічної наступальної операції в Північно-Західній Франції.
Після накопичення сил експедиційні війська, ведучи наступ в східному і західному напрямах, захопили розташовані уздовж узбережжя Нормандії порти і, надалі, взаємодіючи з військами, висадженими на півдні Франції, здійснили операцію з блокування військ противника в південно-західній Франції. Протягом декількох місяців союзники змогли звільнити всю територію країни і прорвати лінію «Зігфрида», тим самим створивши собі плацдарм для вторгненням на територію Німеччини.
Командування Вермахту, не маючи достатніх сил і засобів, перш за все, у флоті та авіації, не змогло підготувати та провести протидесантну операцію на морі, а обмежилося лише відбиттям висадки на суходолі. При наявності тих сил, які вони мали в своєму розпорядженні, німці могли організувати досить ефективну протидесантну оборону на узбережжі. Але при їх використанні були допущені серйозні помилки. До них слід віднести: помилкове визначення району передбачуваної висадки, унаслідок чого в Нормандії, і зокрема в Сенській бухті, виявилося менше сил і засобів для оборони, ніж в інших районах. Так, оборонні споруди в районі Сенській бухти були закінчені лише на 18 %, тоді як в районі Кале-Булонь на 68 %. Демонстративні нальоти авіації і обстріл берега воно приймало за дійсну підготовку до вторгнення, мінування Балтійських проток та Кільського каналу розглядало як імовірні дії з підготовки до висадки в Норвегії або Ютландському півострові. Помилкове визначення можливого району висадки спричинило і оголошення тривоги в 7-й армії, що дислокувалася в Нормандії, лише о 01:30 6 червня, тобто вже після висадки повітряних десантів.
Німецьке командування явно нехтувало діями противника. Воно вважало малоімовірною висадку під артилерійським вогнем на оголений відпливом широкий піщаний пляж, тому перешкоди повздовж берегової лінії (залізні і залізобетонні надовби з плоскими мінами) були встановлені із розрахунком їх спрацювання в повну воду. Висадка в малу воду зробила їх абсолютно даремними.
Стаціонарна артилерія в районі висадки здебільшого була встановлена на відкритих позиціях, слабо захищена від вогню з моря і бомбардувань з повітря та не змогла проявити свою ефективність для відбиття десанту на тій або іншій ділянці.
Операція готувалася англо-американським командуванням дуже ретельно і тривалий час. Однією з найважливіших умов успіху вторгнення з'явилося швидке і планомірне накопичення сил на плацдармі. Рішення цієї задачі залежало від наявності достатньої кількості морських транспортних засобів, а також від правильної організації морських перевезень. Командуванню союзників вдалося вирішити це завдання. Особливий інтерес викликає спорудження штучних гаваней, які зіграли важливу роль в накопиченні сил на плацдармі, у вирішенні проблеми поточного ремонту і відновлення боєздатності десантних кораблів, висадочних засобів і малих бойових кораблів на плацдармах висадки. Велике значення в цій операції отримали також спеціально сконструйовані і застосовані в масовому масштабі баржі з артилерійською і реактивною зброєю, плаваючі танки, призначені для ведення бою з води, і інші амфібійні засоби.
Ретельно продумані і сплановані етапи операції, інтенсивні дезінформаційні заходи, чітко і грамотно налагоджена система морських перевезень через Ла-Манш, висадка повітряних десантів, вогнева підтримка десанту з моря і безперебійне забезпечення нарощування сил на плацдармах, за повного панування союзників на морі і в повітрі, виявилися ключовими чинниками, які сприяли повному успіху морської операції.

## Відео
- How successful was D-Day? exclusive video and insight of the D-Day landings on WW2History.com
- 1944 D-day in Color! New Outstanding Footage 1 of 3
- 1944 D-day in Color! New Outstanding Footage 2 of 3
- 1944 D-day in Color! New Outstanding Footage 3 of 3
- 82nd Airborne Division: D-Day(англ.)
- D-Day June 6, 1944
- Вторгнення в Нормандію (німецька хроника)(нім.)
- Серія фільмів про вторгнення в Нормандію(англ.)

## Кінематограф
- D-Day Normandy — 6th June 1944 Висадка на плацдарм «Омаха» (використані кадри фільму «Врятувати рядового Раяна»)